# Timișoara
Timișoara ([timiˈʃo̯ara]ⓘ, deutsch Temeswar, auch Temeschwar, veraltet Temeschburg, ungarisch Temesvár) ist eine Stadt im westlichen Rumänien, die Hauptstadt des Kreises Timiș, Sitz der Planungsregion West und das historische, wirtschaftliche und kulturelle Zentrum des Temescher Banats. Sie ist gemäß der Volkszählung im Jahre 2021 die viertgrößte Stadt in Rumänien. Donauschwaben stellten bis zum Zweiten Weltkrieg die größte ethnische Gruppe der Stadt. Timișoara war 2023 Kulturhauptstadt Europas.

## Geographie
Timișoara liegt im Stadtzentrum auf einer Höhe von 84 (Intre Vii) bis 95 Meter (Ronaț) über dem Meeresspiegel am südöstlichen Rande der Banater Heide als Teil der Großen Ungarischen Tiefebene. Die Schwarzerde des Bodens und der relativ niedrige Grundwasserspiegel bestimmen die hohe Fruchtbarkeit der Felder im Umland.
Die Stadt liegt infolge der Flussbegradigungen aus dem 18. Jahrhundert nicht mehr am Fluss Temesch, sondern an der Bega. Sie liegt in seismisch aktivem Gebiet; hier verzeichnete Erdbeben erreichten eine Magnitude von 6 auf der Richterskala.
Die Stadt ist in Bezug auf die Bevölkerungszahl die fünftgrößte Stadt Rumäniens. Nach Angaben von 2004 erstreckt sich das Stadtgebiet über eine Fläche von 12.927 ha, wovon 7903 ha landwirtschaftlich genutzt werden (7131 ha bebaubares Land, 426,57 ha Weiden, 223 ha Heuwiesen; 390 ha Weinberge, 84,02 ha Obstgärten). Die nicht landwirtschaftlich genutzte Fläche besteht aus 649 ha Wald, 317 ha Gewässern und Teichen, 2920 ha Gebäuden, 1063 ha Straßen, und 75 ha unfruchtbarem Land.
Timișoara ist die Hauptstadt des Kreises Timiș. Die Nachbargemeinden sind Ghiroda im Osten, Dumbrăvița im Norden und Westen sowie Giroc im Süden. Die Stadt ist etwa 550 km von Bukarest, 170 km von Belgrad und 300 km von Budapest entfernt.

## Namensvarianten der Stadt
Im deutschen Sprachgebrauch sind die Bezeichnungen Temeswar, Temeschwar und Temeschburg bekannt. Temeschburg wird in Urkunden aus dem 14. und 15. Jahrhundert vielfach erwähnt, erstmals 1396 anlässlich der Schlacht von Nikopolis unter Beteiligung von König Sigmund gegen die Türken.
Nach dem Frieden von Passarowitz 1718 erhielt das Temescher Banat eine Sonderstellung als Kron- und Kammerdomäne der Habsburgermonarchie, die bereits bestehende geographische Bezeichnungen der dortigen Adeligen übernahm und seine Hauptstadt Temeswar nannte. So sind aus der Habsburger Zeit keine Belege für den Gebrauch der Namensvariante Temeschburg im Banat bekannt. In Leipzig erschienene Lexika von 1732 und aus den 1740er Jahren nannten jedoch Temeschburg als den geltenden deutschen Namen der Stadt. Der Name Temeschwar hatte sich zu Zeiten der Habsburger in Anlehnung an die Aussprache des ungarischen Temesvár entwickelt und ist vorwiegend in Süddeutschland und Österreich gebräuchlich.

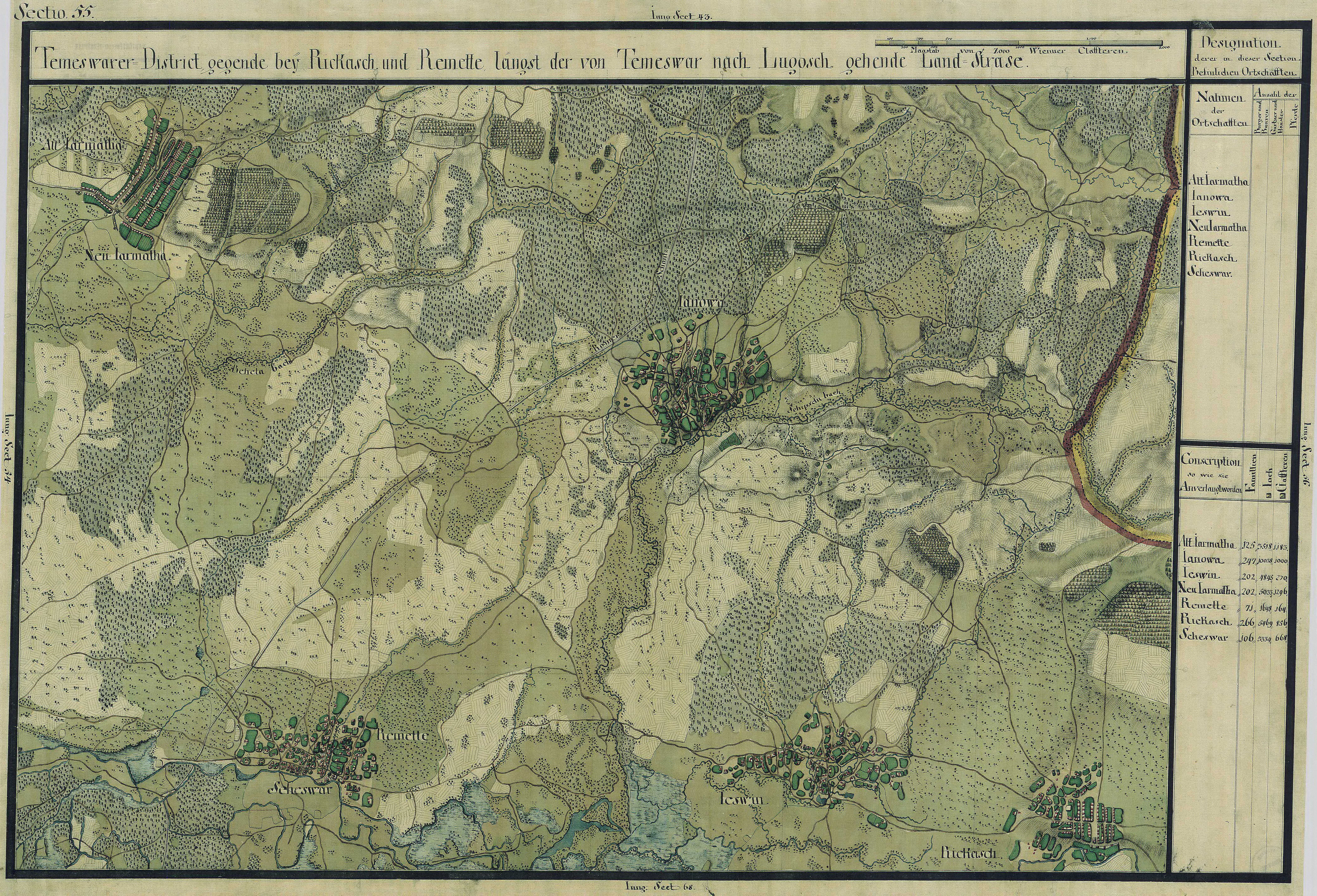
Deutscher Name Temeswar auf einer Karte von 1769–1772

Im Verlauf des 18. und 19. Jahrhunderts wurde Temeswar in deutschsprachigen Texten in der Regel mit „w“ geschrieben. Mit dem „Erlass des Ortsnamengesetzes vom 5. Februar 1898“ des Budapester Innenministeriums musste dann die Stadt fortan mit „v“ geschrieben werden. Die im Jahre 1852 gegründete Temesvarer Zeitung schrieb sich schon mit „v“, obwohl seinerzeit Deutsch die Amtssprache im Banat war. Vár bedeutet auf Ungarisch „Burg“ oder „Festung“.
In der Zwischenkriegszeit bemühten sich deutschnationale Kreise der Namensvariante Temeschburg mehr Gewicht zu verleihen. Mit dem Erstarken der nationalsozialistischen „Erneuerer“ im Königreich Rumänien gegen Ende der 1930er Jahre, die von 1940 bis 1944 in der alleinigen, gleichgeschalteten Vertretung der Rumäniendeutschen durch die „Deutsche Volksgemeinschaft in Rumänien“ mündete, setzte sich diese Bezeichnung im offiziellen deutschen Sprachgebrauch dieser Zeit durch. In der Nachkriegszeit behielt der Name seinen nationalsozialistischen Nachklang in der deutschsprachigen Diaspora und galt als verpönt. Zwar war Temeschburg in Deutschland lange Zeit eine der offiziellen Varianten (so fand der Name bei der Geburtsortnennung in bundesdeutschen Ausweisen des Öfteren Anwendung), jedoch war Temesvar spätestens ab 1948 im öffentlichen rumäniendeutschen Sprachgebrauch die geltende Norm.
1972 wurden alle Namensformen in den Sprachen der Minderheiten der Sozialistischen Republik Rumänien verboten, die nicht die direkten Entsprechungen der rumänischen Sprache darstellten. Lokale deutschsprachige Medien, darunter auch die Neue Banater Zeitung, übernahmen so die Schreibweise Temeswar.
Heute hat sich der Name Temeswar im öffentlichen rumäniendeutschen Sprachgebrauch durchgesetzt.
In weiteren Sprachen heißt die Stadt serbokroatisch Темишвар (Temišvar), türkisch Temeşvar und jiddisch טעמעשוואר Temeschwar.

## Stadtgliederung
Timișoara und seine zehn Stadtbezirke (Stand 1992):
| Bezirk | Fläche  | rumänischer Name | deutscher Name | ungarischer Name | Eingemeindung |
| ------ | ------- | ---------------- | -------------- | ---------------- | ------------- |
| I      | 0480 ha | Cetate           | Innere Stadt   | Belváros         |               |
| II     | 1017 ha | Fabric           | Fabrikstadt    | Gyárváros        | 1782          |
| III    | 0668 ha | Elisabetin       | Elisabethstadt | Erzsébetváros    | 1890          |
| IV     | 0442 ha | Iosefin          | Josefstadt     | Józsefváros      | 1744          |
| V      | 0205 ha | Mehala           | Mehala         | Mehála           | 1910          |
| VI     | 0231 ha | Fratelia         | Fratelia       | Újkissoda        | 1948          |
| VII    | 0156 ha | Freidorf         | Freidorf       | Szabadfalu       | 1950          |
| VIII   | 0067 ha | Plopi            | Kardos-Kolonie | Kardostelep      | 1951          |
| IX     | 0072 ha | Ghiroda Nouă     | Neu-Giroda     | Erzsébetpuszta   | 1951          |
| X      | 0102 ha | Ciarda Roșie     | Rote Tscharda  | Vörös Csárda     | 1953          |

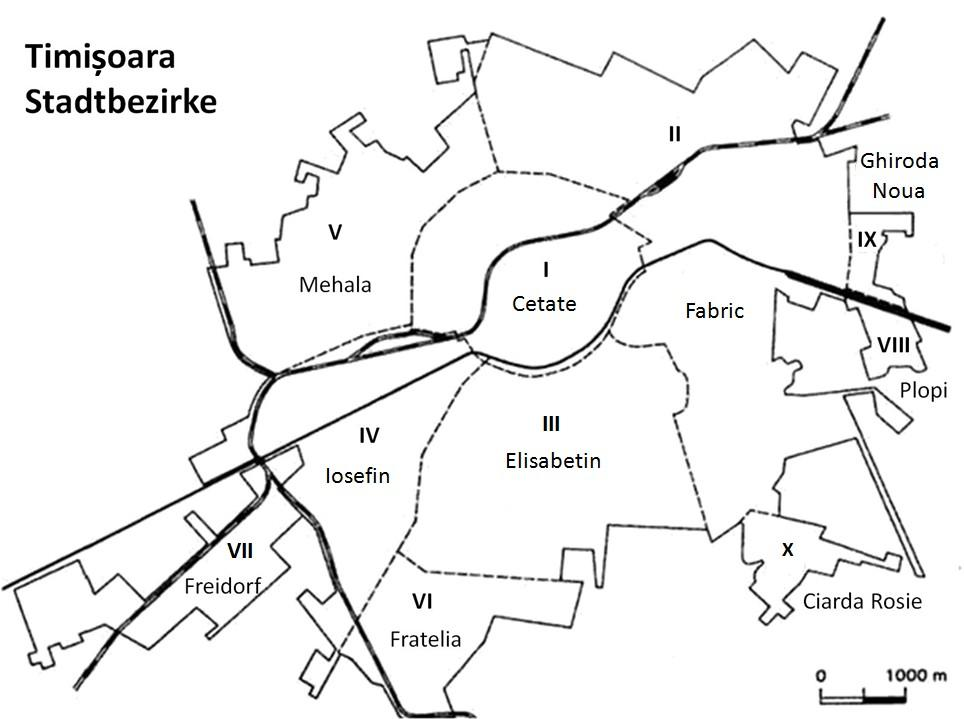
Stadtbezirke

Die größeren Stadtbezirke sind wiederum in weitere Stadtteile ohne administrative Funktion unterteilt:
| Cetate     | Zona Calea Aradului Est, Zona Calea Aradului Vest, Zona Tipografilor                                                                                      |
| Fabric     | Braytim, Calea Buziașului, Fabrica de Zahăr, Kun(c)z, Zona Banat, Zona Lunei, Zona Dorobanților und Zona Ion Ionescu de la Brad                           |
| Elisabetin | Complex Studențesc, Plăvăț, Zona Girocului Est, Zona Girocului Vest, Zona Odobescu und Zona Soarelui                                                      |
| Iosefin    | Cartier Dâmbovița, Calea Șagului Vest I, Calea Șagului Vest II und Zona industrială Solventul                                                             |
| Mehala     | Anheuer, Ronaț (deutsch: Ronatz oder Ronaz), Weisz, Zona Bucovinei, Zona Circumvalațiunii, Zona Blașcovici, Zona Matei Basarab und Zona Mircea cel Bătrân |
| Fratelia   | Zona Steaua |
| Freidorf   | Zona Ion Slavici, Neu-Freidorf |

## Klima
Wie das ganze Banat hat die Stadt ein kontinentales Klima, mit kalten Wintern und heißen Sommern, der Frühling ist meistens kurz.
| Mittlere Lufttemperatur (Monatsmittel auf Jahrmittel)  | Mittlere Lufttemperatur (Monatsmittel auf Jahrmittel) | Mittlere Lufttemperatur (Monatsmittel auf Jahrmittel) | Mittlere Lufttemperatur (Monatsmittel auf Jahrmittel) | Mittlere Lufttemperatur (Monatsmittel auf Jahrmittel) | Mittlere Lufttemperatur (Monatsmittel auf Jahrmittel) | Mittlere Lufttemperatur (Monatsmittel auf Jahrmittel) | Mittlere Lufttemperatur (Monatsmittel auf Jahrmittel) | Mittlere Lufttemperatur (Monatsmittel auf Jahrmittel) | Mittlere Lufttemperatur (Monatsmittel auf Jahrmittel) | Mittlere Lufttemperatur (Monatsmittel auf Jahrmittel) | Mittlere Lufttemperatur (Monatsmittel auf Jahrmittel) | Mittlere Lufttemperatur (Monatsmittel auf Jahrmittel) | Mittlere Lufttemperatur (Monatsmittel auf Jahrmittel) |
| Monat                                                  | Jan                                                   | Feb                                                   | Mar                                                   | Apr                                                   | Mai                                                   | Jun                                                   | Jul                                                   | Aug                                                   | Sep                                                   | Okt                                                   | Nov                                                   | Dez                                                   | jährlich                                              |
| ------------------------------------------------------ | ----------------------------------------------------- | ----------------------------------------------------- | ----------------------------------------------------- | ----------------------------------------------------- | ----------------------------------------------------- | ----------------------------------------------------- | ----------------------------------------------------- | ----------------------------------------------------- | ----------------------------------------------------- | ----------------------------------------------------- | ----------------------------------------------------- | ----------------------------------------------------- | ----------------------------------------------------- |
| 1901–2000                                              | −1,5°                                                 | 0,6°                                                  | 5,7°                                                  | 11,1°                                                 | 16,3°                                                 | 19,6°                                                 | 21,5°                                                 | 20,9°                                                 | 16,8°                                                 | 11,2°                                                 | 5,7°                                                  | 1,2°                                                  | 10,7°                                                 |
| 2005                                                   | 0,0°                                                  | −3,3°                                                 | 3,4°                                                  | 11,3°                                                 | 16,9°                                                 | 19,7°                                                 | 22,1°                                                 | 20,3°                                                 | 17,3°                                                 | 11,1°                                                 | 4,6°                                                  | 1,6°                                                  | 10,4°                                                 |
| Niederschlag (Monatsmittel auf Jahrmittel in mm)       |                                                       |                                                       |                                                       |                                                       |                                                       |                                                       |                                                       |                                                       |                                                       |                                                       |                                                       |                                                       |                                                       |
| Monat                                                  | Jan                                                   | Feb                                                   | Mar                                                   | Apr                                                   | Mai                                                   | Jun                                                   | Jul                                                   | Aug                                                   | Sep                                                   | Okt                                                   | Nov                                                   | Dez                                                   | jährlich                                              |
| 1901–2000                                              | 39,1                                                  | 37,5                                                  | 36,5                                                  | 48,2                                                  | 63,4                                                  | 81,0                                                  | 58,3                                                  | 51,5                                                  | 43,9                                                  | 49,7                                                  | 48,7                                                  | 49,4                                                  | 583,9                                                 |
| 2006                                                   | 30,3                                                  | 41,7                                                  | 49,3                                                  | 78,8                                                  | 50,2                                                  | 87,8                                                  | 50,4                                                  | 98,0                                                  | 24,6                                                  | 17,4                                                  | 31,3                                                  | 21,3                                                  | 581,1                                                 |
| Höchst- und Tiefsttemperaturen in den Jahren 1901–2000 |                                                       |                                                       |                                                       |                                                       |                                                       |                                                       |                                                       |                                                       |                                                       |                                                       |                                                       |                                                       |                                                       |
| Jahr                                                   | 1926                                                  | 1935                                                  | 1938                                                  | 1939                                                  | 1946                                                  | 1950                                                  | 1952                                                  | 1957                                                  | 1979                                                  | 1994                                                  |                                                       |                                                       |                                                       |
| Maximum                                                | 27,1°                                                 | 33,8°                                                 | 38,4°                                                 | 39,6°                                                 | 39,7°                                                 | 34,5°                                                 | 41,0°                                                 | 20,2°                                                 | 17,4°                                                 | 20,5°                                                 |                                                       |                                                       |                                                       |
| Jahr                                                   | 1922                                                  | 1927                                                  | 1931                                                  | 1932                                                  | 1935                                                  | 1949                                                  | 1962                                                  | 1963                                                  | 1970                                                  | 1971                                                  |                                                       |                                                       |                                                       |
| Minimum                                                | −15,4°                                                | −24,8°                                                | −5,2°                                                 | −20,0°                                                | −29,2°                                                | 5,0°                                                  | 5,9°                                                  | −35,3°                                                | −1,9°                                                 | −6,8°                                                 |                                                       |                                                       |                                                       |

Weitere Daten:
|                      | Jan | Feb | Mär | Apr | Mai | Jun | Jul | Aug | Sep | Okt | Nov | Dez |   |      |
|                      |     |     |     |     |     |     |     |     |     |     |     |     |   |      |
| Sonnenstunden (h/d)  | 2,3 | 3,3 | 5,0 | 6,2 | 7,8 | 8,7 | 9,7 | 9,0 | 7,3 | 5,7 | 2,9 | 1,8 | ⌀ | 5,8  |
|                      |     |     |     |     |     |     |     |     |     |     |     |     |   |      |
| Regentage (d)        | 7   | 7   | 7   | 8   | 9   | 10  | 7   | 6   | 6   | 5   | 8   | 9   | Σ | 89   |
|                      |     |     |     |     |     |     |     |     |     |     |     |     |   |      |
| Luftfeuchtigkeit (%) | 90  | 86  | 79  | 73  | 73  | 74  | 73  | 75  | 76  | 81  | 85  | 89  | ⌀ | 79,5 |

|  |

|  |

|  |

|  |

|  |

|  |

|  |

|  |

|  |

|  |

|  |

|  |

|  |

|  |

|  |

|  |

|  |

|  |

|  |

|  |

|  |

|  |

|  |

|  |

## Geschichte

### Von der Stadtgründung bis zum Zweiten Weltkrieg

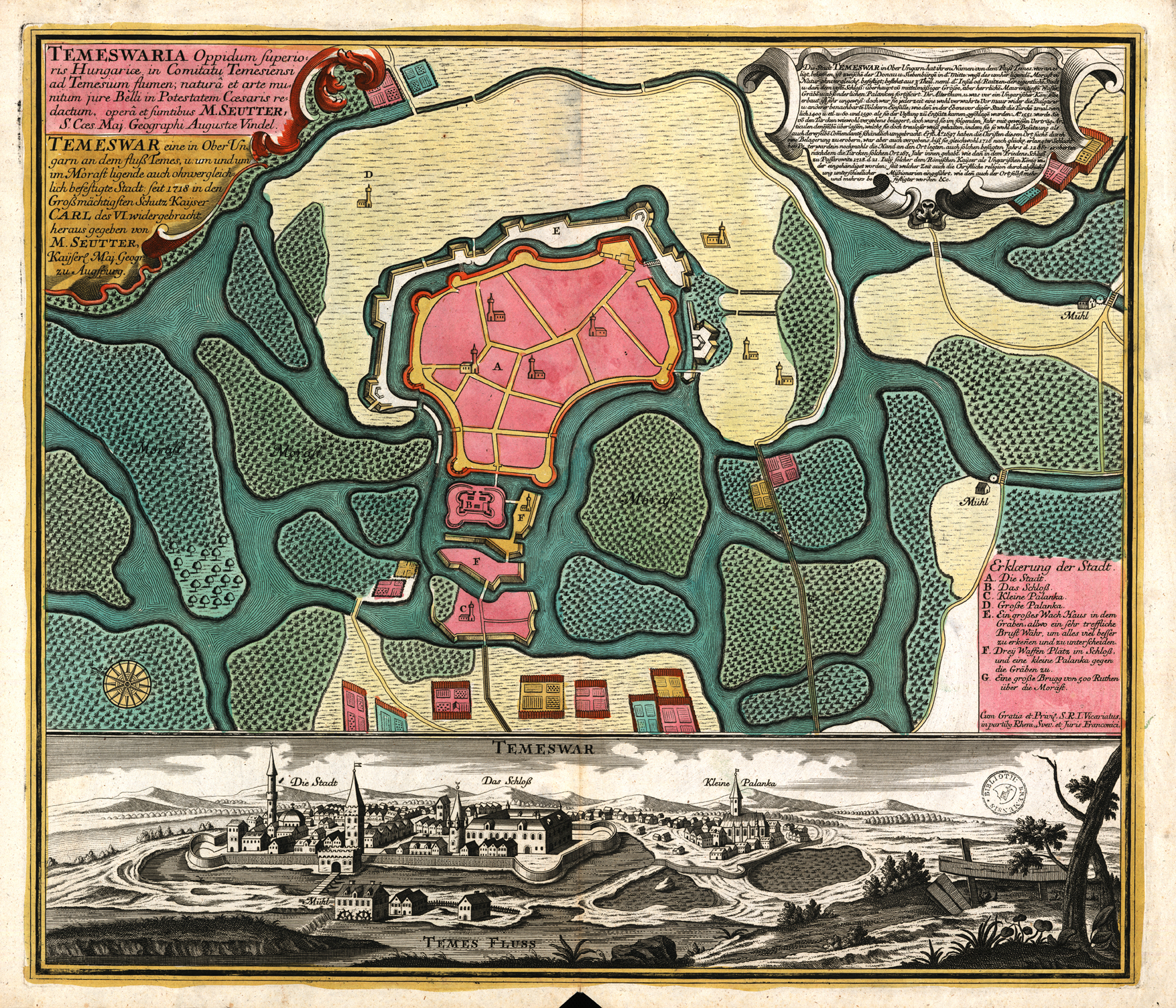
Temeswar nach Matthäus Seutter, (1678–1757)

Karte der Stadt und Festung Temeswar (um 1720)

Temeswar um 1890/1891, das ehemalige Festungsvorland war seinerzeit noch unverbaut

Von 553 herrschten die Awaren zweihundert Jahre lang über das Gebiet des heutigen Timișoara und errichteten auf den Ruinen des ehemaligen römischen Wehrbaus Zambara eine neue Siedlung namens Beguey, strategisch gelegen zwischen den Flüssen Beghei Bega (Theiß) und Temesch. Nach den Awaren zogen die Petschenegen ins Banat. Auch Kumanen, Bulgaren und Walachen waren hier ansässig, gefolgt von den Magyaren zum Ende des Jahrtausends. Es wird vermutet, dass die Festung Temeschburg schon im 10. Jahrhundert in awarischer Architektur errichtet wurde und sich, mit Wassergräben umgeben, an der Stelle des heutigen Nationaltheaters und Opernhauses Timișoara befand.
Im Jahr 1154 wurde Temeschburg erstmals durch den arabischen Geographen al-Idrisi urkundlich erwähnt. Nach der Zerstörung durch die Tataren im Jahre 1241 rief der ungarische König Béla IV. deutsche Siedler in das entvölkerte Land, welche die Stadt wieder aufbauten. Unter Karl Robert I., der im Jahre 1311 den ungarischen Thron bestieg, war das damalige Temesvár schon eine bevölkerungsreiche und befestigte Stadt. Dieser machte den Ort zu seiner Residenz und regierte zwischen 1316 und 1323 von hier aus für einige Jahre das Ungarische Reich. 1443 durch ein Erdbeben erneut zerstört, wurde Temeswar 1552 von den Osmanen eingenommen und blieb für 164 Jahre Teil des Osmanischen Reichs.
Die Stadt wurde nach dem Venezianisch-Österreichischen Türkenkrieg und der Eroberung des Banats durch das habsburgische Österreich im Jahre 1716 zur Festungs- und Garnisonsstadt ausgebaut (siehe auch Haus zum Prinz-Eugen-Tor) und blieb in den folgenden beiden Jahrhunderten unter österreichischer beziehungsweise später österreichisch-ungarischer Herrschaft. Temesvár wurde in seiner Geschichte von mehreren Pest- und Choleraepidemien heimgesucht und in Kriegen mehrmals belagert, u. a. von den Türken und während der Revolution von 1848. In den 1750er Jahren war die Stadt Verbannungsziel des Temeswarer Wasserschubs. 1849 bis 1860 war Timișoara die Hauptstadt des Kronlandes Woiwodschaft Serbien und Temescher Banat.
In der zweiten Hälfte des 19. Jahrhunderts kam Timișoara (das ab 1867 im ungarischen Teil Österreich-Ungarns lag und daher offiziell mit seiner ungarischen Namensform genannt wurde) zu wirtschaftlicher und kultureller Blüte, wozu der Anschluss an das Eisenbahnnetz (1857) und die Kanalisierung der Bega wesentlich beitrugen. Eine weitere wesentliche Neuerung war die 1869 eröffnete Pferdestraßenbahn; sie war nach Budapest die zweite Straßenbahn auf dem Gebiet Altungarns, die erste des heutigen Rumänien und eine der ersten weltweit. Ab dem 12. November 1884 gehörte die Stadt nach Paris, Nürnberg, Steyr und Berlin zu den ersten Städten Europas mit elektrischer Straßenbeleuchtung.

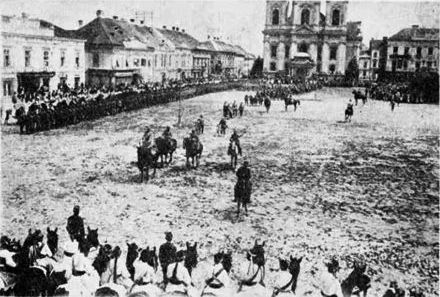
Rumänische Truppen in Timișoara, 3. August 1919

Timișoara blieb im Ersten Weltkrieg von Kampfhandlungen verschont, war dann aber Ziel der Auseinandersetzungen zwischen dem Königreich Serbien und Rumänien, denen die Triple Entente jeweils das gesamte Banat vertraglich zugesichert hatte. Am 14. November 1918 besetzten serbische Truppen die Stadt; am 3. August 1919 rückten rumänische Truppen ein, während sich die serbischen Einheiten auf ihr Gebiet zurückzogen.
Die Teilung des Banats wurde am 4. Juni 1920 im Friedensvertrag von Trianon besiegelt, in welchem die Stadt Rumänien zugesprochen wurde. Dadurch verlor Timișoara einen Teil seines Umlandes und die staatliche sowie infrastrukturelle Bindung an Mitteleuropa. Diese Veränderung führte zusammen mit den Wirtschaftskrisen der Zwischenkriegszeit zur wirtschaftlichen Stagnation, wovon sich Timișoara erst Ende der 1920er und Ende der 1930er Jahre erholen konnte.
Im Zweiten Weltkrieg wurden unter anderem der Bahnhof Gara Timișoara Nord und die Bahnanlagen durch einen alliierten Bombenangriff zerstört. Nach dem Seitenwechsel Rumäniens stieß der Höhere SS- und Polizeiführer Hermann Behrends in dem vom 11. bis 30. September 1944 dauernden Unternehmen Behrends mit der schwach ausgerüsteten 4. SS-Polizei-Panzergrenadier-Division von Vršac aus auf Timișoara vor. Er hatte den Auftrag, aufzuklären, wie weit das rumänische Banat von den Sowjets besetzt sei. Die „Kampfgruppe Behrends“ bestand hauptsächlich aus Waffen-SS-Urlaubern und Männern der Banater Verfügungstruppe aus der Deutschen Mannschaft. Eine „Verfügungstruppe Michel Reiser“ bestand aus zehn Kompanien zu je 120 – 150 Mann aus Teilen der städtischen „Deutschen Mannschaft“, aus älteren Schülern und dem Arbeitsdienstjahrgang. Volksgruppenführer Josef Janko hatte diese Schutztruppe aufstellen lassen, damit sie hinter der Front die abziehende Bevölkerung vor den Partisanenangriffen schütze. Die Kampfgruppe startete am 13. September 1944 von Srpska Crnja (Serbisch-Zerne) im Nordbanat ihren Zug auf Timișoara und gelangte am 20. September 1944 bis in die Vorstädte. Darauf meldete Behrends an Himmler, Timișoara sei erobert und wurde daraufhin sofort mit dem Ritterkreuz des Eisernen Kreuzes ausgezeichnet. Die Kampfgruppe wurde aber unter Verlusten von den rumänischen und sowjetischen Truppen aus der Stadt gedrängt und zog sich ins jugoslawische Banat zurück. Weiterhin kam es am 30./31. Oktober 1944 zu Bombardierungen durch deutsche Luftstreitkräfte.

### Nachkriegszeit
Die deutschstämmige Bevölkerung wurde vom 15. Januar 1945 bis Ende 1949 Ziel von Deportationen der Arbeitsfähigen und von Enteignungen. Nachdem sich 1948 die kommunistische Herrschaft gefestigt hatte, wurden die gesamte Industrie und weite Teile des Dienstleistungssektors verstaatlicht. Der Handwerk- und Dienstleistungssektor wurde im folgenden Jahrzehnt zu Kooperativen zusammengeschlossen, wodurch sich die wirtschaftliche Eigentumsstruktur in Timișoara völlig wandelte.
Nach dem Ungarischen Volksaufstand gingen Ende Oktober 1956 auch rumänische, ungarische, deutsche und andere Studenten beim Studentenaufstand in Timișoara auf die Straße. Zunächst war deren Anliegen das schlechte Mensaessen und die überfüllten Wohnheime, doch bei der spontanen Versammlung von circa 3.000 Studenten wurden auch die bedrängte Lage der Bauern, die Ausbeutung rumänischer Rohstoffe durch die Sowjetunion und ähnliche Misslagen angesprochen. Nachdem viele Studenten bei der Demonstration verhaftet worden waren, blieb die Unterstützung durch die Arbeiterschaft aus.
Ab den 1960er Jahren erfolgte eine Veränderung der Branchenstruktur. Die Konsum- und Leichtindustrie wurde zunehmend vernachlässigt, während die aus ideologischen Motiven bevorzugte Schwer- und Produktionsgüterindustrie aus- und aufgebaut wurde; so etwa ab 1960 im Schwermaschinenkombinat U.M.T., das sich auf Bergbauausrüstungen und Hebezeuge spezialisiert hatte.
Die schnell vorangetriebene Industrialisierung zeigte sich in Industrieplattformen, wie sie im Südosten der Stadt mit den chemischen Werken und Fabriken zur Herstellung von Baumaschinen entstanden. Im Süden siedelten sich Betriebe der Baustoff- und Energieindustrie an, im Südwesten diejenigen der Nahrungsmittelindustrie, und im Nordosten diejenigen der Maschinenbauindustrie. Die größten Unternehmen waren I.A.T., Electrotimiș, C.P. Solventul, Optica, I.A.E.M., Electromotor, Electrobanat, Banatul oder I.R.A. Mangelnde Modernisierung und fehlende Instandhaltung sowie der Mangel an Rohstoffen, die instabile Energieversorgungslage und unrealistische Produktionspläne machten den Arbeitern das Leben schwer. Timișoara erlebte in den 1980er Jahren zusammen mit dem Rest Rumäniens eine dramatische Auszehrung der wirtschaftlichen und sozialen Bereiche. In der Stadt mit einer der ersten elektrischen Straßenbeleuchtungen Europas brannten 100 Jahre nach deren Einführung nachts keine Lampen mehr.

### Die Rumänische Revolution von 1989
Die rumänische Revolution gegen die kommunistische Diktatur Nicolae Ceaușescus hatte ihren Ursprung in Timișoara. Auslöser war der Widerstand der reformierten ungarischen Gemeinde in der Elisabethstadt gegen die Zwangsversetzung ihres Pfarrers László Tőkés, gegen die am 14. Dezember 1989 Wache gehalten wurde.
Am 15. Dezember 1989 fanden zahlreiche Demonstrationen und Unruhen statt. Es kam in der Folge zu einem Massaker auf dem Platz der Oper, als Armee und Securitate auf Demonstranten schossen, unter ihnen Kinder, die ihr Leben als erste Opfer der Revolution ließen. Die genauen Opferzahlen sind bisher nicht geklärt und lassen viele Fragen offen. Es wird von 153 Toten in Timișoara ausgegangen. Die revolutionären Ereignisse in Timișoara breiteten sich im gesamten Land aus und führten schließlich dazu, dass Ceaușescu als einziges Staatsoberhaupt im Rahmen der Revolutionen im Jahr 1989 gewaltsam gestürzt wurde. Unmittelbar nach einem Schauprozess wurden er und seine Frau Elena am 25. Dezember 1989 standrechtlich erschossen.
Die Proklamation von Timișoara, in der die Aufständischen aus Timișoara am 11. März 1990 ihre politischen Ziele darlegten, ist als erstes Dokument zur Gründung eines demokratischen Rumänien anzusehen.

### Nach der Wende
Nach der Überwindung der Lethargie der 1980er Jahre und einer relativ kurzen Transformationsdepression erholten sich die wirtschaftlichen und sozialen Bereiche rasch. Seit 1996 ist ein zunehmender Aufwärtstrend spür- und im Stadtbild auch sichtbar, da sich die Stadt für internationale Direktinvestitionen besonders aus dem deutschsprachigen und italienischen Raum als attraktiv herausgestellt hat.

## Bevölkerung

### Zusammensetzung

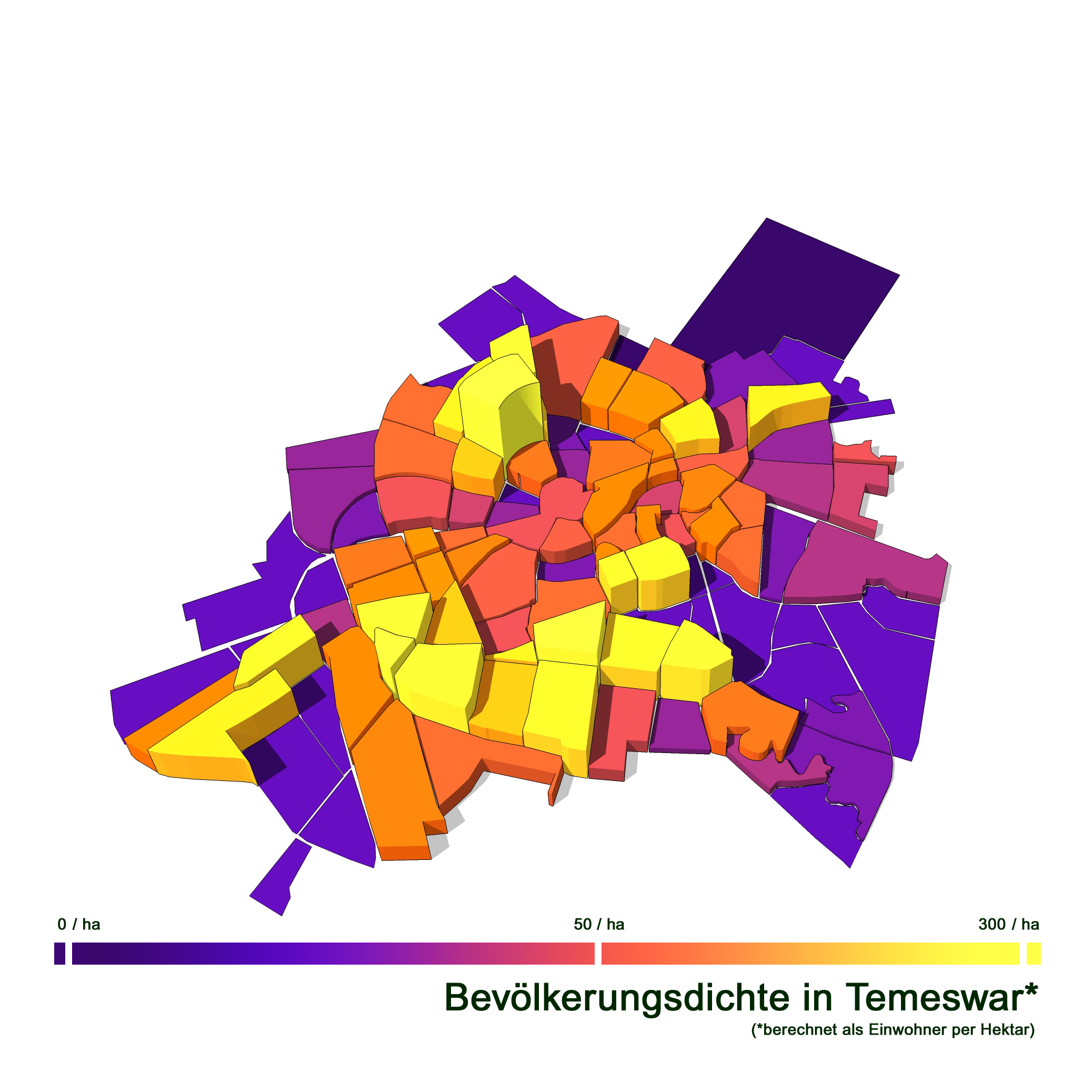
Bevölkerungsdichte 2009

Im Januar 2009 hatte Timișoara 311.586 Einwohner mit einer Bevölkerungsdichte von 2388 pro km². Die Stadt wird überwiegend von Rumänen (85,52 Prozent) bewohnt. Es leben zudem viele Magyaren (7,5 Prozent) sowie Deutsche (2,25 Prozent), Serben (1,98 Prozent), Roma (0,96 Prozent), Schweizer (0,5 Prozent) und Italiener (0,4 Prozent) in der Stadt. Nach einer Schätzung des Deutschen Konsulats in Temeswar leben wieder etwa 10.000 Deutsche in der Stadt und im Umland.
Rund 20 Prozent der Bevölkerung sind unter 20 Jahren, 4,0 Prozent sind über 70 Jahre alt.
Bei den Konfessionen sind 79 Prozent Anhänger der Rumänisch-Orthodoxen Kirche, und 12,4 Prozent gehören der römisch-katholischen Kirche an. Das Judentum in Timișoara ist gemäß der Volkszählung von 2002 auf nur noch 367 Personen geschrumpft.

### Bevölkerungsentwicklung
Die Stadt wurde seit Jahrhunderten vom friedlichen Zusammenleben verschiedener Nationalitäten geprägt. Die ethnische Zusammensetzung der Stadtbevölkerung änderte sich wegen der wechselnden Staatszugehörigkeit häufig, auch die Magyarisierung spielte hierbei eine Rolle. In der zweiten Hälfte des 19. Jahrhunderts gab es noch eine deutsche und ungarische Mehrheit und einen sehr hohen serbischen Bevölkerungsanteil. 1910 lag der Anteil der rumänischen Bevölkerung unter zehn Prozent. Bis ungefähr 1944 bildeten die Deutschen die größte Bevölkerungsgruppe.
In der Nachkriegszeit wuchs mit der Industrie die Bevölkerung der Stadt, im Wesentlichen durch Zuzug rumänischer Bevölkerung aus Ost- und Süd-Rumänien. Dagegen war in der letzten Phase des kommunistischen Regimes der Zuzug aus dem Umland verboten, was de facto auf ein Zuzugsverbot der Minderheiten hinauslief. Dies änderte die ethnische Struktur grundlegend. Zusätzlich schrumpfte die Zahl der Deutschen durch die seit den 1970er Jahren anhaltende Aussiedlung.
Seit Mitte der 1990er Jahre sinkt die Bevölkerungszahl stetig durch Geburtenrückgang und die Abwanderung von gut ausgebildeten jungen Fachkräften besonders aus dem technischen und IT-Bereich sowie einer langsam beginnenden Suburbanisierung in den Umlandgemeinden.
| Volkszählung | Volkszählung | Ethnische Struktur | Ethnische Struktur | Ethnische Struktur | Ethnische Struktur | Ethnische Struktur | Ethnische Struktur | Ethnische Struktur | Ethnische Struktur | Ethnische Struktur | Ethnische Struktur |
| Jahr         | Bevölkerung  | Rumänen            | Deutsche           | Ungarn             | Serben             | Juden              | Roma               | Slowaken           | Bulgaren           | Ukrainer           | Andere Ethnien     |
| ------------ | ------------ | ------------------ | ------------------ | ------------------ | ------------------ | ------------------ | ------------------ | ------------------ | ------------------ | ------------------ | ------------------ |
| 1880         | 038.702      | 005.188            | 21.121             | 07.745             | 2.487              | ?                  | 0.?                | 416                | 0.?                | 029                | 01.716             |
| 1890         | 045.948      | 005.594            | 24.973             | 11.100             | 2.363              | ?                  | 0.?                | 332                | 0.?                | 027                | 01.559             |
| 1900         | 060.551      | 006.312            | 30.892             | 19.162             | 2.730              | ?                  | 0.?                | 288                | 0.?                | 013                | 01.154             |
| 1910         | 074.003      | 007.593            | 32.963             | 28.645             | 3.490              | ?                  | 0.?                | 341                | 0.?                | 004                | 04.802             |
| 1920         | 086.850      | 016.047            | 32.097             | 27.189             | ?                  | 8.307              | 0.?                | ?                  | 0.?                | 0?                 | 03.210             |
| 1930         | 102.390      | 025.207            | 33.162             | 31.773             | 2.237              | 7.264              | 0.379              | 652                | 0.279              | 056                | 01.381             |
| 1941         | 125.052      | 046.466            | 37.611             | 24.891             | ?                  | ?                  | 0.?                | ?                  | 0.?                | 0?                 | 16.084             |
| 1956         | 142.257      | 075.855            | 24.326             | 29.968             | 3.065              | 6.700              | 0.122              | 575                | 0.280              | 056                | 01.310             |
| 1966         | 174.243      | 109.100            | 25.058             | 31.016             | 4.188              | 2.590              | 0.120              | 490                | 0.475              | 071                | 01.135             |
| 1977         | 269.353      | 191.742            | 28.429             | 36.724             | 6.776              | 1.629              | 1.109              | 404                | 0.942              | 299                | 01.299             |
| 1992         | 334.115      | 274.511            | 13.206             | 31.785             | 7.748              | 0.549              | 2.668              | 675                | 1.314              | 756                | 00.903             |
| 2002         | 317.660      | 271.677            | 07.157             | 24.287             | 6.311              | 0.367              | 3.062              | 570                | 1.218              | 762                | 02.249             |
| 2007         | 307.347      |                    |                    |                    |                    |                    |                    |                    |                    |                    |                    |
| 2009         | 311.586      |                    |                    |                    |                    |                    |                    |                    |                    |                    |                    |
| 2010         | 311.428      |                    |                    |                    |                    |                    |                    |                    |                    |                    |                    |
| 2011         | 319.279      | 259.754            | 04.193             | 15.564             | 4.843              | 0.176              | 2.145              | 385                | 859                | 556                | 30.804             |
| 2021         | 250.849      | 176.615            | 02.189             | 08.313             | 2.776              | 0.111              | 0745               | 275                | 643                | 400                | 58.782             |

### Soziale Probleme
Neben Bukarest trat das Phänomen der Straßenkinder in Rumänien vor allem in Timișoara auf. In den 1990er und Anfang der 2000er Jahre hausten teilweise mehrere Gruppen von jeweils bis zu 100 Kindern im Alter von unter sechs bis 17 Jahren zur Winterzeit in der Kanalisation der Stadt. Die Zeitung The Independent nannte sie 1994 the rat children (deutsch die Rattenkinder). 1997 wurde die Zahl der Kinder mit bis zu 200 angegeben. Eine Erhebung ergab, dass über 80 Prozent der Kinder Jungen, 50 Prozent zwischen 10 und 14 Jahren alt und über 40 Prozent nicht in Timișoara heimisch waren. 65 Prozent der tagsüber auf der Straße lebenden Kinder kehrten nachts zu ihren Familien zurück. 2001 gab es in Timișoara noch immer zwischen 200 und 250 Straßenkinder, für ungefähr die Hälfte bestanden Unterbringungsmöglichkeiten im Nachtasyl oder in anderen Institutionen.

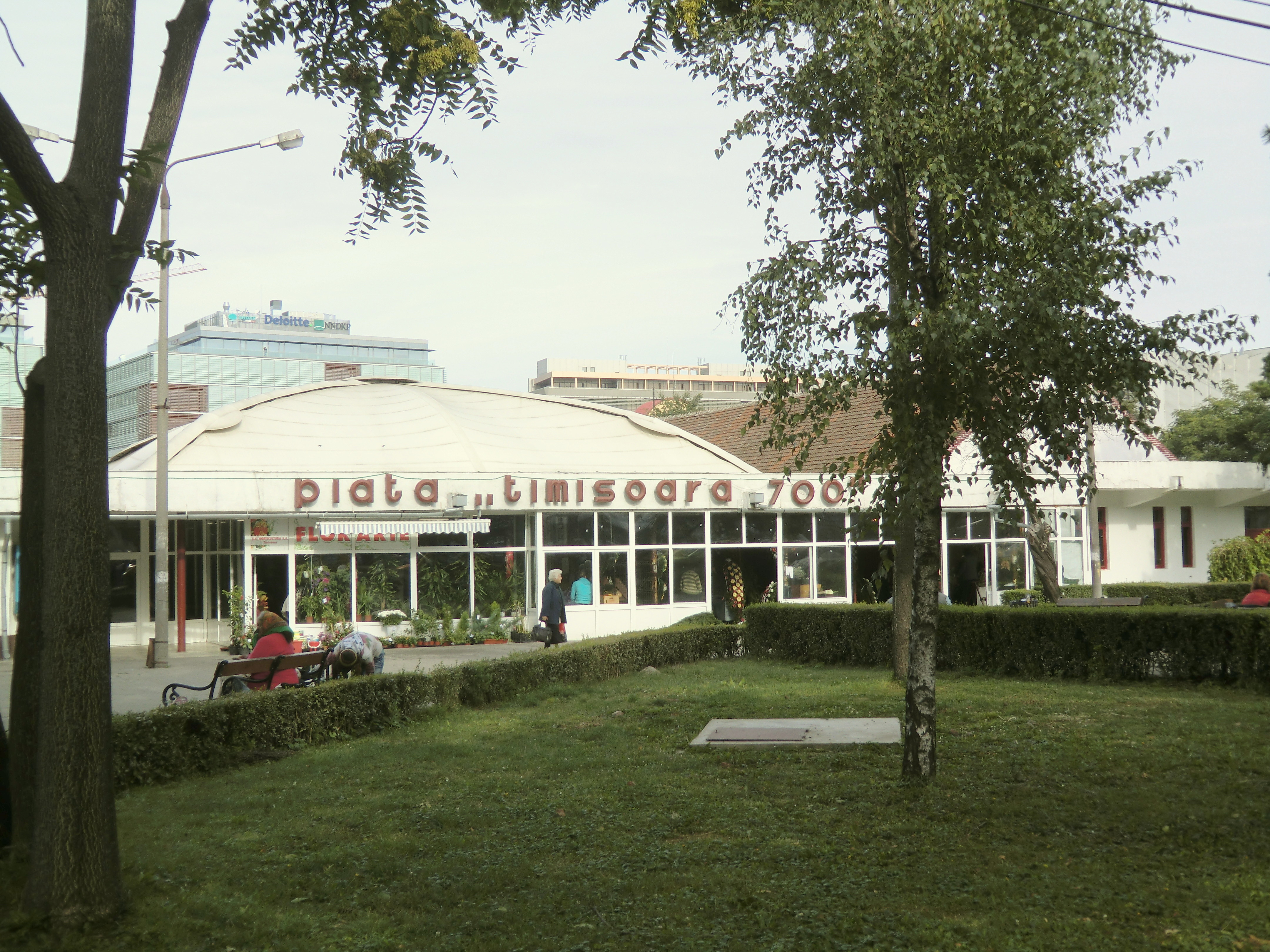
Piața Timișoara 700

Eine Studie der Drogenberatungsstelle an der Piața Libertății aus dem Jahr 2009 zeigte, dass 8,3 Prozent der 866 befragten Schüler und Studenten mindestens ein Mal im Leben illegale Drogen genommen hatten (zum Vergleich: In Deutschland 2019 hatte jeder zehnte 12- bis 17-jährige Jugendliche (10,6 Prozent) schon einmal eine illegale Droge konsumiert, von den jungen Erwachsenen im Alter von 18 bis 25 Jahren fast die Hälfte (47,2 Prozent)).
Wie in ganz Rumänien bestand in den 1990er Jahren für die organisierte Kriminalität auch in Timișoara ein gehobenes Potential für Prostitution und Menschenhandel, die Stadt war der Ausgangspunkt für die sogenannte Westroute (über Ungarn oder die Länder des früheren Jugoslawien) nach Westeuropa.
Timișoara gilt heute als eine der sichersten Städte Europas. Die Kriminalitätsrate ist in allen Bereichen (außer Bestechung) sehr niedrig bis niedrig.

### Religion
Timișoara ist eine multikulturelle Stadt mit einer Vielzahl von Religionen, die friedlich nebeneinander existieren. Die Stadt beherbergt orthodoxe, katholische, jüdische, protestantische und muslimische Gemeinden, sowie Anhänger anderer Glaubensrichtungen. Bekanntheit hat die Kathedrale der Heiligen drei Hierarchen der rumänisch-orthodoxen Kirche. Der Temeswarer Dom ist als Kathedrale der Sitz des 1930 gegründeten römisch-katholischen Bistums Timișoara und eines der bedeutendsten barocken Sakralbauten Südosteuropas. Die Christi-Himmelfahrts-Kathedrale ist das religiöse Zentrum der serbisch-orthodoxen Gemeinde in Timișoara. Die Reformierte Kirche an der Maria der ungarisch-reformierten Kirche spielte eine wichtige Rolle bei der Rumänischen Revolution von 1989.
Die Volkszählung aus dem Jahre 2021 ergab Religionszugehörigkeiten zu folgenden Glaubensrichtungen:
| Glaubensrichtung                         | Angehörige |
| ---------------------------------------- | ---------- |
| Orthodoxe Kirchen                        | 150.151    |
| Römisch-katholische Kirche               | 015.218    |
| Pfingstbewegung                          | 04.774     |
| Reformierte Kirchen                      | 002.488    |
| Baptisten                                | 003.147    |
| Rumänische griechisch-katholische Kirche | 001.638    |
| Islam                                    | 000.648    |
| Siebenten-Tags-Adventisten               | 000.389    |
| Jüdische Religion                        | 000.114    |
| Evangelische Kirche                      | 000.248    |
| Christlich nach der Evangelien           | 000.282    |
| Zeugen Jehovas                           | 000.398    |
| Altchristliche Kirche                    | 000.102    |
| Unitarische                              | 000.049    |
| Armenische Apostolische Kirche           | 000.002    |
| Andere Religionen                        | 000.720    |
| Agnostisch                               | 001.099    |
| Ohne Religion                            | 002.613    |
| Nichtgläubige                            | 002.430    |
| Ohne Angabe                              | 000.62.107 |

Sakralbauten
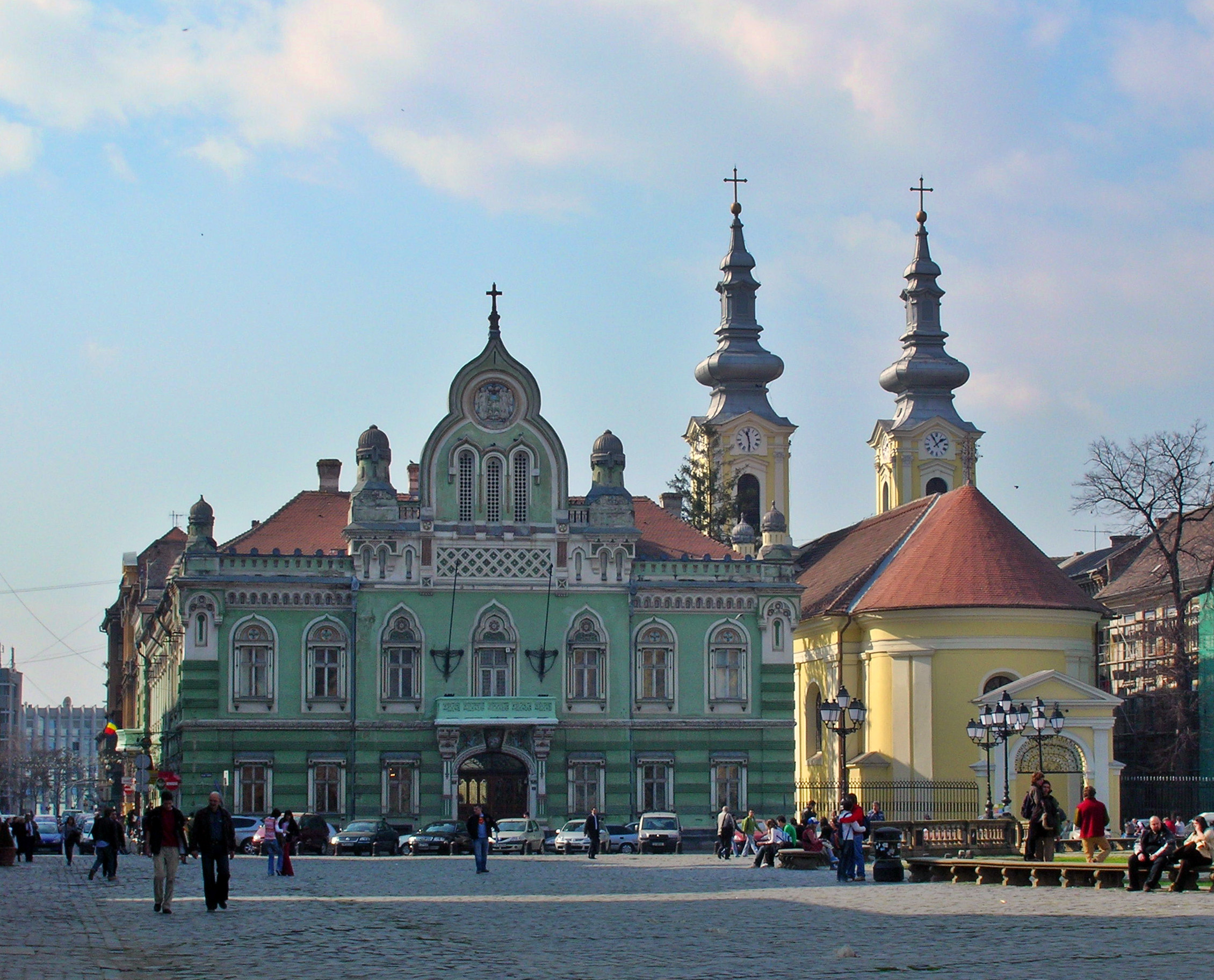
Serbisch-orthodoxe Christi-Himmelfahrts-Kathedrale (rechts) und das serbisch-orthodoxe Vikariat (links), Piața Unirii
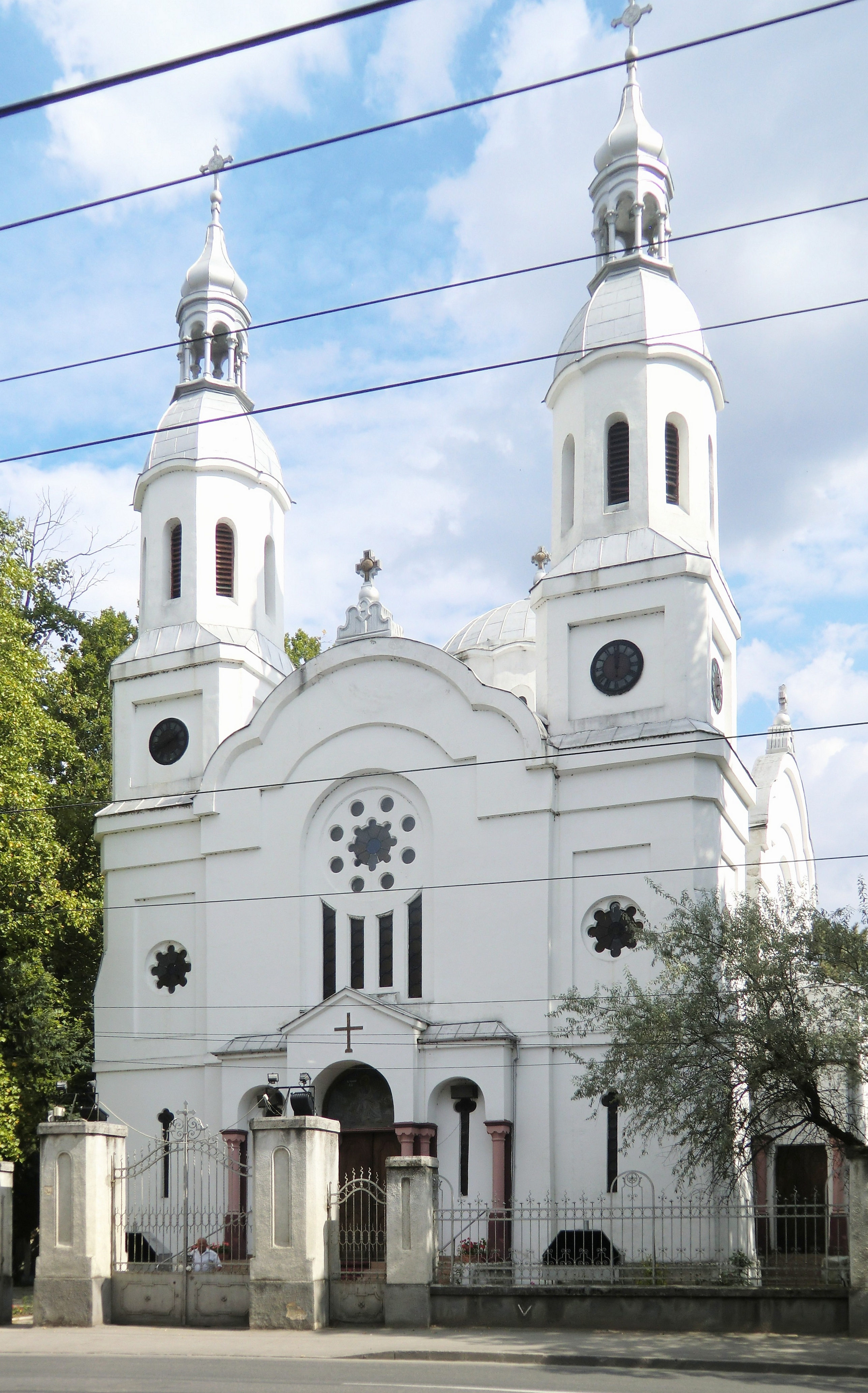
Rumänisch-orthodoxe Kirche des Heiligen Elias, Fabric
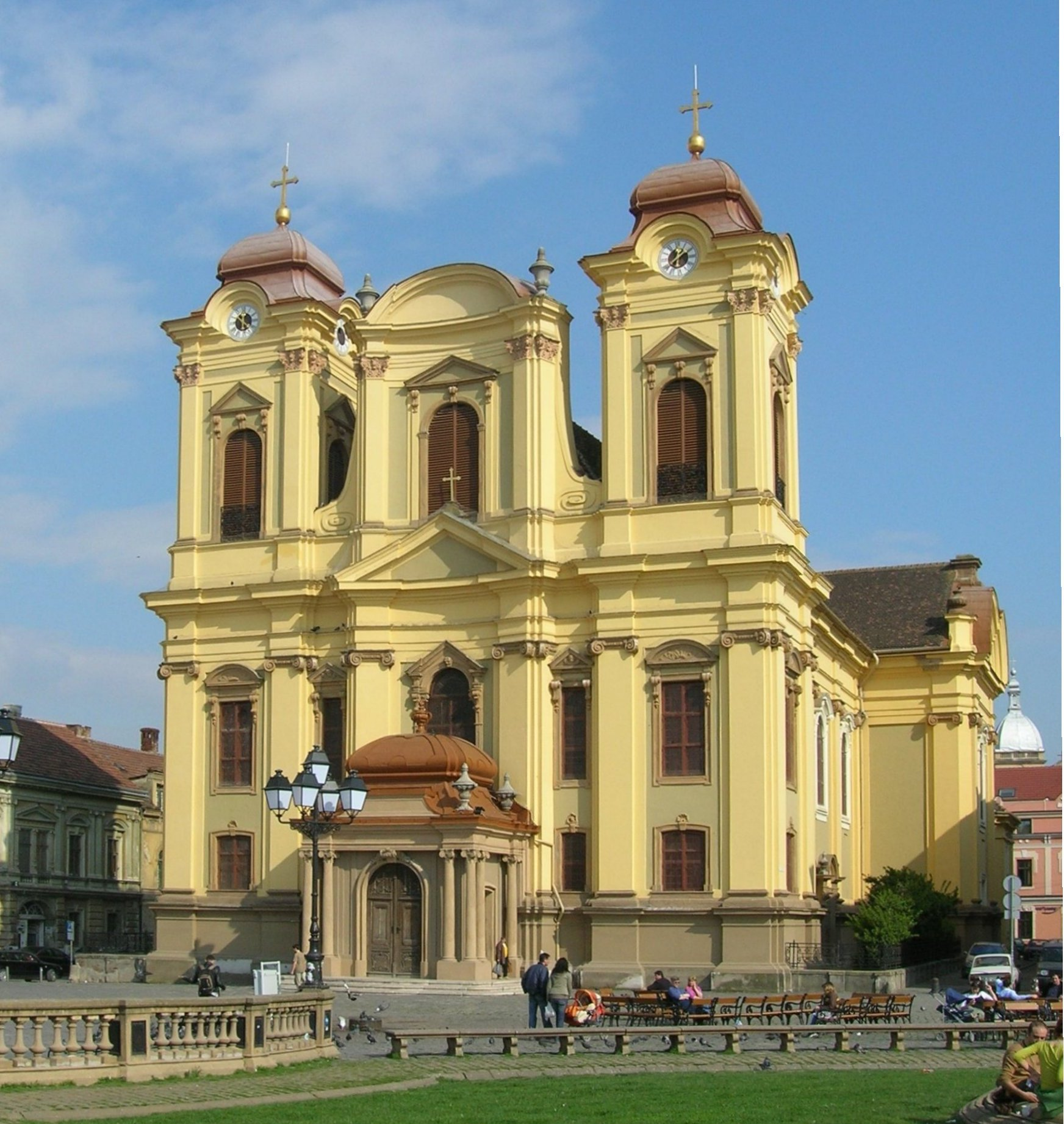
Römisch-katholische Kathedrale St. Georg
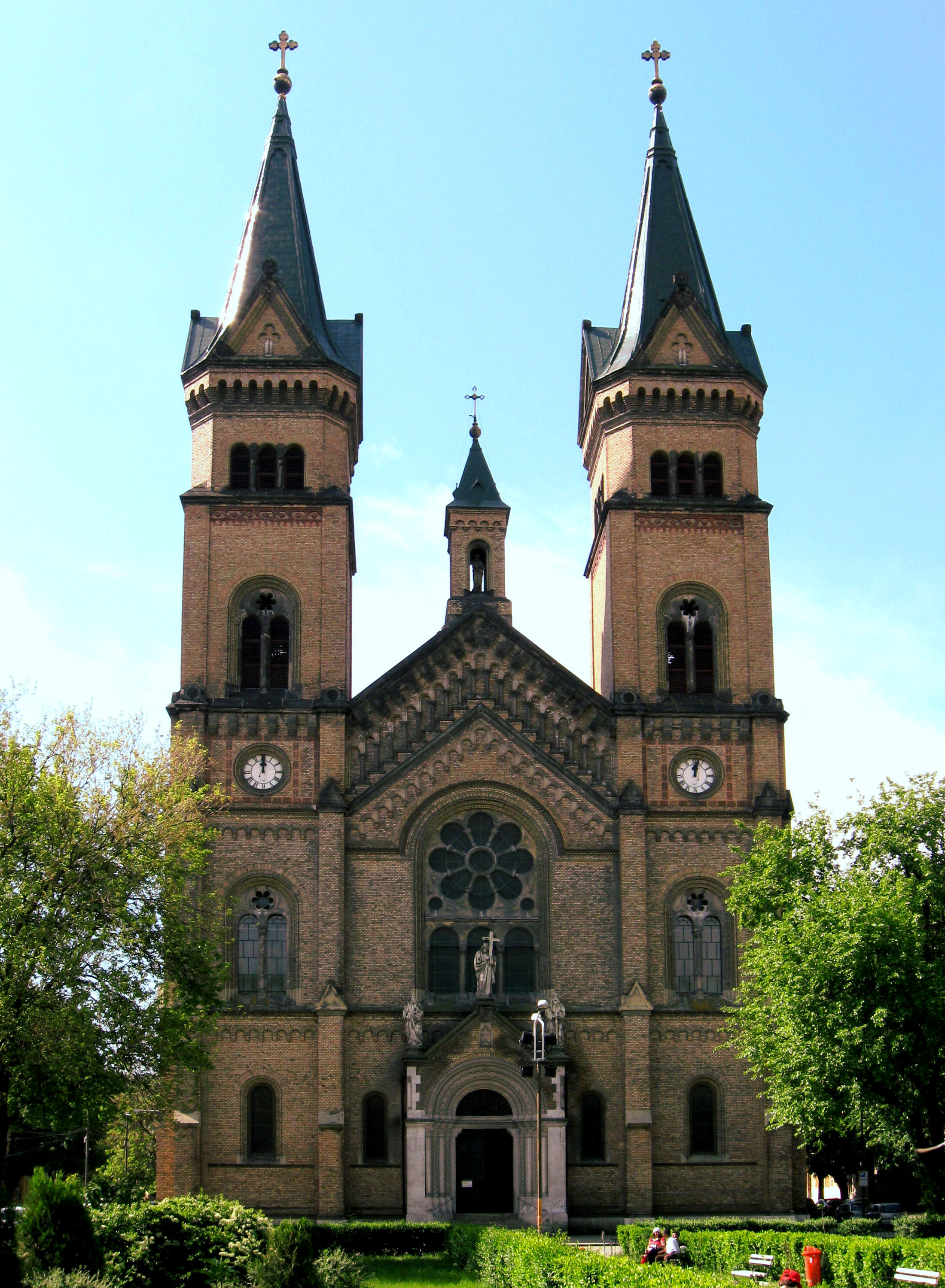
Römisch-katholische Millenniumskirche, Fabric
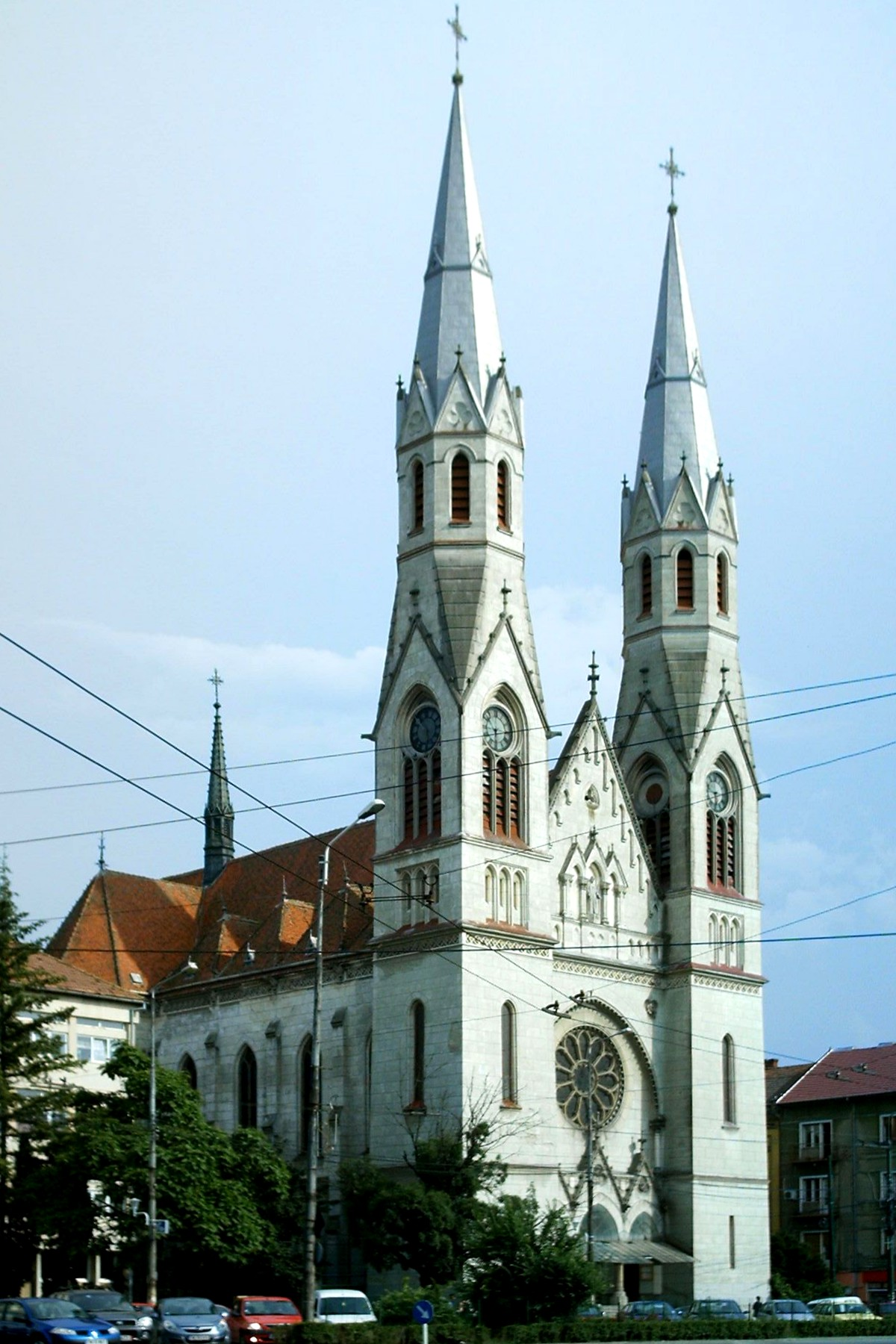
Römisch-katholische Kirche Heiliges Herz Jesu, Elisabetin
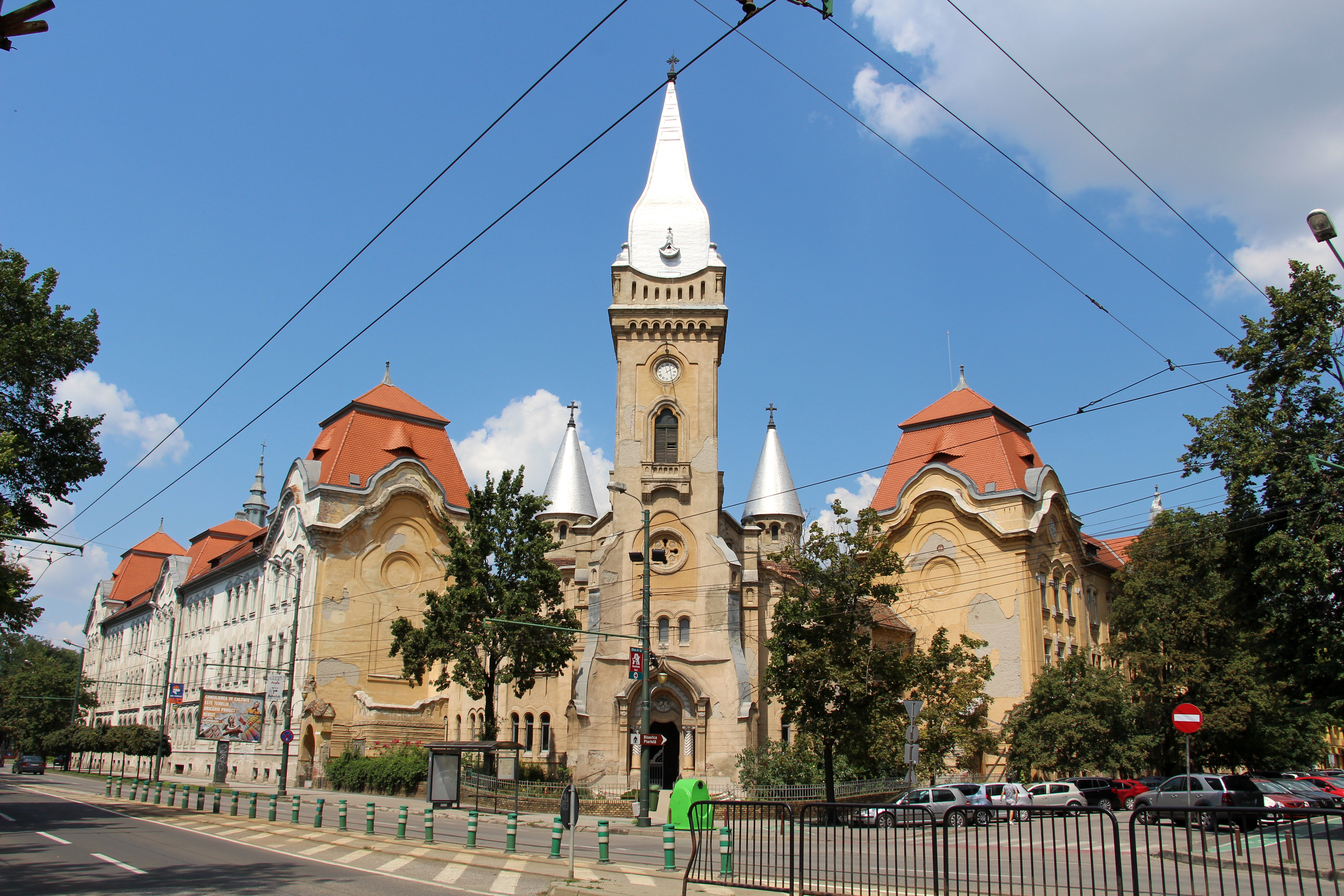
Römisch-katholische Piaristenkirche Heiliges Kreuz, Cetate
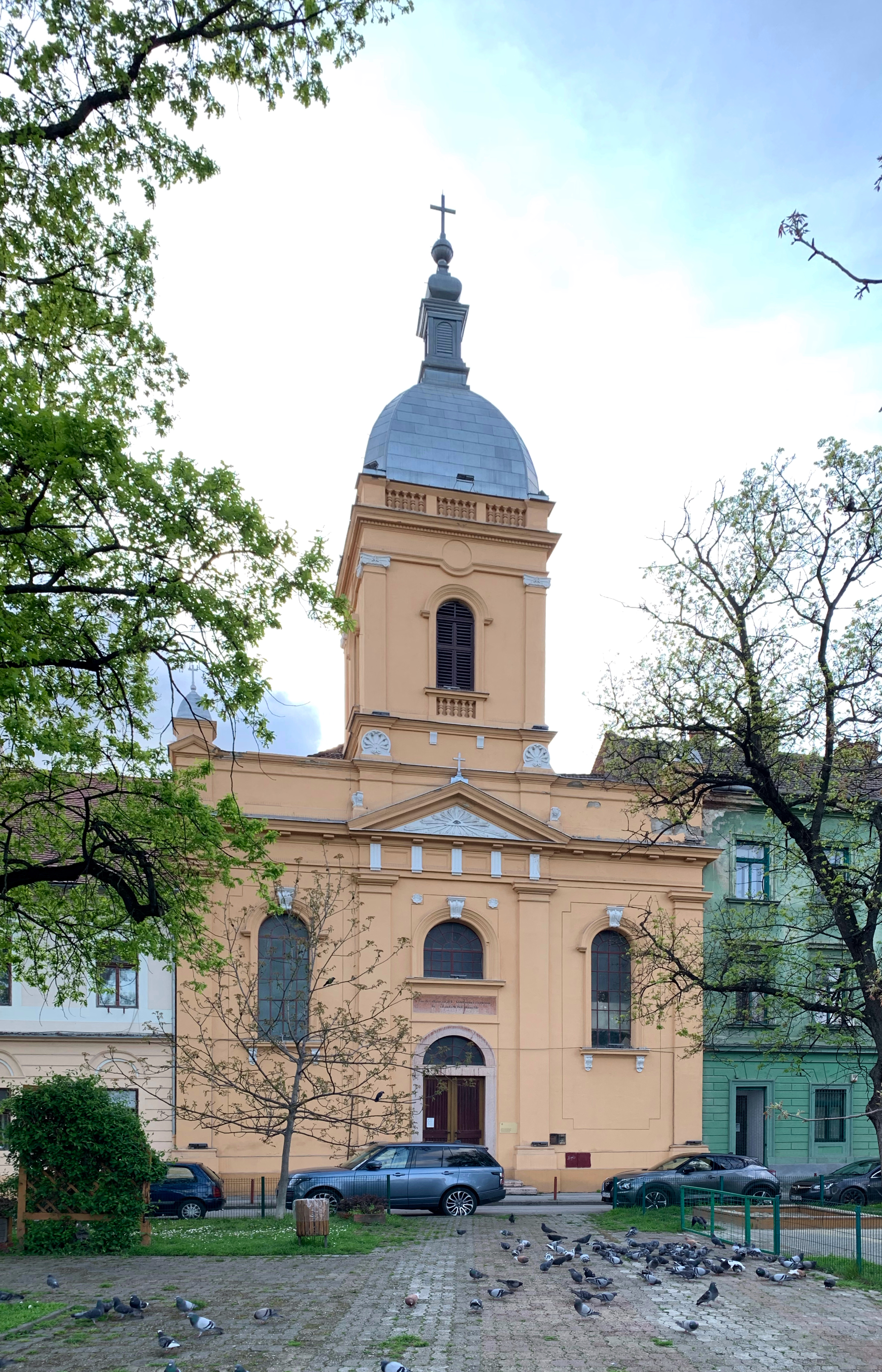
Evangelisch-lutherische Lutherkirche, Cetate
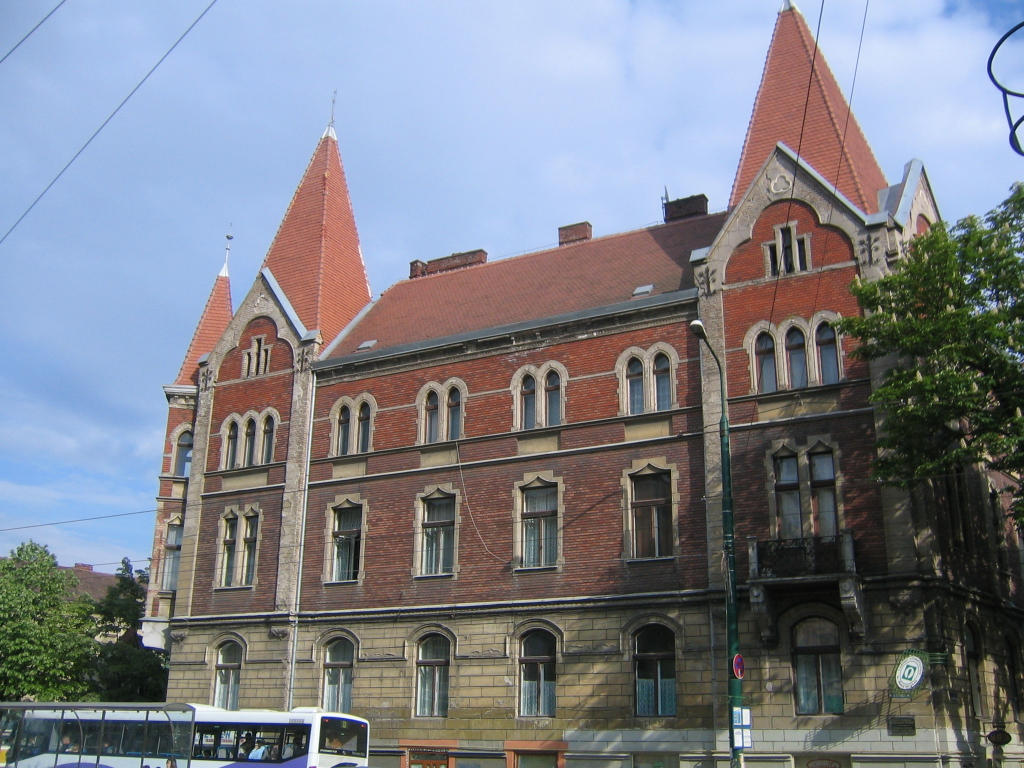
Ungarisch-reformierte Kirche an der Maria, Elisabetin

## Politik

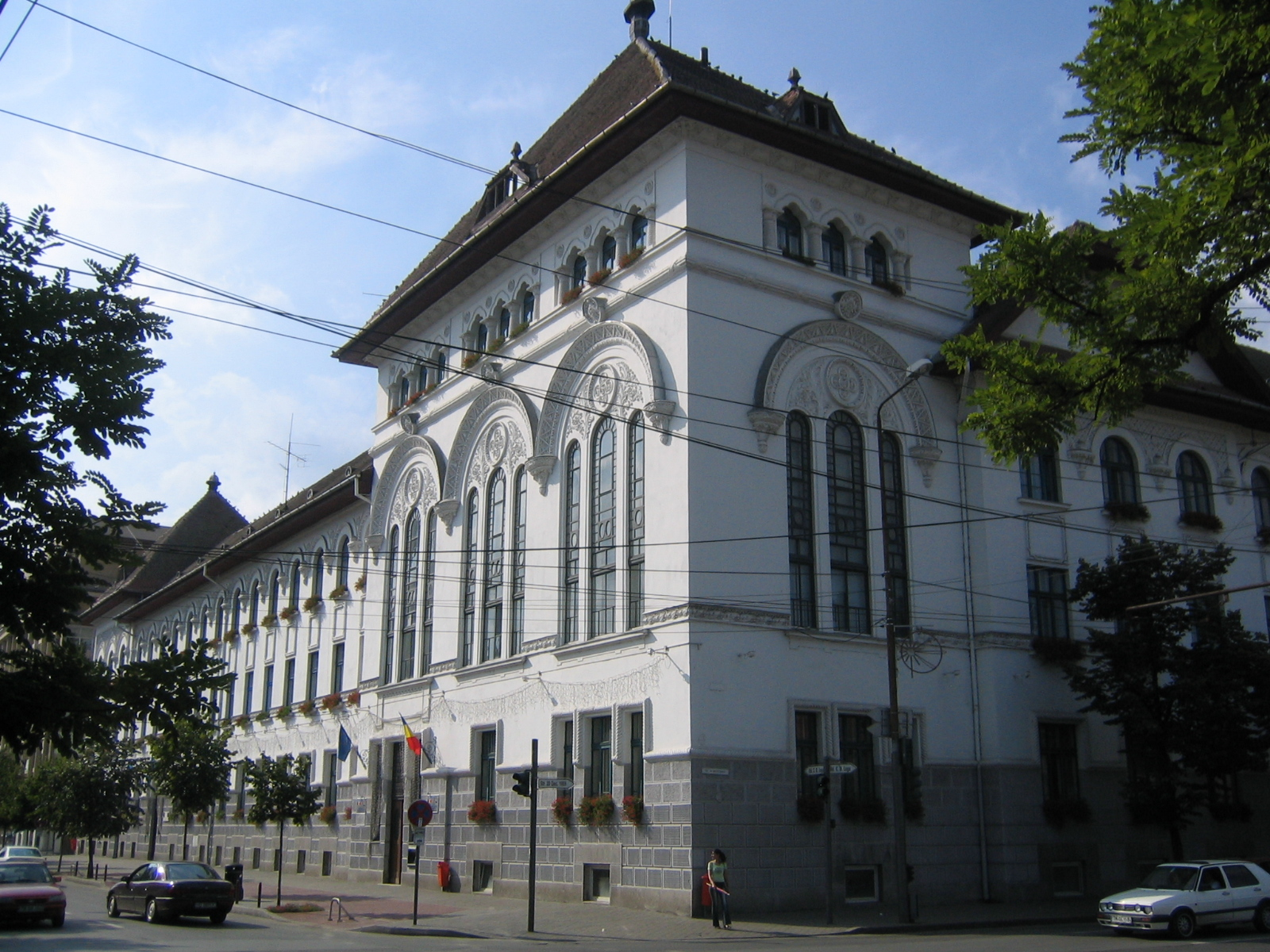
Rathaus von Timișoara

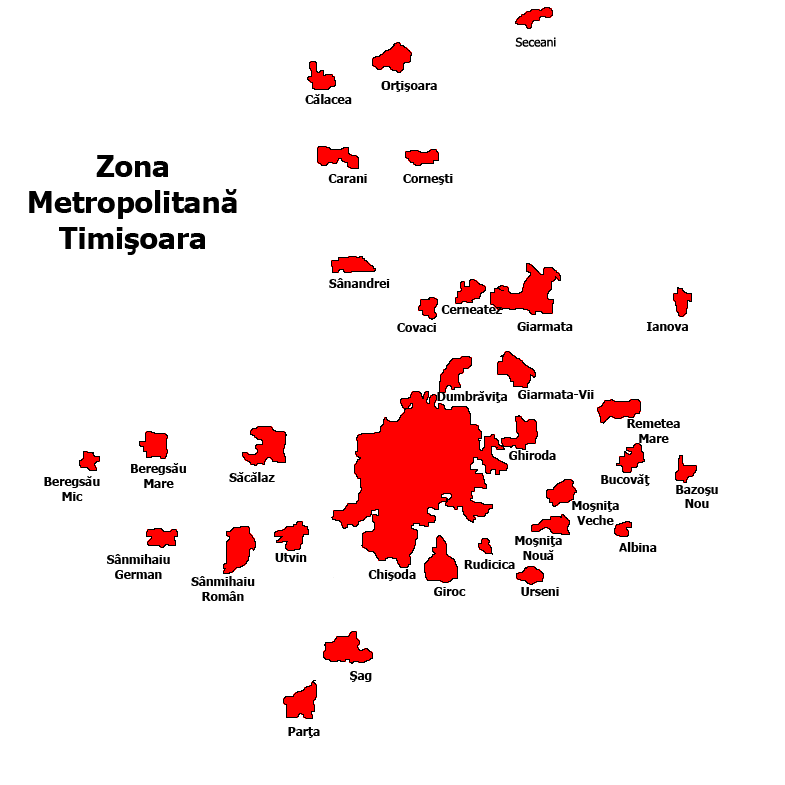
Metropolitanzone Timișoara

### Kommunalwahlen
Bei den Kommunalwahlen am 5. Juni 2016 wurde Nicolae Robu von der Partidul Național Liberal im Bürgermeisteramt mit 52,67 Prozent der Stimmen bestätigt. Im September 2020 unterlag er dem Deutschen Dominic Fritz von der Uniunea Salvați România, der im Juni 2024 wiedergewählt wurde, wobei Robu erneut antrat und verlor.

### Extreme politische Gruppen
Vorsitzender der Noua Dreaptă (ND, deutsch Neue Rechte) des Banater Bezirkes ist Goran Mrakici, der Redakteur einer serbischen Lokalzeitung und Führer der Fans des Fußballclubs Poli Timișoara. Die Noua Dreaptă gilt als die militanteste politische Gruppe im Land.

### Metropolitanzone
Mit dem Projekt Zona metropolitană (deutsch Metropolis-Zone) der Stadtverwaltung soll die Einwohnerzahl der Stadt durch eine Erweiterung der Stadtgrenzen auf die Nachbarortschaften bis 2020 auf 700.000 steigen, unter Berücksichtigung der Infrastruktur und der sozial-kulturellen, sportlichen und medizinischen Aspekte. Hintergrund für diese Bemühungen sind eine bessere Erschließung des Arbeitskräftepotentials in der Landbevölkerung, sowie die Erlangung von Zuschüssen aus Förderprogrammen der EU, wobei größere Gemeinden bevorzugt werden. Die Verwirklichung der Pläne trifft auf Widerstand einiger Bürgermeister der Ortschaften im Umland, die eine Auflösung der Lokalverwaltungen befürchten, sowie bei Teilen der Landbevölkerung, die dort zurzeit niedrigere Steuern zahlt.

### Städtepartnerschaften
Timișoara listet 16 Städtepartnerschaften auf, u. a. seit 1997 mit Karlsruhe, wo viele Banater Schwaben nach ihrer Aussiedlung leben.
| Stadt           | Land                   |
| --------------- | ---------------------- |
| Porto           | Portugal               |
| Czernowitz      | Ukraine                |
| Faenza          | Italien                |
| Gera            | Deutschland            |
| Graz            | Österreich             |
| Karlsruhe       | Deutschland            |
| Lublin          | Polen                  |
| Mülhausen       | Frankreich             |
| Nottingham      | Vereinigtes Königreich |
| Novi Sad        | Serbien                |
| Palermo         | Italien                |
| Rueil-Malmaison | Frankreich             |
| Đà Nẵng         | Vietnam                |
| Szeged          | Ungarn                 |
| Treviso         | Italien                |
| Trujillo        | Peru                   |

- Außerdem bildet die Josefstadt mit der Wiener Josefstadt und der Budapester Josefstadt den am 18. März 2005 gegründeten Bund der Josefstädte.

## Kultur

### Stadtbild
Das Stadtbild wird maßgeblich von den mehr als 14.500 historischen Gebäuden insbesondere in den Altbauquartieren Cetate, Iosefin und Fabric geprägt. Die Gebäude bilden ein Ensemble mit unverwechselbarer Identität, befinden sich aber aufgrund eines jahrzehntelangen Sanierungsstaus in einem überwiegend schlechten und stark erneuerungsbedürftigen Zustand. An vielen Stellen ist ihr Erhalt gefährdet, unter anderem auch aufgrund unsachgemäßer Reparaturen und der Verwendung nicht denkmalgerechter Baumaterialien in den vergangenen Jahren. Ihr Erhalt und die damit verbundene Sicherung des baukulturellen Erbes zur Verbesserung der Lebens- und Wohnverhältnisse stellt eine zentrale Herausforderung für die Stadtverwaltung dar.
Die technische Infrastruktur ist in weiten Teilen durch ausgebliebene Investitionen und fehlende Instandhaltungsarbeiten modernisierungsbedürftig. Insbesondere das Trink- und Abwassernetz ist von hohen Leitungsverlusten gekennzeichnet. Auf dem Boden- und Immobilienmarkt lastet ein hoher Druck bedingt durch Spekulationen ausländischer Investoren. Sanierte Wohnungen werden zu überhöhten Preisen an zahlungskräftige Geschäftsleute vermietet oder verkauft, bisherige lokale Wohnungseigentümer aus ihren Wohnungen „herausgekauft“ und so aus den innerstädtischen Gebieten verdrängt. Bei steigenden Lebenshaltungskosten führen die geringen Haushaltseinkommen in einigen Stadtteilen bereits zu sozialer Segregation und Spannungen innerhalb der Bevölkerung. Die Verkehrs- und Parkplatzsituation hat sich durch die Zunahme des motorisierten Individualverkehr und Durchgangsverkehrs besonders in der Innenstadt deutlich verschärft und schränkt die Aufenthaltsqualität in den öffentlichen Räumen teilweise erheblich ein. Der kleinteilige Branchenmix entlang der bisherigen Geschäftsstraßen ist durch die Errichtung von Einkaufszentren außerhalb der innerstädtischen Quartiere durch die vermehrte Bindung von Kaufkraft und Kapital zunehmend bedroht.
In der Zona Circumvalațiunii im Bezirk Mehala und in der Zona Antena im Bezirk Fabric sind bereits einige Geschäfts- und Einkaufszentren entstanden, und es bestehen Raumplanungen für größere Erweiterungen mit Büro-, Geschäfts- und Wohnkomplexen. So entstand bis 2012 zum Beispiel in Circumvalațiunii der Fructus Tower, mit 62 Metern eines der höchsten Gebäude der Stadt. Im Zuge des Projektes Openville wurde die Iulius-Mall mit sieben Bürohochhäusern umbaut, von denen eines eine Höhe von 165 Metern hat.

### Sehenswürdigkeiten
Die Innenstadt wird wegen der langen Zugehörigkeit der Stadt zu Österreich-Ungarn und der damit verbundenen Prägung durch Bauten aus der Kaiserzeit auch als „Klein-Wien“ bezeichnet, da sie an das alte Wien erinnert. Rund 15.000 historische Gebäude in Schönbrunner Gelb und anderen Pastellfarben säumen Plätze und Straßen Timișoaras und Kopfsteinpflaster durchzieht die historische Altstadt. Die Festung Temeswar wurde im ersten Drittel des 18. Jahrhunderts auf den Resten einer bereits existierenden osmanischen Befestigung mit starken Mauern und insgesamt neun Bastionen umgeben, von der heute neben zwei kleineren Mauerresten nur noch die Maria-Theresia-Bastion existiert. In der nicht mehr als Gebetshaus genutzten Synagoge in der Innenstadt organisiert die Philharmonische Gesellschaft Timișoara regelmäßig Konzerte. Sehenswert sind auch die zahlreichen anderen Sakralbauten der verschiedenen Konfessionen in Timișoara. Vierzehn Brücken überqueren die Bega, von denen die Brücke Podul Decebal oft als die schönste der Brücken in Timișoara beschrieben wird. An der Brücke befindet sich auch das Neptunbad, Baia Publică Neptun.

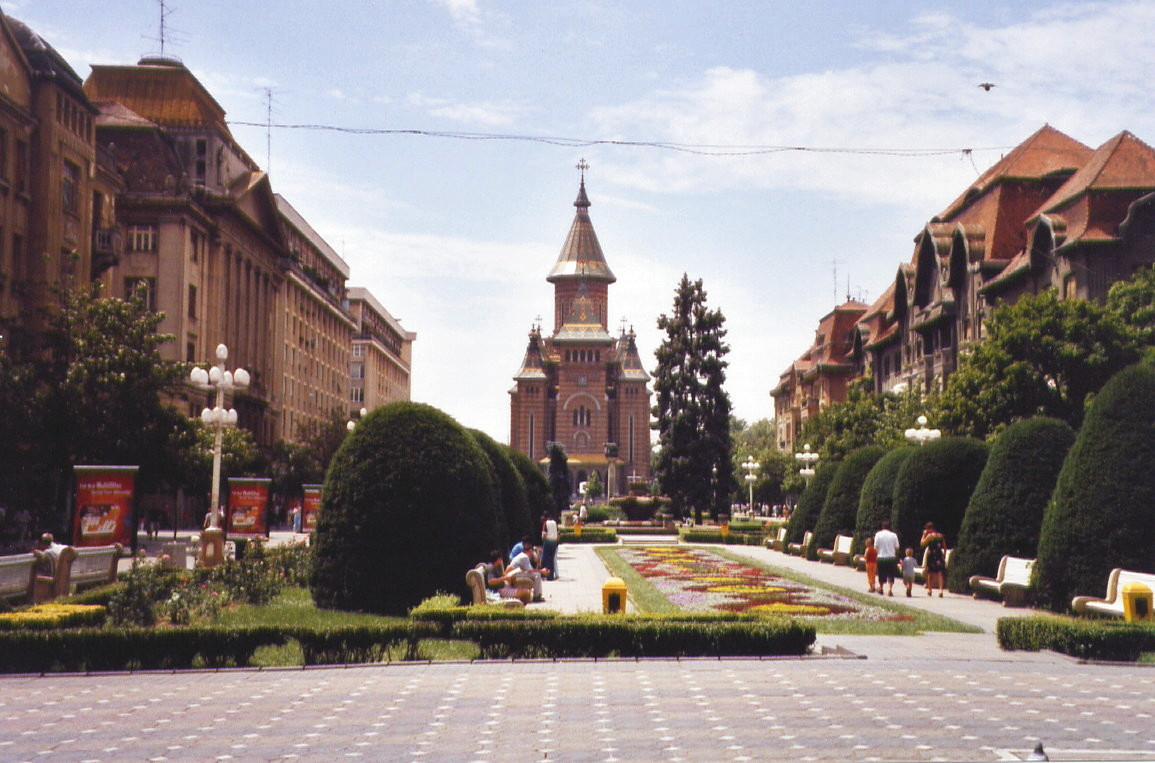
Rumänisch-orthodoxe Kathedrale der drei Hierarchen
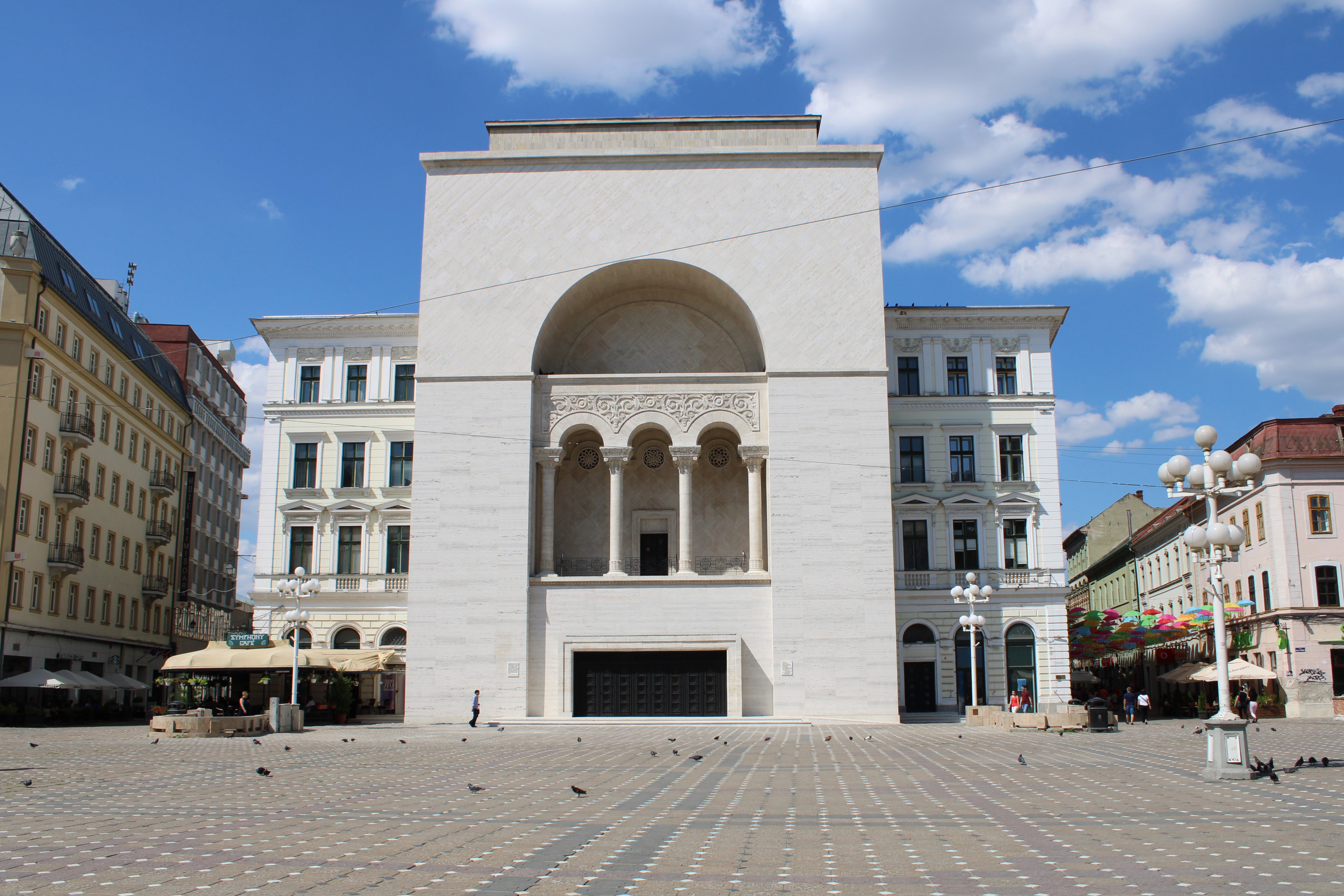
Nationaltheater und Opernhaus
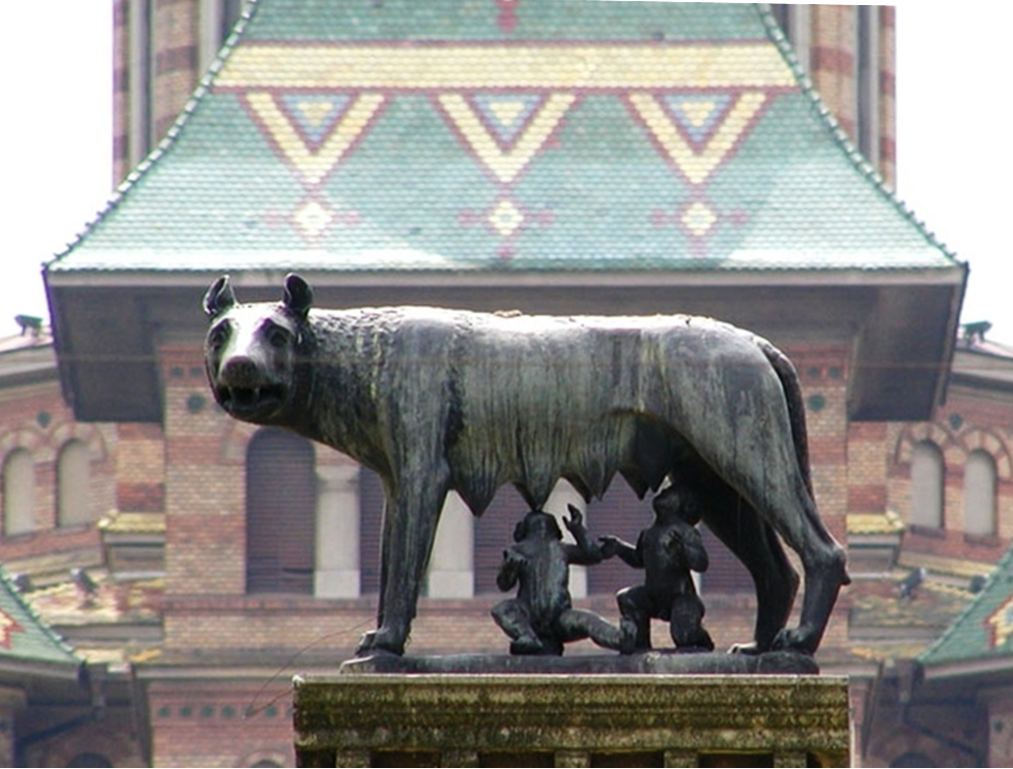
Lupa Capitolina
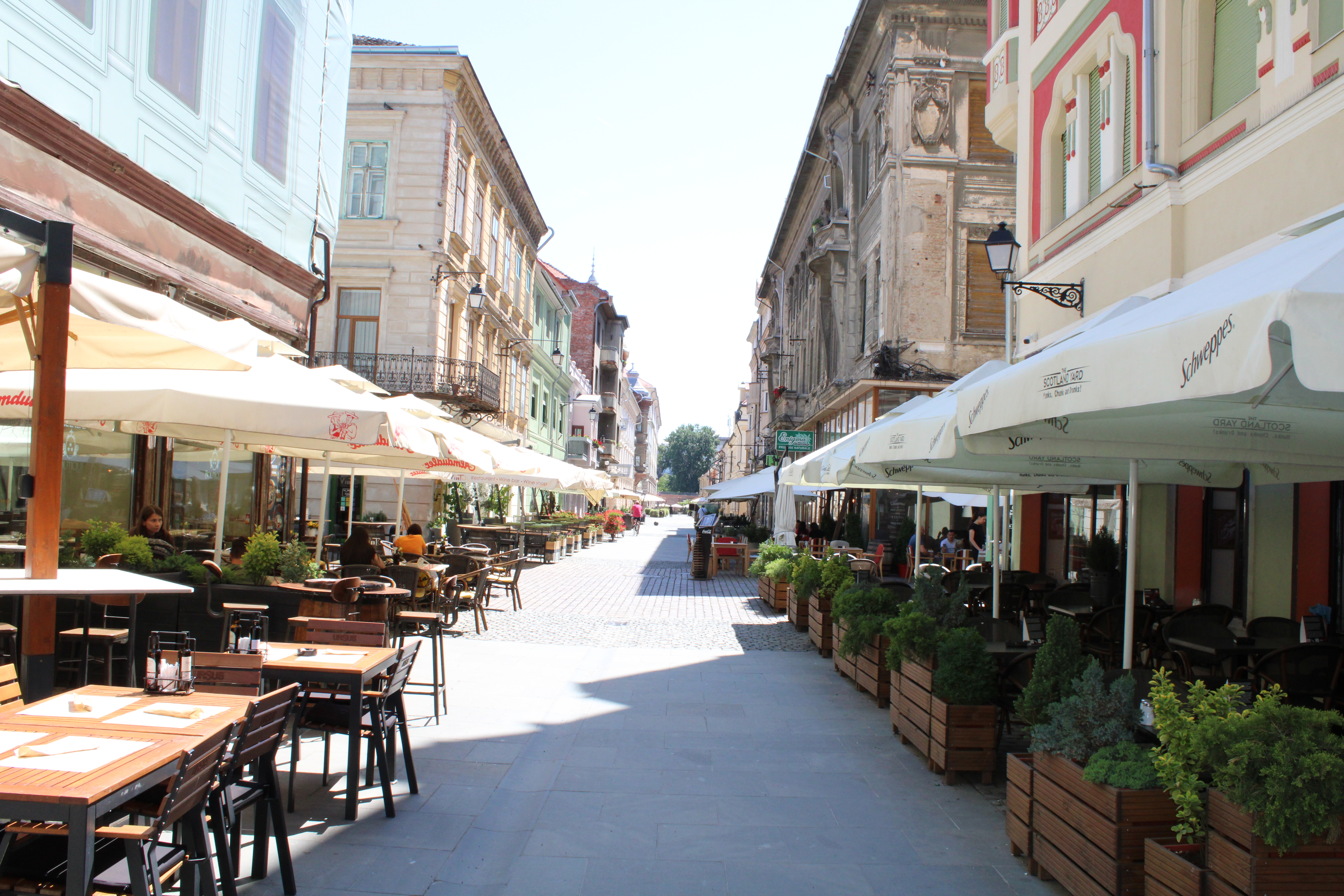
Strada Eugeniu de Savoya

#### Piața Victoriei

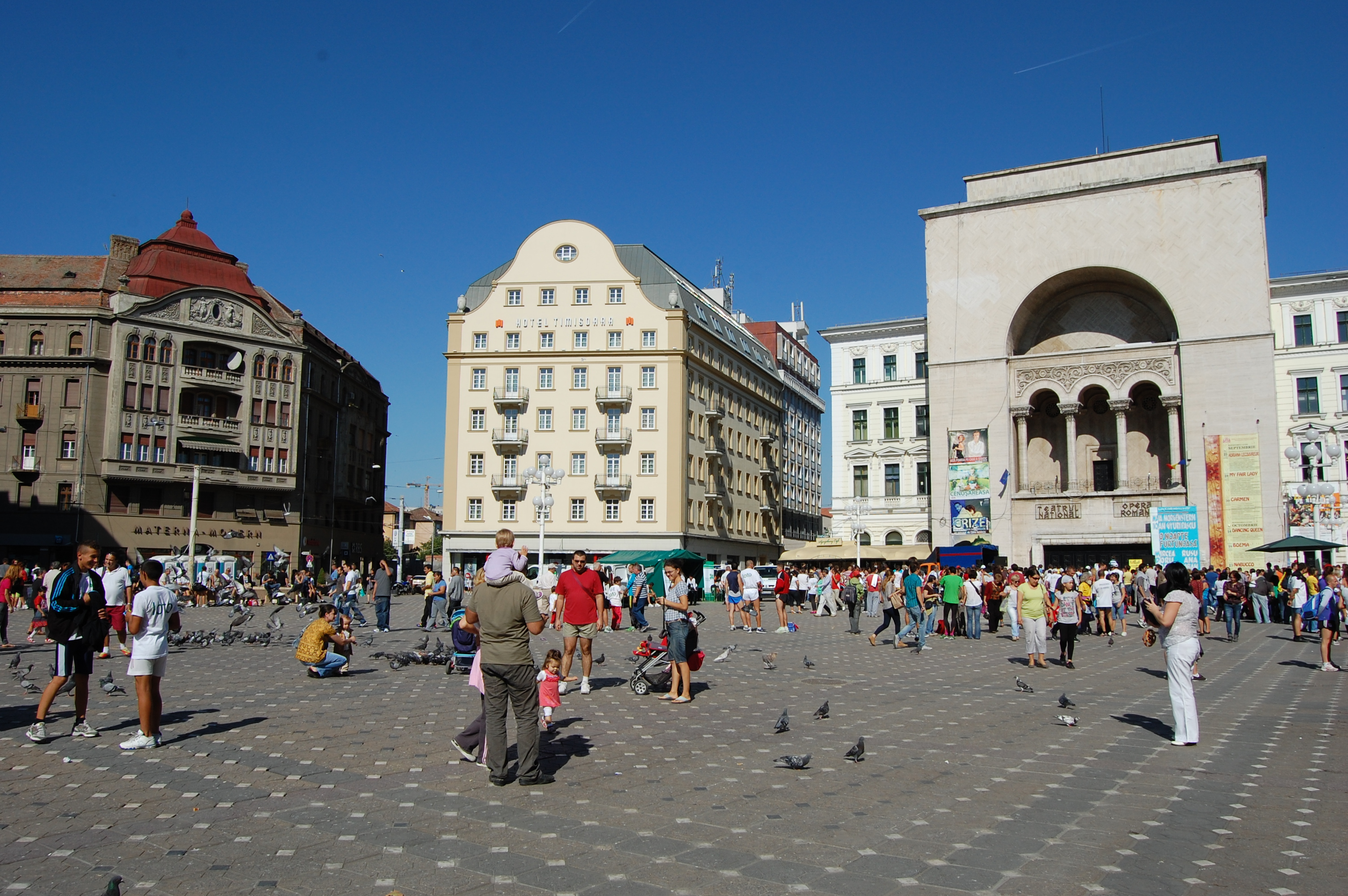
Piața Victoriei, Blick auf die Oper

Das heutige Stadtzentrum an der Piața Victoriei, der bekanntesten Flaniermeile der Stadt, besteht aus einem breiten Boulevard mit Geschäften und Straßencafés in zahlreichen großbürgerlichen, am Anfang des 20. Jahrhunderts erbauten Wohnpalais.
Siehe auch: Handelskammer-Palais • Hotel Timișoara • Palais Dauerbach • Palais Hilt & Vogel • Palais Lloyd • Palais Löffler • Palais Merbl • Palais Neuhaus • Palais Széchényi • Palais Weiss
Der Platz liegt zwischen der rumänisch-orthodoxen Kathedrale der Heiligen drei Hierarchen und dem Nationaltheater und Opernhaus (Sitz des Deutschen Staatstheaters, des Ungarischen Staatstheaters „Csik Geregely“, des Teatrul Național „Mihai Eminescu“ sowie der Oper). Das in der Fußgängerzone aufgestellte Standbild der Romulus und Remus säugenden kapitolinischen Wölfin ist ein Geschenk der Stadt Rom aus dem Jahre 1926. In der Nähe liegt auch der 1957 errichtete Fischbrunnen. Gegenüber der Kathedrale befindet sich eine den Opfern der Revolution vom Dezember 1989 gewidmete, von Paul Neagu geschaffene Skulptur mit dem Namen Crucificarea (deutsch Kreuzigung). Zwischen der Piața Victoriei und der Piața Huniade befindet sich das Schloss Hunyadi, welches seit 1946 das Banater Museum mit der Abteilung Geschichte und Naturkunde beherbergt.

#### Piața Unirii
Ebenso sehenswert ist der alte Festungskern der Stadt (Cetate) rund um die Piața Unirii (auch „Domplatz“) mit ihren repräsentativen, zumeist aus dem 18. und 19. Jahrhundert stammenden Kirchen und Palais. Im Zentrum dieses Platzes befinden sich die Dreifaltigkeitssäule und ein über 400 m tiefer Artesischer Brunnen. Den Platz umsäumen zahlreiche Baudenkmäler, wie der Dom zu Timișoara (die römisch-katholische Kathedrale des Bistums Timișoara), die Serbisch-orthodoxe Kathedrale mit dem Serbischen Bischofspalais auf der Westseite, das im 18. Jahrhundert erbaut und dessen barocke Fassade zwischen 1905 und 1906 mit Elementen serbischer Architektur modernisiert wurde, der Barockpalast sowie die Häuser Brück und Emmer.

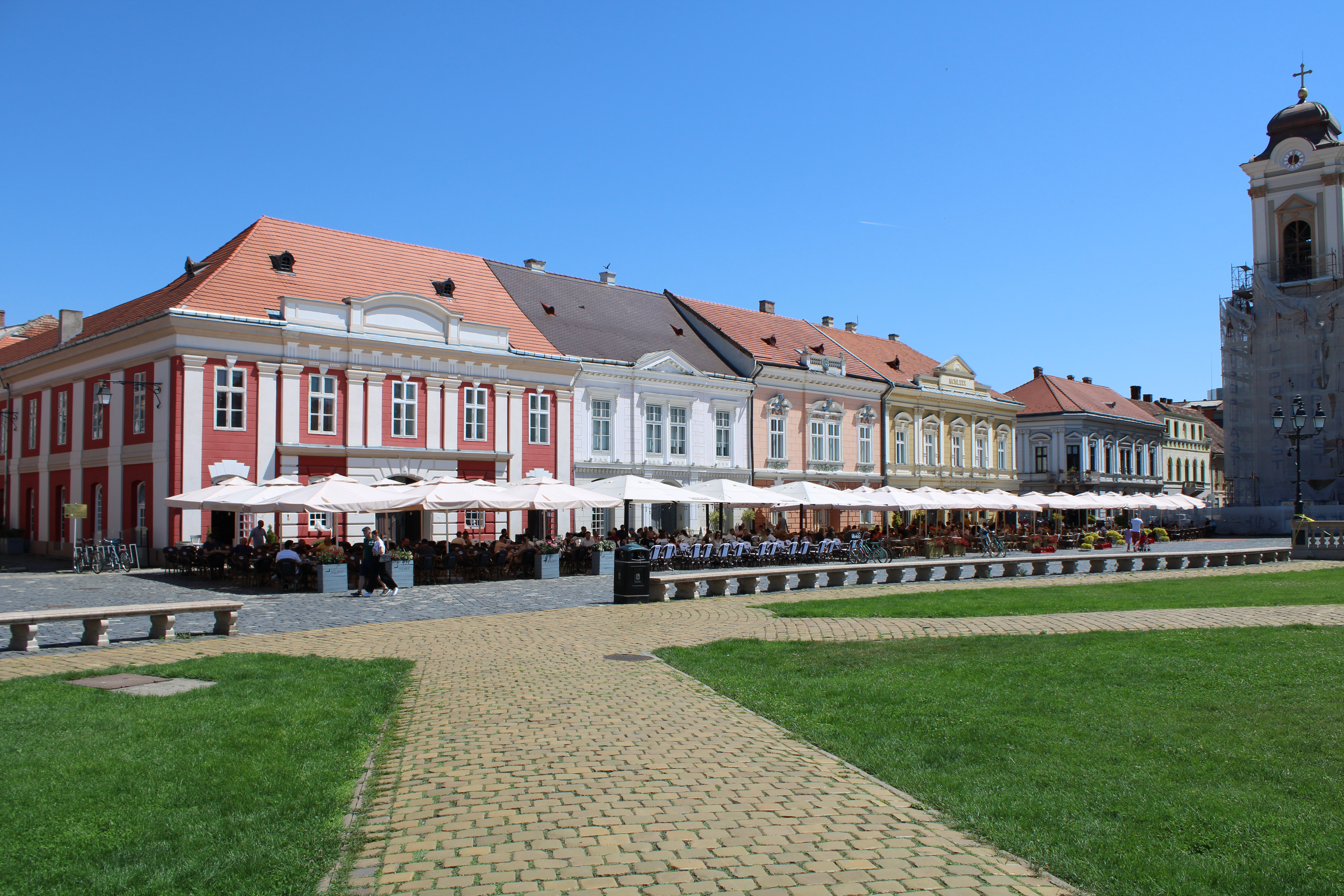
Gastronomie und Cafés am Piata Unirii
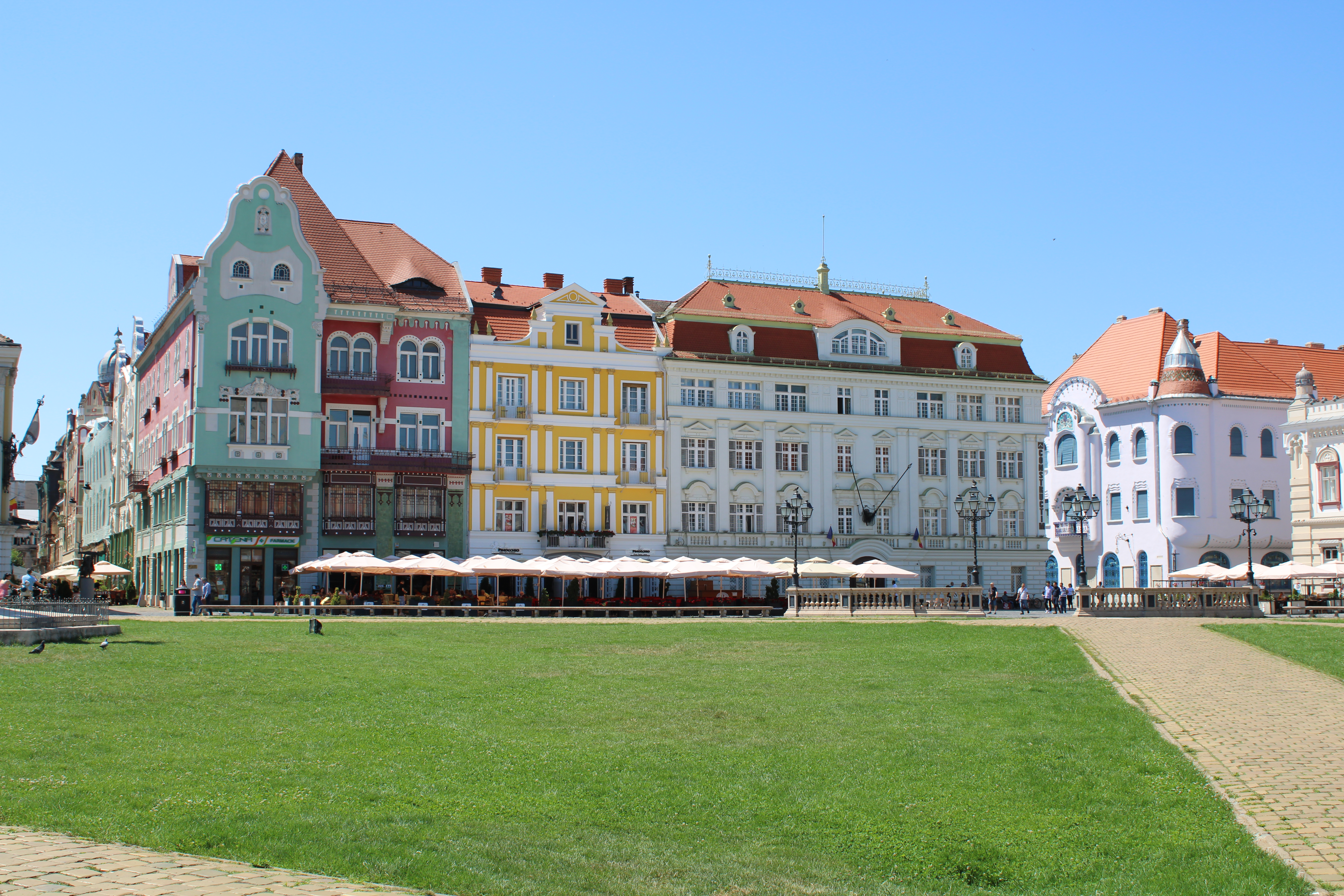
Geschäftshäuser am Piata Unirii
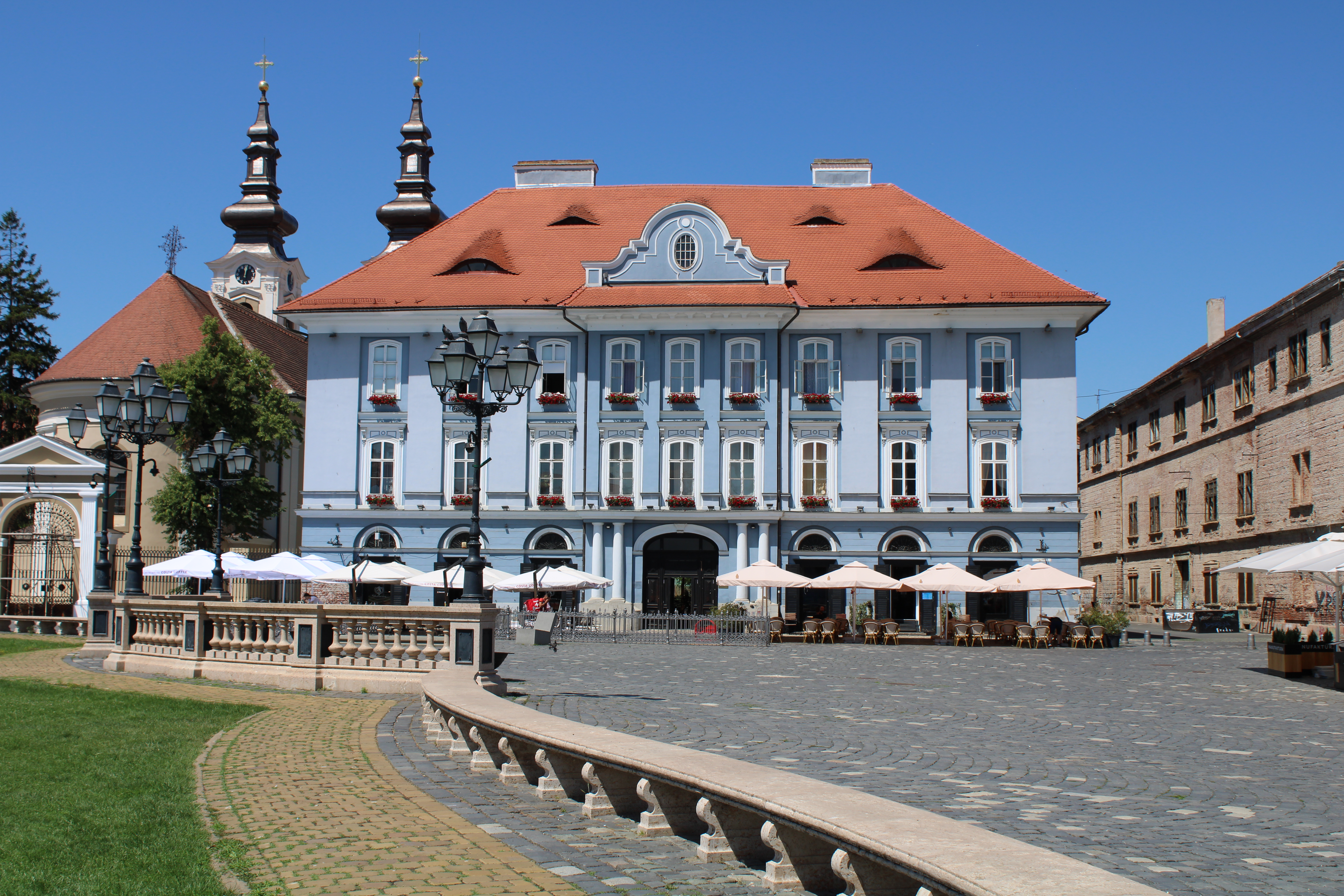
Geschäftsstelle der Union der Serben in Rumänien (USR) an der Piața Unirii
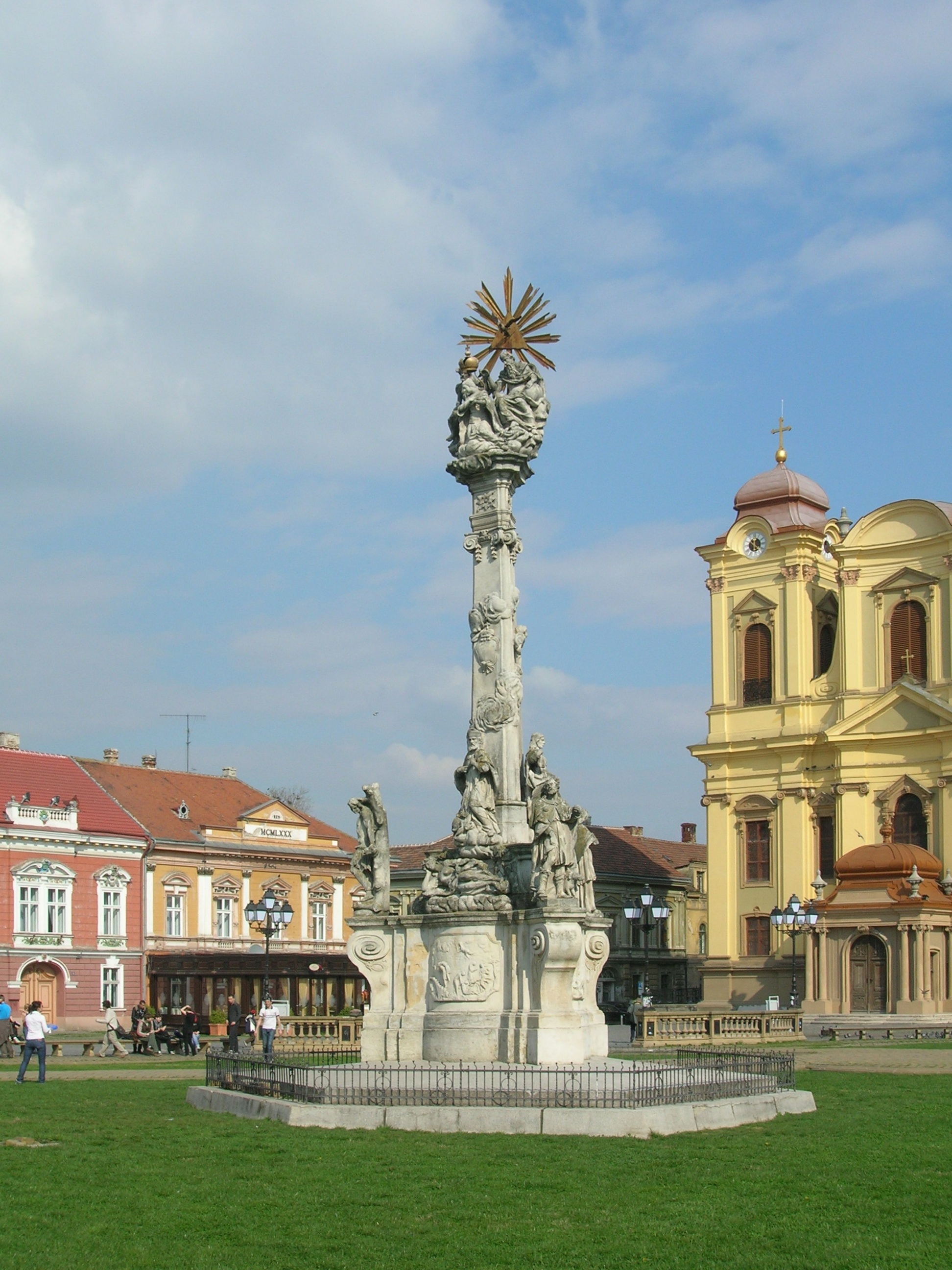
Piața Unirii mit dem römisch-katholischen Dom und der Dreifaltigkeitssäule

#### Piața Libertății

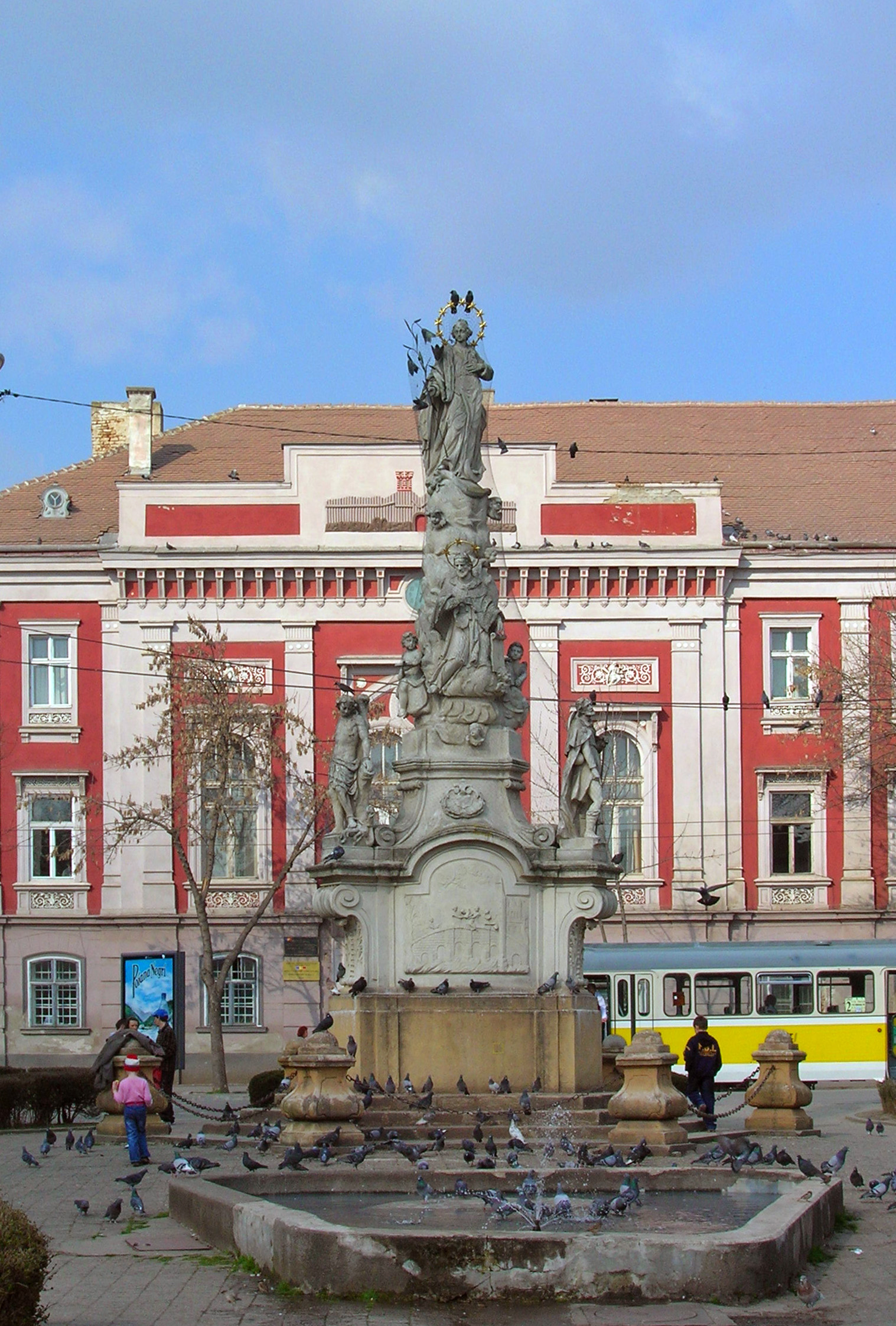
Piața Libertății mit dem Alten Rathaus und der Statue des Heiligen Nepomuk und der Maria

An dem Platz steht das Alte Rathaus (Primăria Veche), das 1731–1734 nach Ideen des italienischen Architekten Pietro del Bronzo mit einer Mischung aus Stilelementen des Barock und der Renaissance errichtet wurde. Hier ist auch der Sitz der Musik-Fakultät der Universität des Westens Timișoara.
Vor dem repräsentativen Bau ist die Statue des Heiligen Nepomuk und der Maria zu finden. Sie wurde 1734 von den Wiener Bildhauern Blim und Wasserburger aus Sandstein geschaffen. Links von der Statue befindet sich das Militärkasino. Gegenüber dem Alten Rathaus steht das Befehlszentrum der Militärgarnison der Stadt. Vor dem Gebäude befinden sich zwei alte Fichten, die im Jahre 1923 zur Erinnerung an die Entstehung Großrumäniens (1921–1947) gepflanzt wurden. Im östlichen Teil des Platzes befindet sich die frühere Sparkasse, die 1855 von dem Architekten Karl Mai errichtet wurde. Der Platz ist an das Straßenbahnnetz des Verkehrsbetriebes Societatea de Transport Public Timișoara (S.T.P.T.) angeschlossen.

#### Auswahl anderer Plätze
- Piața Alexandru Mocioni
- Piața Dr. I. C. Brătianu
- Piața Nicolae Bălcescu
- Piața Plevnei
- Piața Sfânta Maria
- Piața Sfântu Gheorghe
- Piața Timișoara 700
- Piața Traian

#### Parks und Grünflächen
Timișoara unterhält zahlreiche Rosen- und Parkanlagen. Zu den Grünflächen der Stadt gehört auch der 737 Hektar große Jagdwald (45° 47′ 18,6″ N, 21° 16′ 3″ O), rumänisch Pădurea Verde, der 1732 zum ersten Mal kartografisch Erwähnung fand. Ab 1860 wurde er als Jagdrevier genutzt und ist seit 1955 öffentlich zugänglich.
- Der Botanische Garten (45° 45′ 36″ N, 21° 13′ 29″ O, rumänisch: Grădina Botanică) dient als Erholungsstätte und bietet eine Vielfalt an Bäumen und Blumen aus verschiedenen Kontinenten.[78]

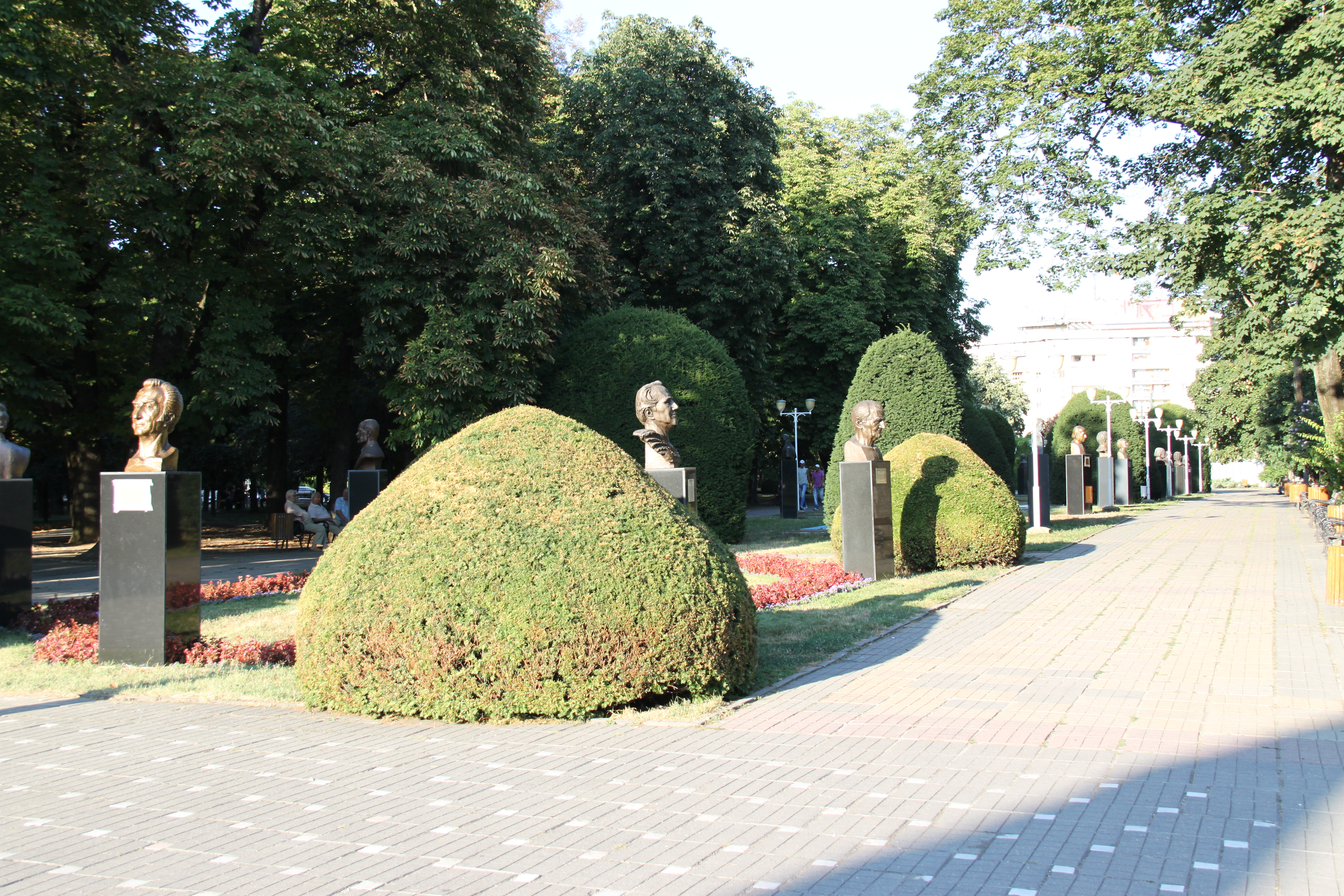
Parcul Central, Allee der Persönlichkeiten, 2015

- Der Zentralpark (45° 45′ 5″ N, 21° 13′ 13″ O, rumänisch: Parcul Central) wurde auf dem Gelände des Alten Stadtfriedhofs (1749–1771) im Jahr 1870 durch den damaligen Militärbefehlshabers Anton Scudier eingerichtet. Ein Jahr später stifteten die Stadtbürger ein Denkmal für den Parkgründer und benannten den Park Parcul Scudier. Während der sozialistischen Zeit wurde der Park Parcul I.V. Stalin genannt. In der Mitte des Parks befindet sich das im Jahre 1962 eingeweihte Denkmal für die im Zweiten Weltkrieg gefallenen rumänischen Soldaten. Der Park befindet sich westlich der rumänisch-orthodoxen Kathedrale. Am 3. August 2009 wurde Aleea Personalităților (Allee der Persönlichkeiten) eingeweiht, wobei die Büsten von Persönlichkeiten, die sich um die Stadt verdient gemacht haben, feierlich enthüllt wurden.[79]
- Der Park der Kathedrale (45° 45′ 0″ N, 21° 13′ 24″ O, rumänisch: Parcul Catedralei) liegt zwischen der orthodoxen Kathedrale der Heiligen drei Hierarchen und der Bega. Der Park wird durch den Bulevardul Regele Ferdinand, den Begakanal und den Bulevardul 16 Decembrie 1989 begrenzt.
- Östlich hiervon liegen der Justizpark, rumänisch: Parcul Justiției, ehemals: Parcul Consiliului Popular (45° 44′ 58″ N, 21° 13′ 37″ O), auf einer Fläche von 26.200 Quadratmetern. Ursprünglich sollte hier der Justizpalast gebaut werden; nachdem die Pläne hierfür fallen gelassen wurden behielt der Park jedoch diesen Namen. Hier befindet sich das Denkmal für die Opfer der Deportation in die Bărăgan-Steppe, welches 1996 errichtet wurde. Zwischen der orthodoxen Kathedrale und diesem Park liegt das Kino Capitol und die Banater Philharmonie auf einem ebenfalls begrüntem Gelände mit dem Namen Parcul de la Cinematograful „Capitol“, 45° 45′ 1,7″ N, 21° 13′ 32″ O.
- Gegenüber, auf der südlichen Seite des Begakanals in Elisabetin, wurde 1934 zwischen der Brücken Podul Maria und Podul Tinereții der Alpinet-Park (rumänisch: Parcul Alpinet) (45° 44′ 55,3″ N, 21° 13′ 23,3″ O) angelegt, wo gelegentlich Blumenausstellungen stattfinden. Der Park trug auch den Namen Parcul Demetrovici.
- Südlich davon liegt in Elisabetin der Plevnei Park, ehemals Parcul Gheorghe Doja, an der Piața Plevnei (45° 44′ 52″ N, 21° 13′ 15″ O).
- Weiter südlich davon liegt auch der Carmen-Sylva-Park (ehemals Doina-Park) (45° 44′ 38″ N, 21° 13′ 23″ O), der 1880 angelegt wurde und sich über 18.100 Quadratmeter erstreckt. Kleinere Parks in der östlichen Nachbarschaft liegen an der Piața Eforie (45° 44′ 33″ N, 21° 13′ 46″ O) und an der Piața Crucii (45° 44′ 31″ N, 21° 13′ 53″ O).
- Der Parcul Rozelor (45° 45′ 0″ N, 21° 13′ 52″ O), deutsch Rosenpark, wurde 1891 auf der nördlichen Seite des Begakanals unter anderem von Wilhelm Mühle angelegt und gilt als einer der beliebtesten Parks der Stadt. Hier befindet sich auch eine Freilichtbühne. Dieser Park trug ebenso die Namen Parcul Trandafirilor, Parcul de Cultură și Odihnă, Parcul de Cultură și Odihnă „Ștefan Plăvăț“, und Parcul de Cultură.
- Nördlich hiervon liegt der Parcul Dr. I. C. Brătianu (45° 45′ 9″ N, 21° 13′ 51″ O), benannt nach dem mehrmaligen Ministerpräsidenten Ion I. C. Brătianu.

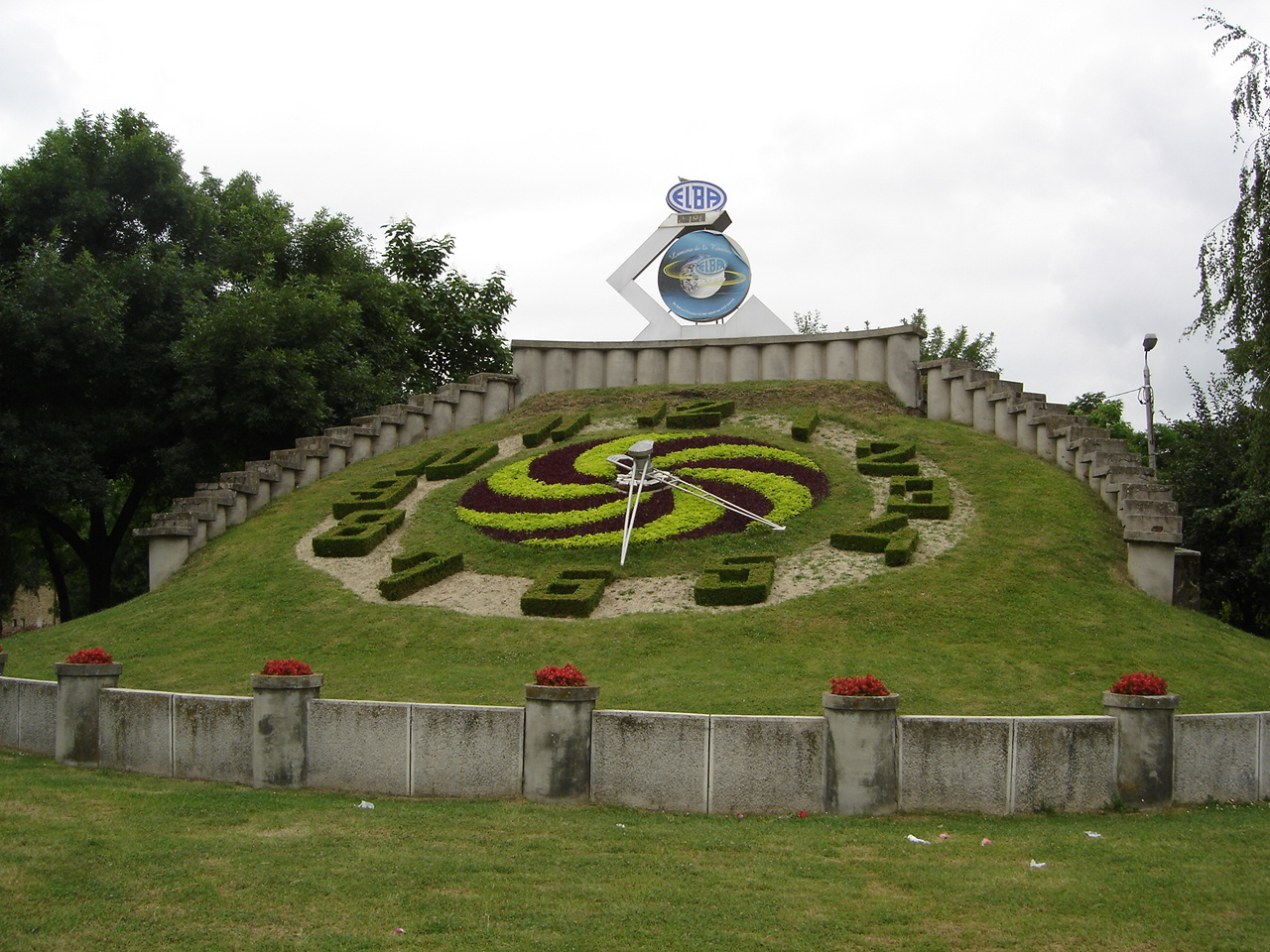
Blumenuhr im Parcul Civic

- Der Stadtpark von Timișoara (Parcul Civic) (45° 45′ 14″ N, 21° 13′ 53″ O) befindet sich hinter dem Hotel Continental. Das Wahrzeichen dieser Anlage ist die sogenannte Blumenuhr.
- In Richtung Osten folgt der Kinderpark Ion Creangă, rumänisch: Parcul Copiilor Ion Creangă (45° 45′ 9″ N, 21° 14′ 12″ O), der in der Vergangenheit auch die Namen Ferenz Jozsef Park, Parcul Mihai Eminescu, Parcul Pionerilor sowie Orașul Copiilor trug. Dieser Park wurde ursprünglich für die gewerbliche und industrielle Ausstellung von 1891 angelegt.
- Weiter östlich liegt der Parcul Mocioni (45° 45′ 26″ N, 21° 14′ 28″ O), benannt nach einem der Gründer der Rumänischen Akademie, Andrei Mocioni.
- Der Königin-Maria-Park (rumänisch: Parcul Regina Maria, ehemals: Parcul Poporului, deutsch Volkspark) auf der rechten Begaseite in Fabric (45° 45′ 19″ N, 21° 14′ 33″ O) besteht seit 1862 und trug seither verschiedene Namen wie Varosliget, Parcul Coronini, Parcul Orașului, Parcul Regina Maria, Parcul Fabric und Parcul Tineretului. Im Park befindet sich das frühere Apollo-Kino, das 1909 vom Architekten Josef Ecker jr. errichtet wurde, und 1955 vom Architekten Paul Schuster baulich verändert wurde.
- Der Parcul Uzine (45° 45′ 33″ N, 21° 15′ 42″ O, deutsch Der Kraftwerkspark) befindet sich im Osten der Stadt, auf der nördlichen Seite der Bega in der Nähe des Wasserkraftwerks Timișoara.

Nationaltheater und Opernhaus auf der Piața Victoriei
Schloss Hunyadi
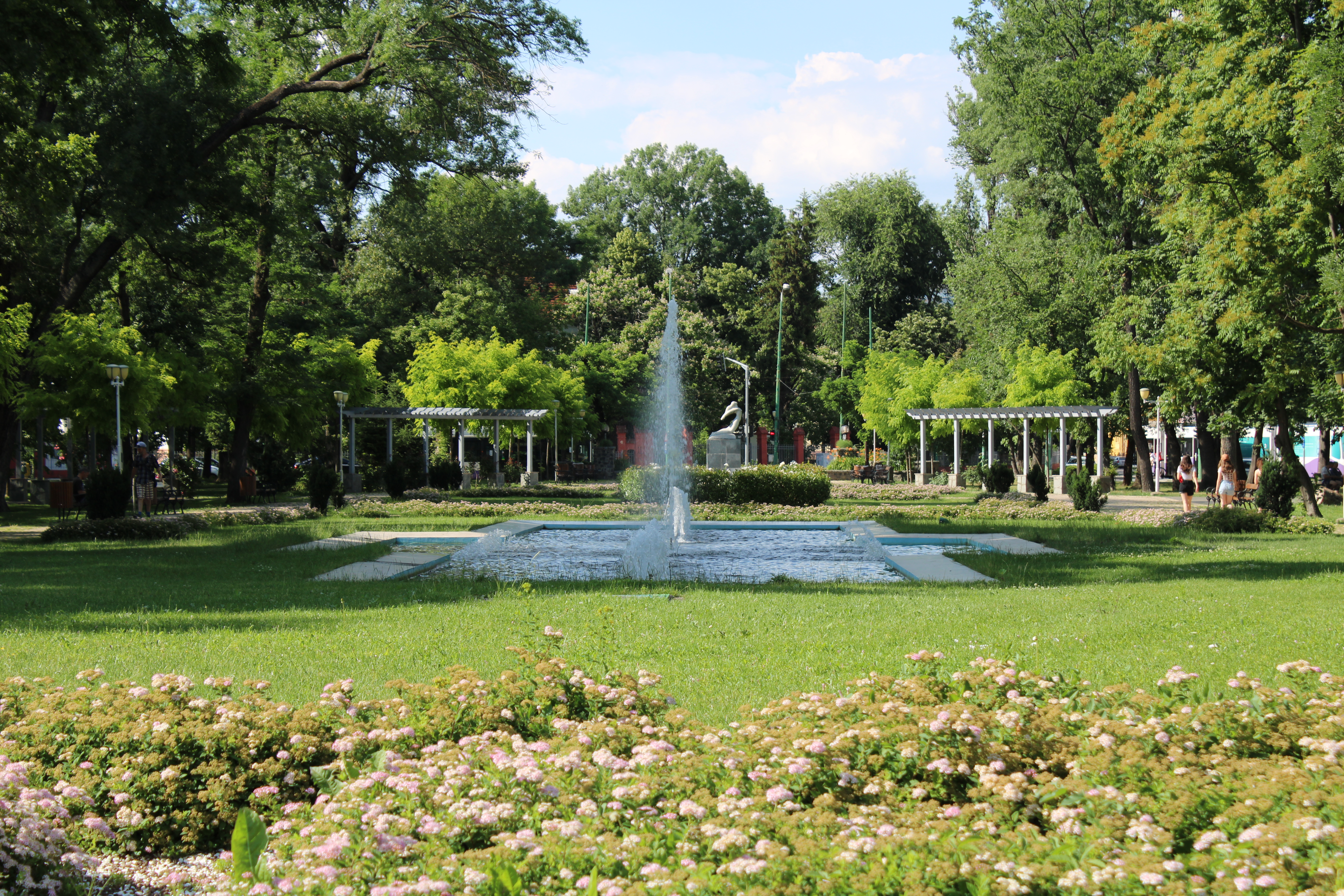
Springbrunnen im Zentralpark Anton von Scudier

### Sport

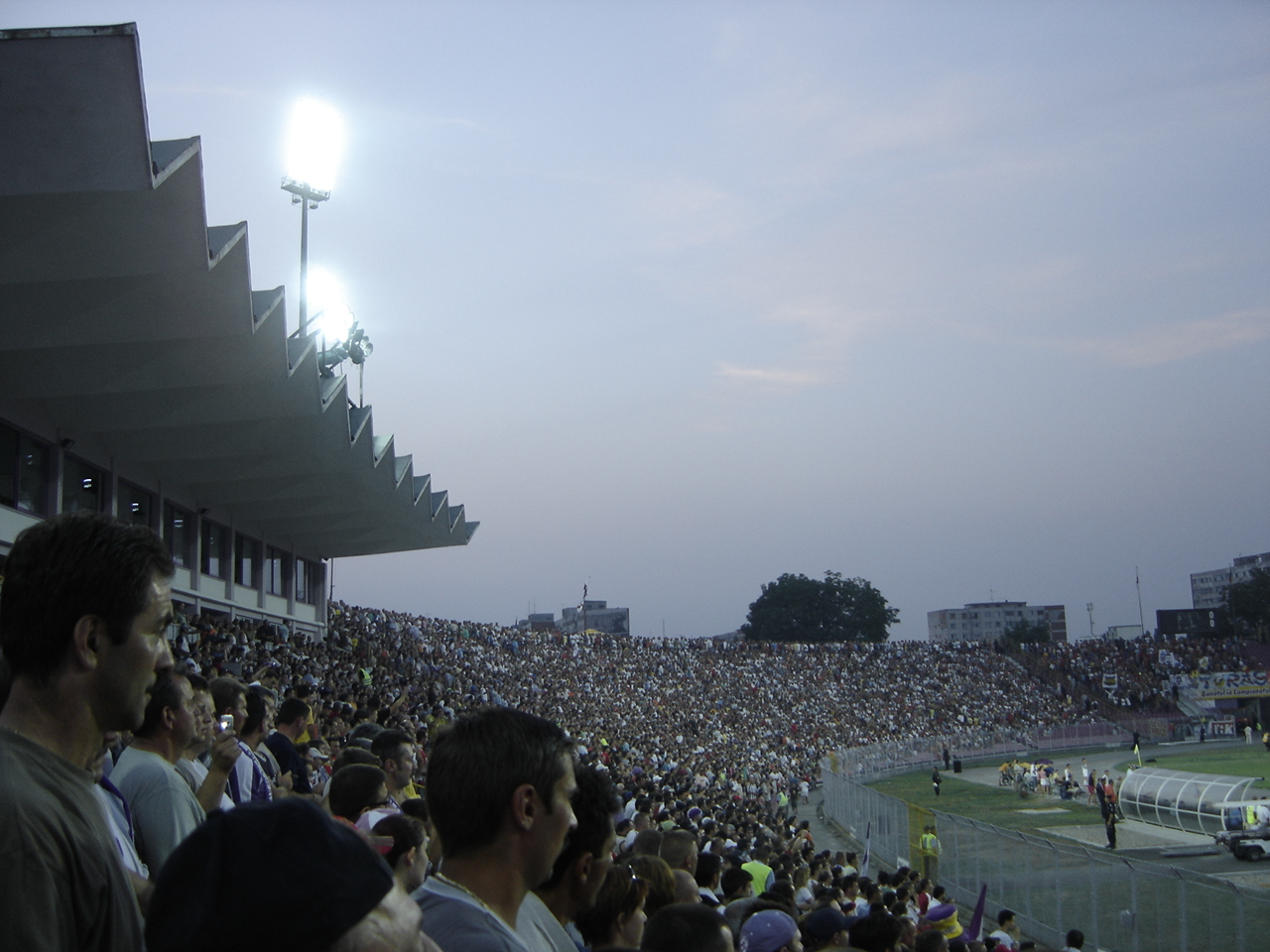
Dan-Păltinișanu-Stadion

Bekanntester Sportverein der Stadt war der Fußballklub FC Politehnica Timișoara, der in der ersten rumänischen Liga spielte und zweimal den Landespokal Cupa României gewann. Er qualifizierte sich 1978 erstmals für Spiele um den UEFA-Pokal. Heimspiele fanden in dem 40.000 Zuschauer fassenden Dan-Păltinișanu-Stadion statt. 2001 siedelte der Verein nach Bukarest über, 2011 wurde er aufgelöst. Von 1921 bis 1927 gewann Chinezul Timișoara sechs Mal hintereinander die rumänische Fußballmeisterschaft. Mit der Gründung von Ripensia Timișoara entstand 1928 der erste professionelle Fußballverein Rumäniens, welcher von 1932 bis 1938 fünf Mal die Meisterschaft gewann. Der Verein wurde 1948 aufgelöst, 2012 wurde er offiziell neugegründet und spielt in der Liga II.
Seit 2002 gibt es mit dem ACS Poli Timișoara einen neuen Verein in der Stadt, der aktuell in der Liga I spielt. Neben ACS Poli spielt seit 2012 auch ASU Politehnica Timișoara in der Stadt, die in der Saison 2015/16 in die Liga II aufstiegen.
Das Tennisturnier ATP Challenger Timișoara findet seit 2004 (außer zwischen 2009 und 2011) jährlich statt. Es ist Teil der ATP Challenger Tour und wird im Freien auf Sandplatz ausgetragen. Seit 1960 wird im BCM Timișoara (Elba) Basketball gespielt. Bekanntester Handballverein der Stadt ist Politehnica-Izometal Timișoara. Andere schwerpunktmäßig betriebene Sportarten sind Leichtathletik, Karate, Badminton, Boxen, Rudern, Gymnastik, Tanzsport, Ringen, Schwimmen, Wasserball, Rugby, Schach, Tennis, Volleyball und Sportschießen. Neben dem Sportkomplex Bega und der Sporthalle Olympia bestehen noch zahlreiche weitere Sportplätze.

### Kulturzentren
Zu den bedeutendsten Kulturzentren Timișoaras gehören:
- Deutsches Kulturzentrum Temeswar[82]
- Societatea Culturală Banatul (deutsch Banater Kulturgesellschaft)[83]
- Casa de Cultură a Studenților Timișoara (deutsch Kulturhaus der Studenten Temeswar)[84]
- Casa de Cultură a Municipiului Timișoara (deutsch Kulturhaus des Munizipiums Temeswar)[85]
- Centrul de Cultură și Artă al Județului Timiș (deutsch Kultur- und Kunstzentrum des Kreises Timiș)[86]
- Institut Français de Roumanie Timișoara (deutsch Französisches Kulturinstitut Temeswar)[87]

### Theater

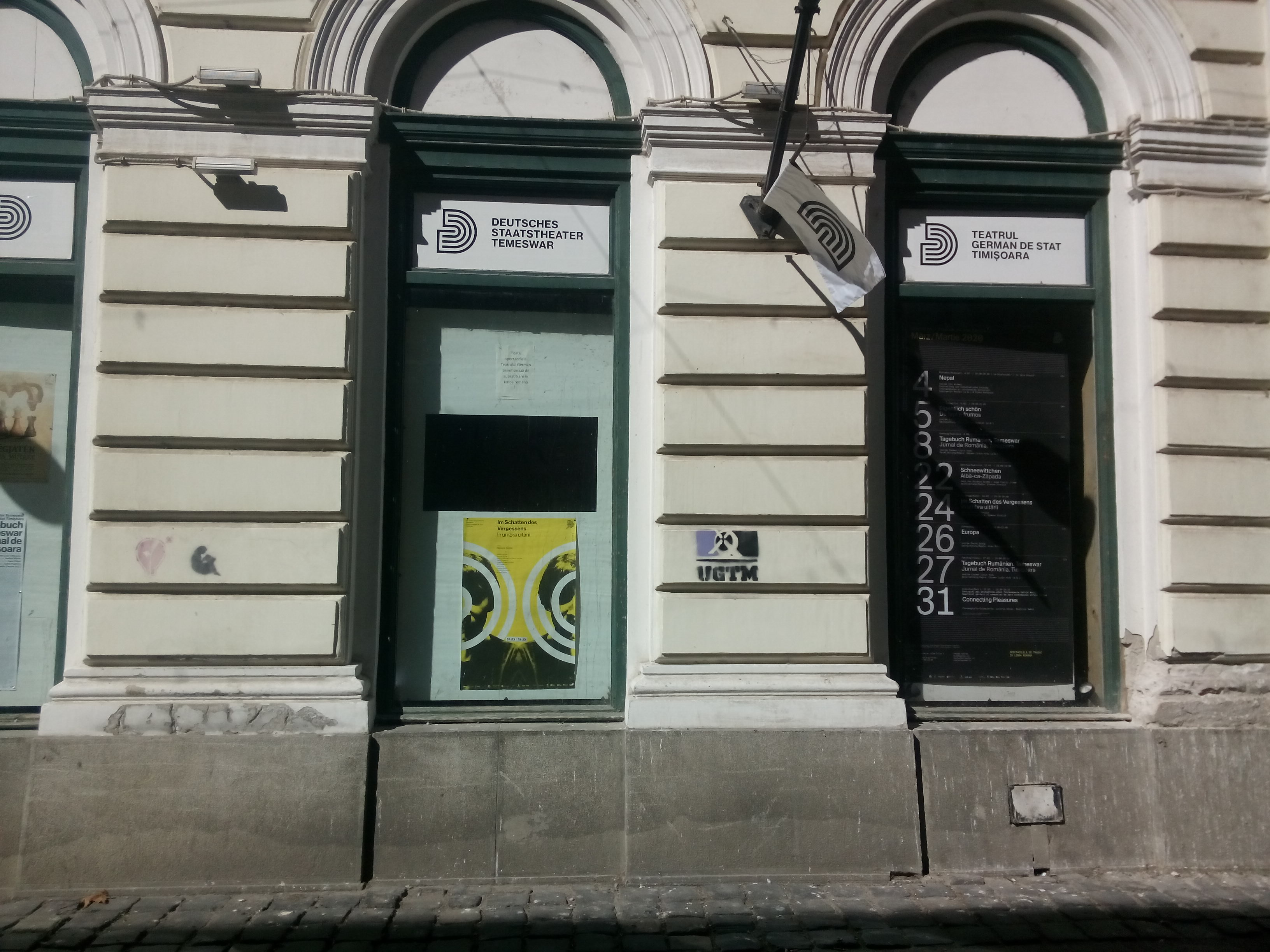
Deutsches Staatstheater Temeswar, März 2020

- Nationaltheater und Opernhaus Timișoara
- Deutsches Staatstheater Temeswar[88]
- Ungarisches Staatstheater „Csiky Gergely“

### Kulturhauptstadt Europas 2023

Kulturhauptstadt Europas 2023

Im Frühjahr 2011 gründeten Vertreter aus Kultur, Politik und Wirtschaft den Verein Timișoara Capitală Culturală Europeană (Temeswar Kulturhauptstadt Europas). Ziel des Vereins war es, die Voraussetzungen dafür zu schaffen, dass Temeswar die EU-Kriterien erfüllt, um in die Auswahl für den Titel Kulturhauptstadt Europas zu kommen. Ehrenpräsident des Vereins ist Ioan Holender.
Im Dezember 2012 wurde die Kandidatur um den Titel „Kulturhauptstadt Europas“ offiziell bekannt gegeben; das angestrebte Jahr war nun nicht mehr 2020, sondern 2021.
Zu den Vorbereitungen, die die Lokalbehörden zu diesem Zweck treffen, gehörte die Sanierung des Altstadtkerns. Das Sanierungsprojekt sah seit 2012 Arbeiten an 45.000 Quadratmetern Fläche im historischen Stadtzentrum vor.
2016 erhielt Timișoara vorerst den Zuschlag und sollte 2021 gemeinsam mit Novi Sad / Serbien und Eleusis / Griechenland Kulturhauptstadt Europas sein. Jedoch wurde 2020 bedingt durch die COVID-19-Pandemie und die einhergehenden Reiseeinschränkungen eine Verschiebung auf das Jahr 2023 diskutiert. Ein entsprechender Vorschlag wurde von der EU-Kommission genehmigt.
Am 17. Februar 2023 fanden unter dem Motto „Shine your light“ („Lasse dein Licht leuchten“) die Eröffnungsfeierlichkeiten des Kulturhauptstadt-Jahres statt.

### Popkultur
Folgende Bands und Sänger haben in Timișoara ihre Karriere begonnen:
- Activ, Band aus dem Genre Dance-Pop
- Blazzaj, Band aus dem Genre Acid Jazz[98]
- Eli, Sänger aus dem Genre Hip-Hop[99]
- Negură Bunget, Band aus dem Genre Black Metal
- The :Egocentrics, Band aus dem Genre Psychedelic Rock[100]
- Transsylvania Phoenix, Band aus dem Genre Rock
- Methadone Skies, Band aus dem Genre Stoner/Psychedelic Rock

Einige der Songs der in Timișoara geborenen Miss Platnum sind von ihrer Kindheit hier geprägt.

### Festivals
- Festivalul Inimilor, deutsch Festival der Herzen im Parcul Rozelor, ein seit 1979 jährlich im Juli abgehaltenes Folklore-Festival.[102]
- Timișoara Jazz Festival, in den Jahren 2007, 2008, und 2009 ein jährlich im November abgehaltenes Jazz-Festival[103]
- Festivalul Plai, seit September 2006 ein jährliches dreitägiges im Banater Dorfmuseum abgehaltenes Weltmusik-Festival[104]
- TMBase, seit 1998 ein jährlich im Oktober abgehaltenes Drum-and-Bass-Festival[105] TMBase findet 2011 erstmals nicht statt, stattdessen ist die Veranstaltung Tuborg – Open for Music am 21./22. Oktober 2011 geplant[106]
- Timishort, ein erstmals im Mai 2009 abgehaltenes jährliches Kurzfilm-Festival[107]
- International Romani Art Festival, ein seit 2007 jährlich im Juli abgehaltenes Romani-Kunstfestival[108]

Auch die Themen Bier (Timișoreana-Festival), Wein und Drama haben ihre eigenen Festivitäten und Festivals.

### Nachtleben
Timișoara hat eine Vielzahl von Restaurants, Kneipen, Bars, Clubs, Jazz-Clubs und Discos.

## Wirtschaft und Infrastruktur

### Wirtschaftsstruktur

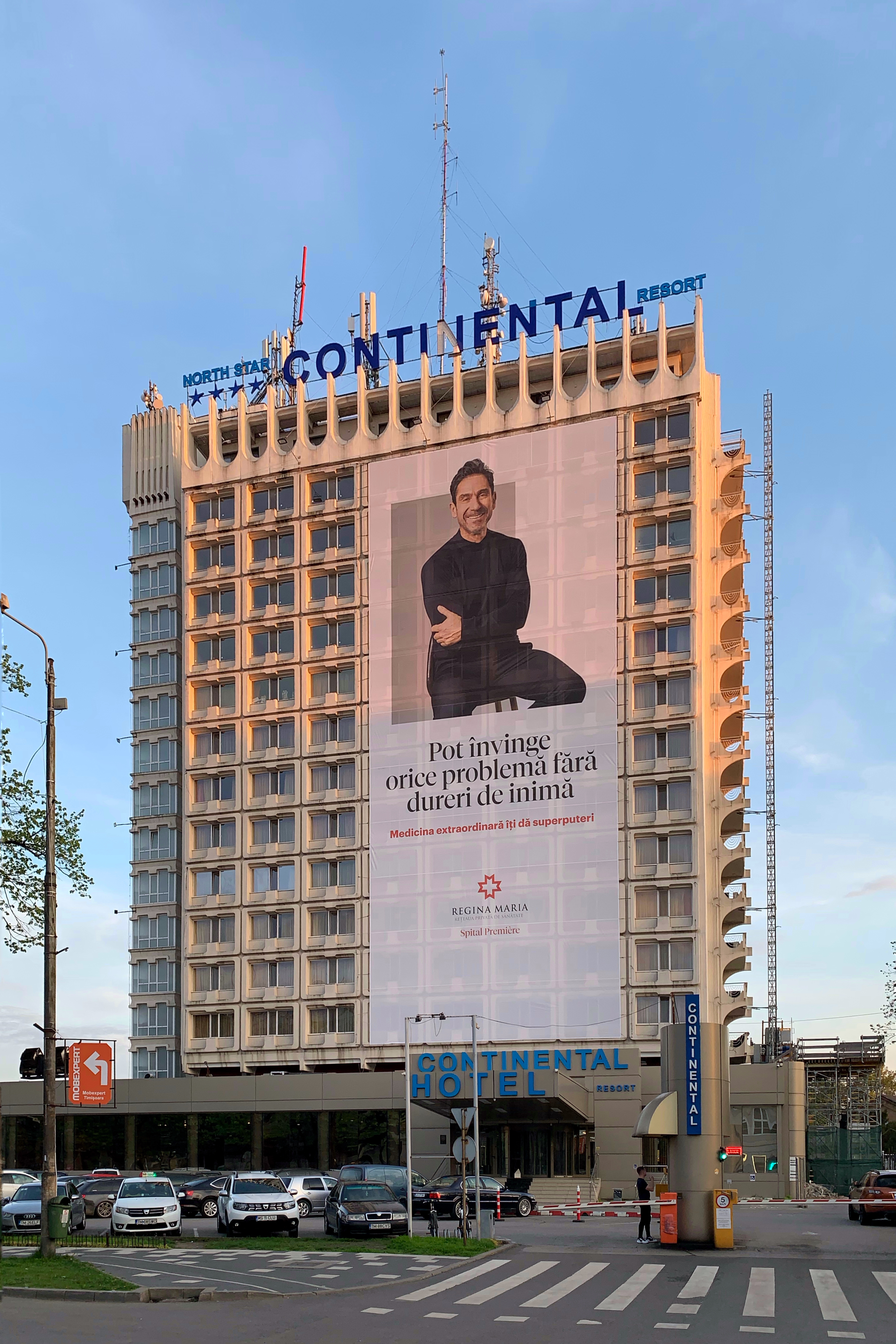
Das Hotel Continental ist eine der Landmarken der Innenstadt.

Zu sozialistischen Zeiten war die Region von der Nahrungsmittelverarbeitung, der Textil- und Lederindustrie geprägt. In den 1990er Jahren veränderte sich die Wirtschaftsstruktur der Stadt, mit neu angesiedelten Wachstumssektoren wie Elektro- und Baumaschinenindustrie, Automobilzulieferer und der IT-Branche. Timișoara gehört zu den Entwicklungszentren des Landes, und die Wirtschaft hier befand sich seit 2004 in einer Boomphase.
Die Arbeitslosigkeit im Kreis Timiș liegt mit 4,6 Prozent unter dem Landesdurchschnitt von 8,3 Prozent. (Stand Februar 2010) Es ist zunehmend schwierig, geeignetes Personal zu finden. Gleichzeitig steigt das Lohnniveau rasch.
Zu dem Boom der ersten Dekade des 21. Jahrhunderts trug auch eine Steuerreform durch die rumänische Regierung bei, die eine Flat Tax von 16 Prozent eingeführt hat und sogenannte Mikro-Gesellschaften (bis 100.000 Euro Jahresumsatz) mit optional 3 Prozent des Umsatzes oder 16 Prozent des Gewinns besteuert. Durch die Auswirkungen der Finanzkrise ab 2007 ist auch in Timișoara, wie in ganz Rumänien, ein Rückgang des Wirtschaftswachstums zu verzeichnen.
Auf der Liste der deutschen Direktinvestoren stehen unter anderem die Zulieferer der Automobilindustrie Continental, VDO Automotive, Dräxlmaier sowie Kromberg & Schubert, die hier vor Ort produzieren. Linde stellt technische Gase her. Die Honold Logistik Gruppe betreibt eines der größten Logistikzentren in Rumänien bei Timișoara. Die Schweizer Firmen Nestlé und ABB sind mit Produktionsanlagen vertreten. Auch Heraeus Dental, eine Tochter der japanischen Mitsui, hat sich in Săcălaz bei Timișoara angesiedelt.
Auch US-amerikanische Firmen wie Coca-Cola, Delphi, Procter & Gamble und Solectron sind hier ansässig, ebenso wie der weltgrößte Schweinezucht- und Schweinefleischverarbeitungskonzern Smithfield Foods. Andere internationale Firmen wie Flextronics und Philips haben auch hier Produktionsstätten errichtet.
2012 eröffnete Microsoft in Timișoara ein Support-Büro, nach Bukarest das zweite seiner Art in Rumänien. Das Zentrum für technischen Support in Timișoara bietet seine Dienstleistungen für Europa, den Nahen Osten und Afrika an.
In Timișoara sind rund 35 Banken ansässig.
Das Bega Shopping Center (rumänisch Magazinul Bega) liegt mit fünf Verkaufsebenen im Zentrum der Stadt, direkt neben dem bekanntesten Hotel der Stadt, dem Hotel Continental. Das Kaufhaus war mit 8.600 m² eines der ersten großen Shopping Center in Timișoara und wurde seit seiner Errichtung mehrfach renoviert. Seit 2005 ist die im Norden der Stadt liegende Iulius Mall auf einer Fläche von 66.500 m² mit 330 Geschäften auf drei Etagen sowie einem Kino Cinema City mit 7 Sälen mit 951 Sitzplätzen das größte Einkaufszentrum im Westen Rumäniens.
1989 gab es sechs Hotels in der Stadt, 2004 waren es 28, und 2009 bereits 49. Das Angebot an Hotels in der Stadt erstreckt sich heute von Unterbringungen für Rucksacktouristen bis hin zu Sterne-Hotels. Erwähnenswert ist das Hotel Timișoara mit seinem unter Denkmalschutz stehenden Gebäude.

### Verkehr

#### Individualverkehr

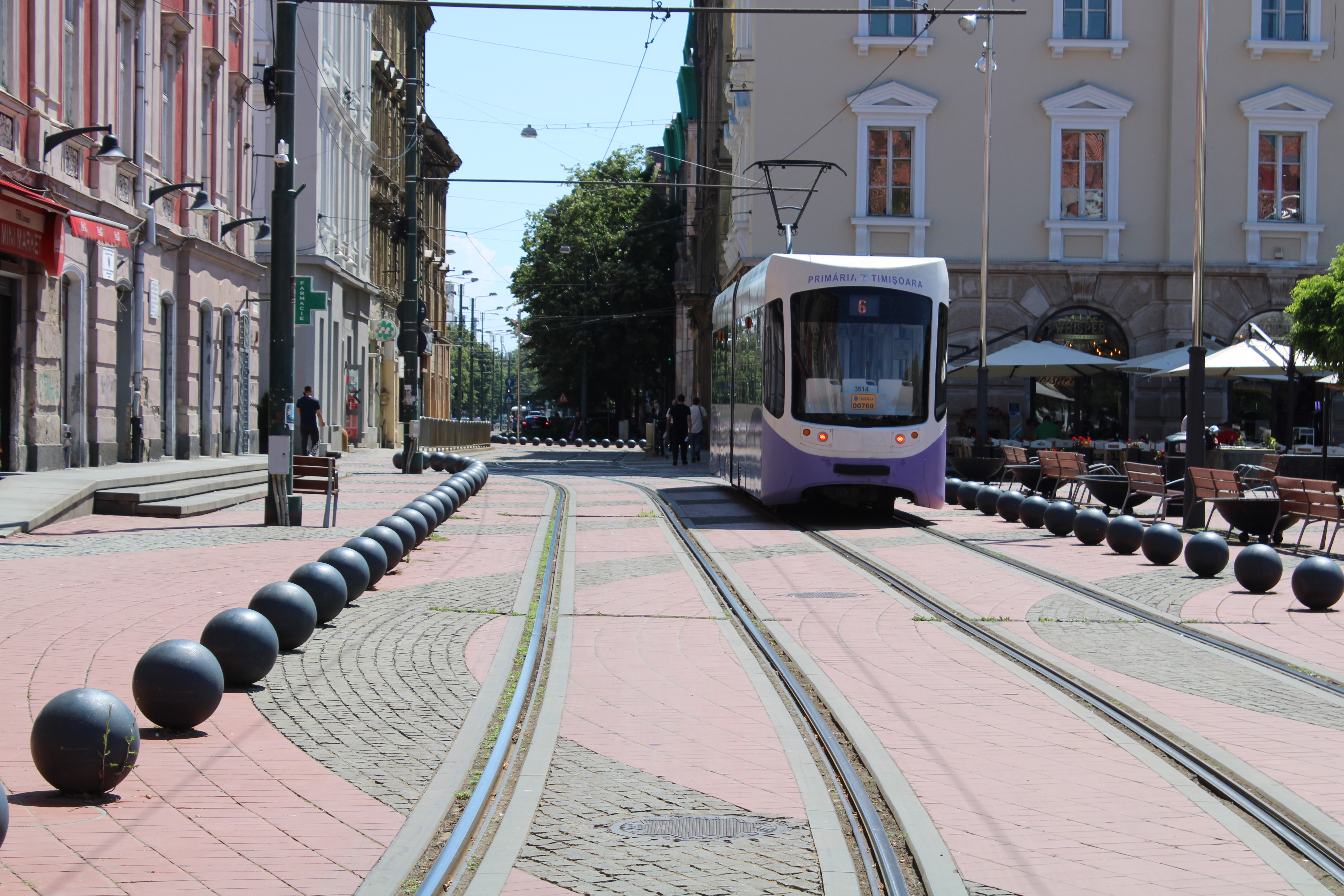
Straßenbahn auf der Piața Libertății

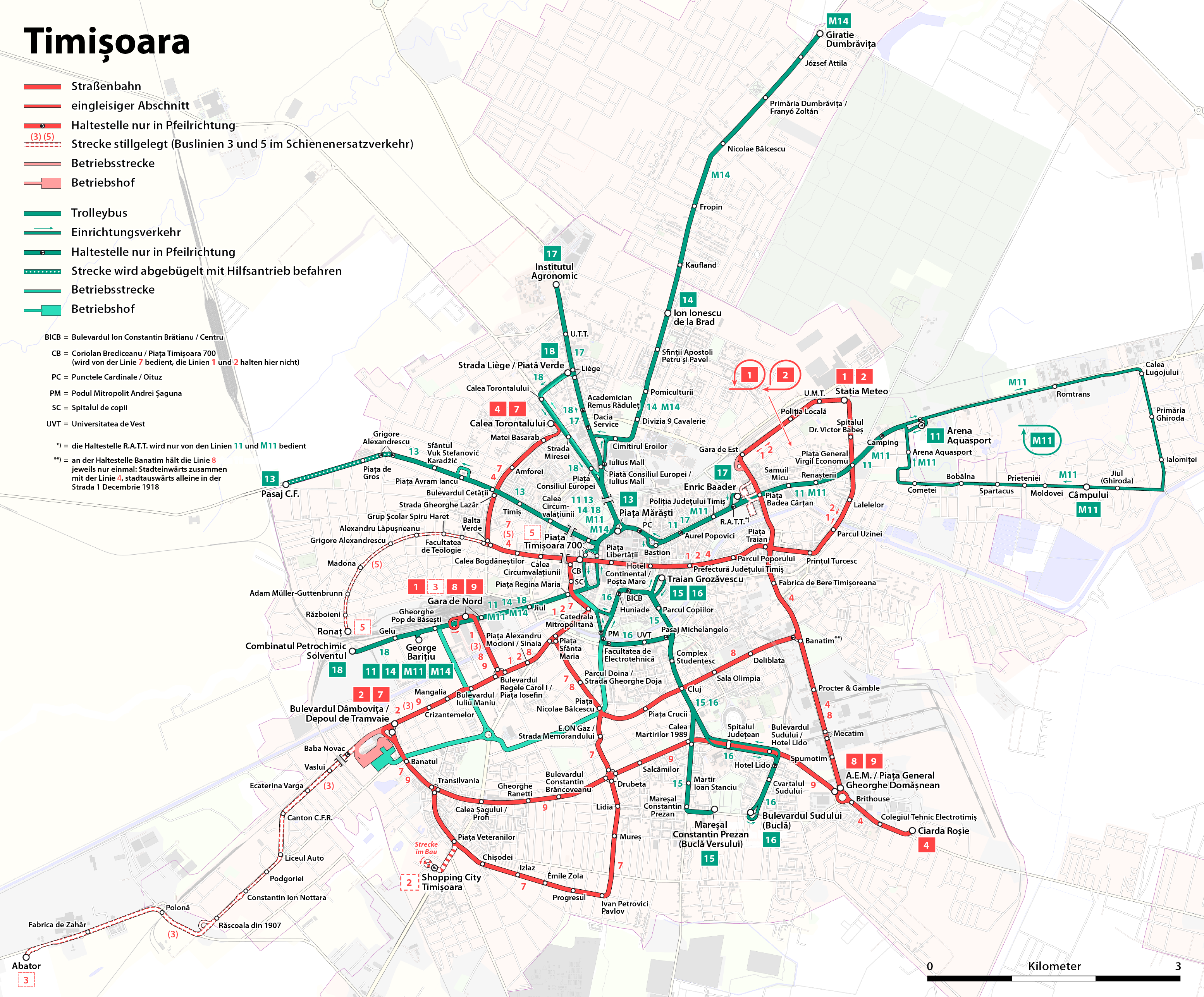
Straßenbahn- und Oberleitungsbusnetz

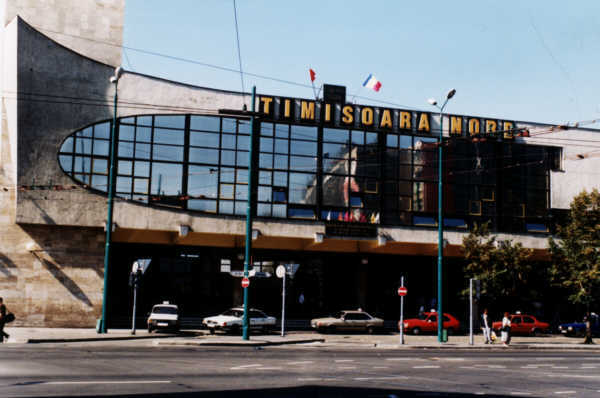
Der Nordbahnhof (Gara de Nord)

Timișoara liegt an der Fernstraße DN6, die in Richtung Nordwest zum circa 80 Kilometer entfernten Grenzübergang Makó-Cenad zu Ungarn führt. Über die Europastraße E76 erreicht man das nördlich gelegene Arad. Über die E70 gelangt man sowohl in das östlich gelegene Lugoj als auch das serbische Vršac im Süden. Die DN59A führt zum westlich gelegenen Jimbolia.
Das Straßennetz der Inneren Stadt orientiert sich am Verlauf der ehemaligen Festungsmauern. Nach der Entfestigung wurde die Innere Stadt durch bis zu 40 Meter breite Hauptverkehrsstraßen wie den heutigen Bulevard Tinereții und Bulevard Revoluției din 1989 mit der Josefstadt und Fabrikstadt verbunden. Das dichte, geradwinklige Straßennetz der Innenstadt wurde von einer Ringstraße nach Wiener Vorbild umgeben. Die Innenstadt selbst ist inzwischen weitgehend zur Fußgängerzone umgebaut worden. Bereits vor 1989 wurde der Ring um die Innenstadt statt über die Piata Operei weiter nach außen verlagert, so dass die Piata Victorei als breite Fußgänger-Promenade gestaltet werden konnte. Abgänge zu Fußgängertunneln stammen aus der Zeit zuvor und sind noch nicht zurückgebaut worden.

#### Öffentlicher Verkehr
Der öffentliche Personennahverkehr obliegt der Aktiengesellschaft Societatea de Transport Public Timișoara (S.T.P.T.). Sie betreibt die Straßenbahn Timișoara, den Oberleitungsbus Timișoara sowie diverse Omnibuslinien. Der Busbahnhof befindet sich am Gara de Est (Ostbahnhof), circa drei Kilometer vom Nordbahnhof entfernt. Die wichtigsten europaweiten Fernbuslinien bedienen Timișoara mehrmals täglich. Der Busbahnhof für den nationalen Reiseverkehr befindet sich am Gara de Nord (Nordbahnhof).

#### Schienenverkehr
Timișoara ist ebenso ein Schienenknotenpunkt und durch die staatliche Eisenbahngesellschaft Căile Ferate Române an eines der größten europäischen Eisenbahnnetze angeschlossen. Vom Gara Timișoara Nord sind zahlreiche Reiseziele im In- und Ausland per Bahn zu erreichen. Neben diesem Bahnhof bestehen noch die Stationen Timișoara Est im Bezirk Fabric, Timișoara Sud im Bezirk Fratelia und Timișoara Vest im Bezirk Freidorf. An der südlichen Stadtgrenze existiert außerdem noch der Haltepunkt Timișoara C.E.T. beim gleichnamigen Kraftwerk. Der große Rangierbahnhof Ronaț Triaj befindet sich bereits außerhalb des Stadtgebiets an der Bahnstrecke nach Arad.

#### Luftverkehr
Der internationale Flughafen Timișoara, benannt nach dem rumänischen Luftfahrtpionier Traian Vuia, liegt im Osten der Stadt. Die Stadt ist so mit einer Reihe von europäischen Flughäfen vernetzt, unter anderem durch die Fluggesellschaften Carpatair und Wizz Air, Lufthansa oder Austrian Airlines. Mittelfristig ist geplant, den Flughafen an das Bahnnetz anzubinden. Das Bürgermeisteramt hat mit Unterstützung des städtischen Polytechnikums sowie des Stuttgarter Fraunhofer-Instituts (IPA) bereits ein breit angelegtes Infrastruktur-Projekt namens „Vision Temeswar 2030“ erarbeitet, das vorsieht, den Flughafen mit dem regionalen Bahnnetz zu verbinden. Das Projekt zielt darauf ab, den Güterverkehr möglichst aus der nahegelegenen Stadt wegzuleiten.
Der kleinere private Flugplatz Cioca befindet sich im Westen der Stadt.

#### Wasserverkehr
Timișoara war bis in die 1950er Jahre ein Hafen an der Bega. 1958 stellte Rumänien den Schiffsverkehr mit den Nachbarstaaten auf dem Bega-Kanal ein. Der Kanal, seit 1967 ganz geschlossen, wurde über zwei Jahre entschlammt und ausgebaut und ist seit 2011 in Teilen wieder schiffbar. Zur Entlastung des Verkehrs in der Stadt sind vier Vaporettos mit neun Haltestellen geplant, die zwischen dem Wasserwerk und dem Heuplatz (Badea Cârțan) pendeln sollen.
Ein Abschlusstermin für die Arbeiten zur Abwicklung von Frachtverkehr ist derzeit nicht bekannt. Die Gesamtinvestition für die Maßnahmen beträgt 22 Millionen Euro. Nach Abschluss der Arbeiten wird Timișoara damit zum Hafen am Paneuropäischen Korridor VII und mit anderen Häfen von der Nordsee bis zum Schwarzen Meer verbunden sein.

#### Brücken

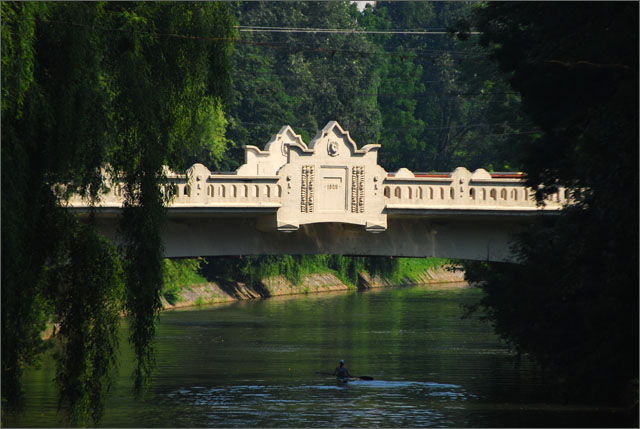
Podul Decebal, Sicht von der Bega
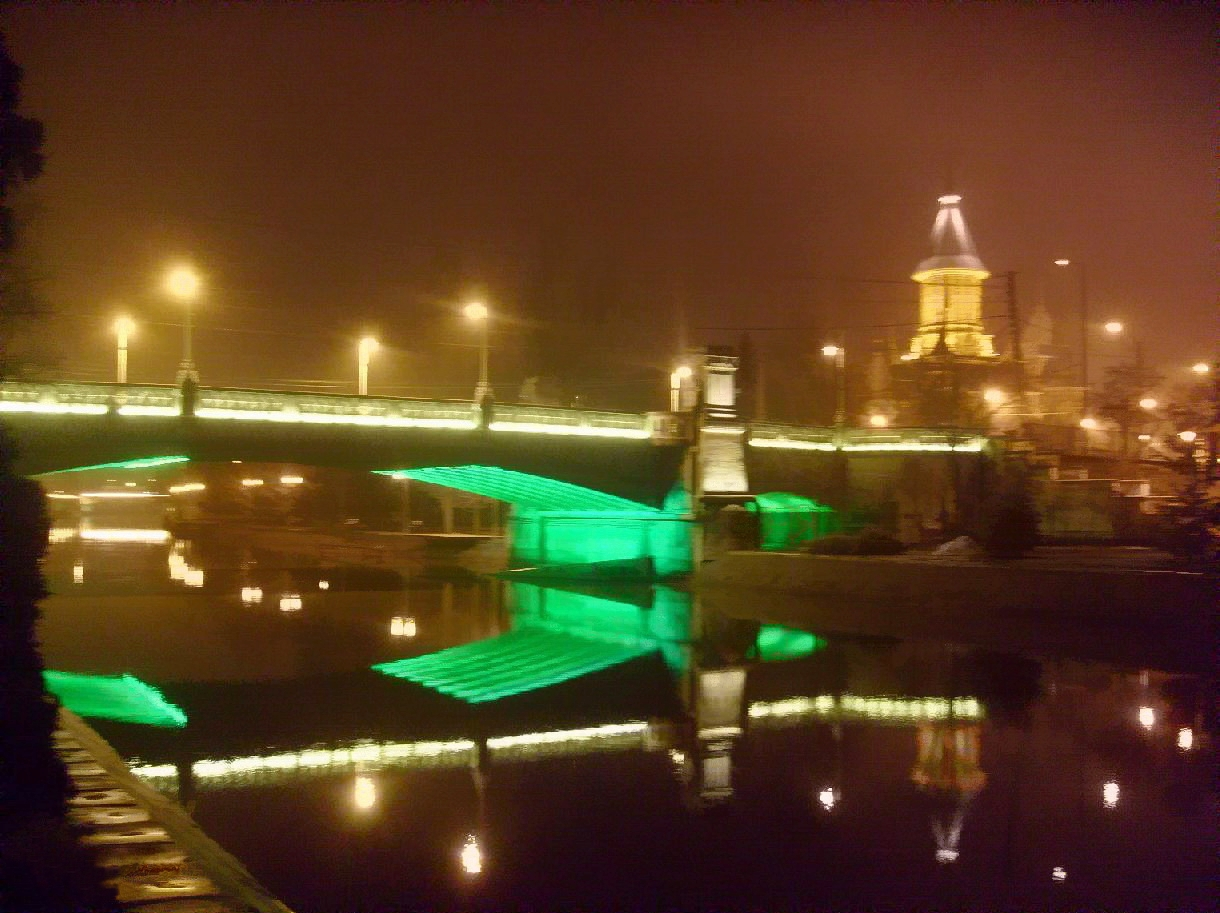
Podul Tinereții bei Nacht
Podul Maria, 1906
Podul Ștefan cel Mare, um 1900
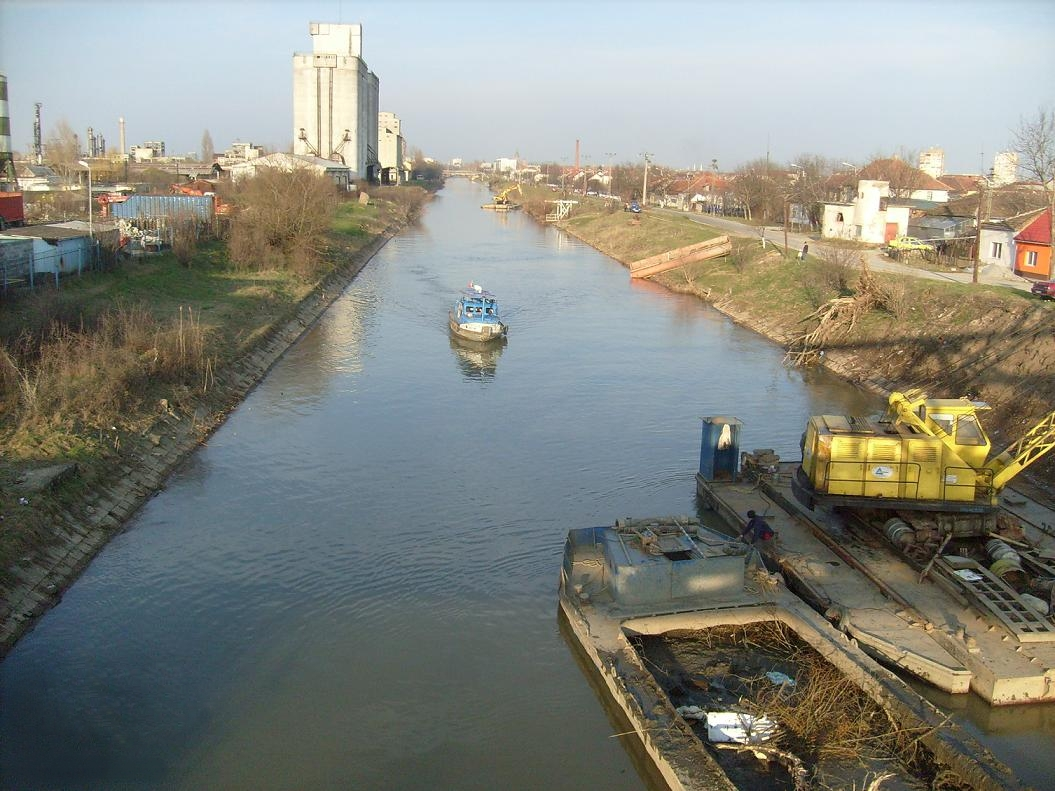
Blick stromaufwärts von der Brücke Podul Modoș
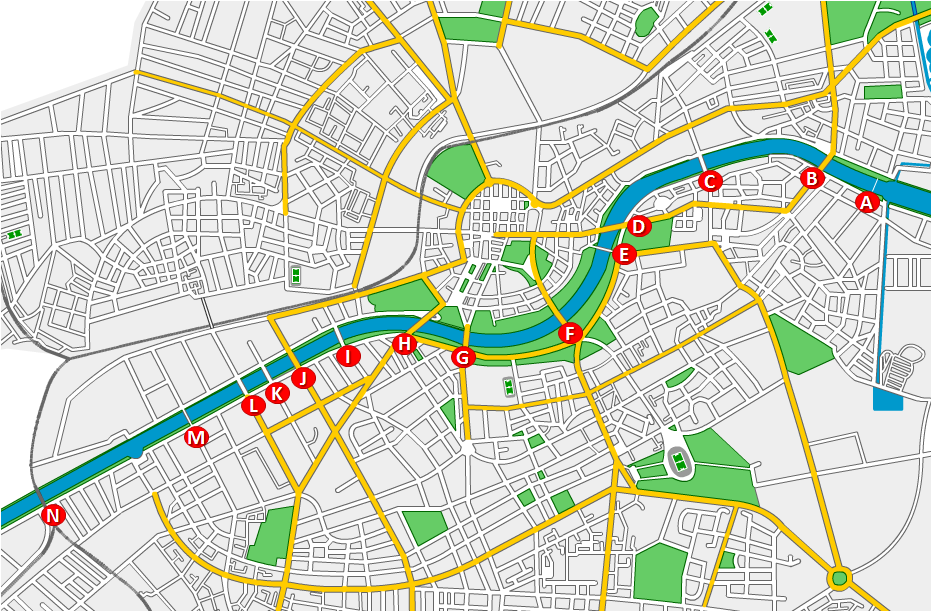
Karte der Brücken in Timisoara

Zuständig für die Brücken der Stadt ist die Regionale Direktion für Straßen und Brücken Timișoaras.
|     | Name der Brücke, rumänisch                                                                            | Name, deutsch                                               | Name, ungarisch | Entfernung vom Uzina Hidroelectrică (deutsch Wasserkraftwerk), von Ost nach West in km | Verkehr                                      |
| --- | --- | ----------------------------------------------------------- | --------------- | -------------------------------------------------------------------------------------- | -------------------------------------------- |
| 01. | Pasarela de la Uzina Hidroelectrică                                                                   |                                                             |                 | 0,14                                                                                   |                                              |
| 02. | Podul Mihai Viteazul, auch Podul din Piața Morii, Podul de la Turbină                                 | Mühlenplatzbrücke                                           |                 | 0,52                                                                                   | Motorisierter Individualverkehr, Straßenbahn |
| 03. | Podul Dacilor auch Podul din Piața de Fân, Podul Badea Cârțan                                         | Heuplatzbrücke                                              |                 | 1,40                                                                                   | Motorisierter Individualverkehr, Straßenbahn |
| 04. | Podul Decebal, auch Podul de pe Aleea Parcului                                                        | Decebal- oder Dezebalbrücke, Parkgassenbrücke, Neptunbrücke | Liget-úti híd   | 2,21                                                                                   | Motorisierter Individualverkehr, Straßenbahn |
| 05. | Pasarela dintre Parcuri, auch Pasarela Ioan Polen.                                                    | Brücke zwischen den Parks                                   |                 | 2,40                                                                                   | Fußgänger                                    |
| 06. | Podul Michelangelo                                                                                    |                                                             |                 | 3,02                                                                                   | jüngste Brücke der Stadt                     |
| 07. | Podul Tinereții, auch Podul Episcopal, Podul Mitropolit Andrei Șaguna                                 | Bischofsbrücke                                              |                 | 3,78                                                                                   | Motorisierter Individualverkehr              |
| 08. | Podul Maria, auch Podul Huniade, Podul Traian                                                         |                                                             | Hunyadi híd     | 4,16                                                                                   | Motorisierter Individualverkehr, Straßenbahn |
| 09. | Podul de Fier                                                                                         | Eisenbrücke                                                 |                 | 4,70                                                                                   | Fußgänger                                    |
| 10. | Podul Ștefan cel Mare, auch Podul Ancora de Aur, Podul la Ancora, Podul Franz Iosef, Podul de la Gară | Brücke Goldener Anker                                       | Aranyhorgony    | 5,13                                                                                   | Motorisierter Individualverkehr, Straßenbahn |
| 11. | Podul Eroilor, auch Podul Bem, Podul de la Elba, Podul Pieței Iosefin                                 | Heldenbrücke                                                | Bem híd         | 5,32                                                                                   |                                              |
| 12. | Podul Iuliu Maniu, auch Podul de la Autogară, Podul de la Fabrica de Tutun, Podul Regal               |                                                             |                 | 5,52                                                                                   | Motorisierter Individualverkehr              |
| 13. | Pasarela Gelu                                                                                         |                                                             |                 | 5,98                                                                                   | Fußgänger                                    |
| 14. | Podul Modoș, auch Podul de cale ferată                                                                |                                                             |                 | 7,17                                                                                   | Eisenbahn                                    |

### Medien

#### Zeitungen
- Cotidianul Timișoara[127]
- Focus Vest[128]
- Fotbal Vest[129]
- Allgemeine Deutsche Zeitung für Rumänien, in deutscher Sprache[130]
- Timpolis[131]
- Ziua de Vest[132]
- Heti Új Szó[133]

#### Hörfunk
- Kiss FM Timișoara (FM 99,0 MHz), Top 40[134]
- Pro Fm Timișoara (FM 97,4 MHz), Musik[135]
- Radio Guerilla Timișoara (FM 96,9 MHz), Musik[136]
- Radio Timișoara (AM 630 kHz), mehrsprachige Sendungen, Nachrichten, Musik[137]
- Radio Timișoara (FM 105,9 MHz), Nachrichten, Musik, mehrsprachige Sendungen[137]*
- West City Radio (FM 88,8 MHz), Nachrichten, Musik[138]

#### Fernsehen
- Alfa Omega CreștinTV, in rumänischer Sprache mit christlichen Themen[139]
- Analog TV Timișoara[140]
- Tele Europa Nova Timișoara[141]
- TVR Timișoara[142]

Von 1968 bis 1993 erschien die deutschsprachige Neue Banater Zeitung in Timișoara. Sie wird als Beilage der „Allgemeinen Deutschen Zeitung für Rumänien“ fortgeführt.

### Öffentliche Einrichtungen
Das Rathaus der Stadt (rumänisch: Primǎria Municipiului Timișoara) liegt am Bulevardul C.D. Loga, nr. 1. Das Gebäude wurde zwischen 1924 und 1929 im rumänischen Baustil auf dem Platz des früheren Handelsgymnasiums erbaut. Der Temeswarer Architekt László Székely hat die Pläne für das Rathaus entworfen. Seit 1946 ist es Sitz der Stadtverwaltung.
Die Kreisverwaltung (rumänisch: Consiliul Județean Timiș) befindet sich am Bulevardul Revolutiei din 1989, Nr.17. Das Gebäude beherbergt auch die Präfektur des Kreises Timiș (rumänisch: Prefectura Județeană Timiș). Der Präfekturpalast wurde zwischen 1933 und 1940 als Mischung zwischen modernem und klassischem Baustil von dem Architekten Mathias Hubert und später von Victor Vlad erbaut. Heute ist er Sitz der Präfektur und des Kreisrats.
Der Sitz des Gerichtshofes für den Kreis Timiș ist der Dikasterialpalast. Gebaut zwischen 1850 und 1854 als Regierungsgebäude der Serbischen Vojvodina und des Temescher Banats umfasst der Palast eine große Fläche und erstreckt sich über 3 Straßen. Das Gebäude hat 3 Stockwerke. Mit drei Innenhöfen und über 350 Zimmern ist es das größte öffentliche Gebäude der Stadt.
Das Postpalais befindet sich am Bulevardul Revoluției din 1989.

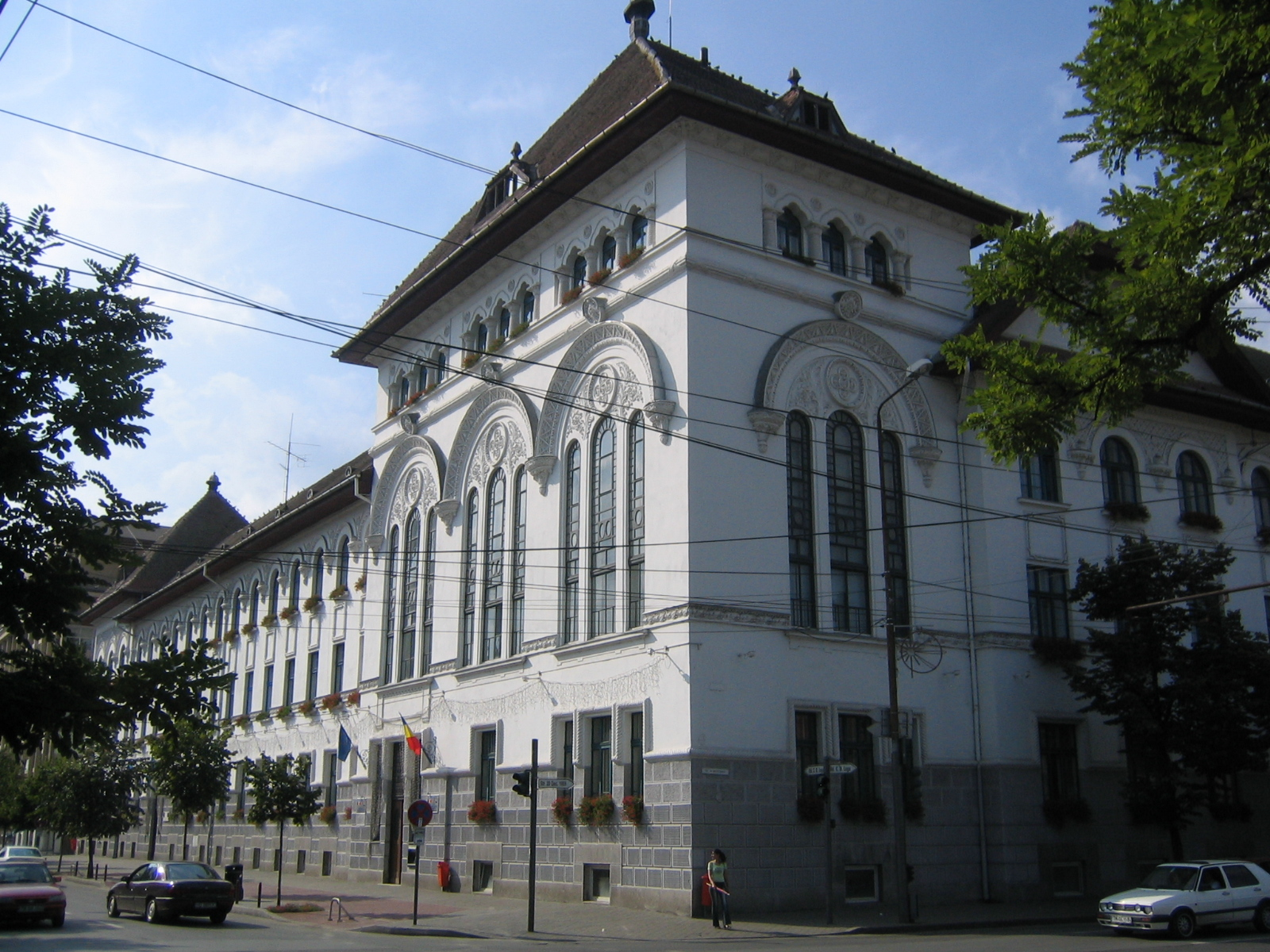
Rathaus
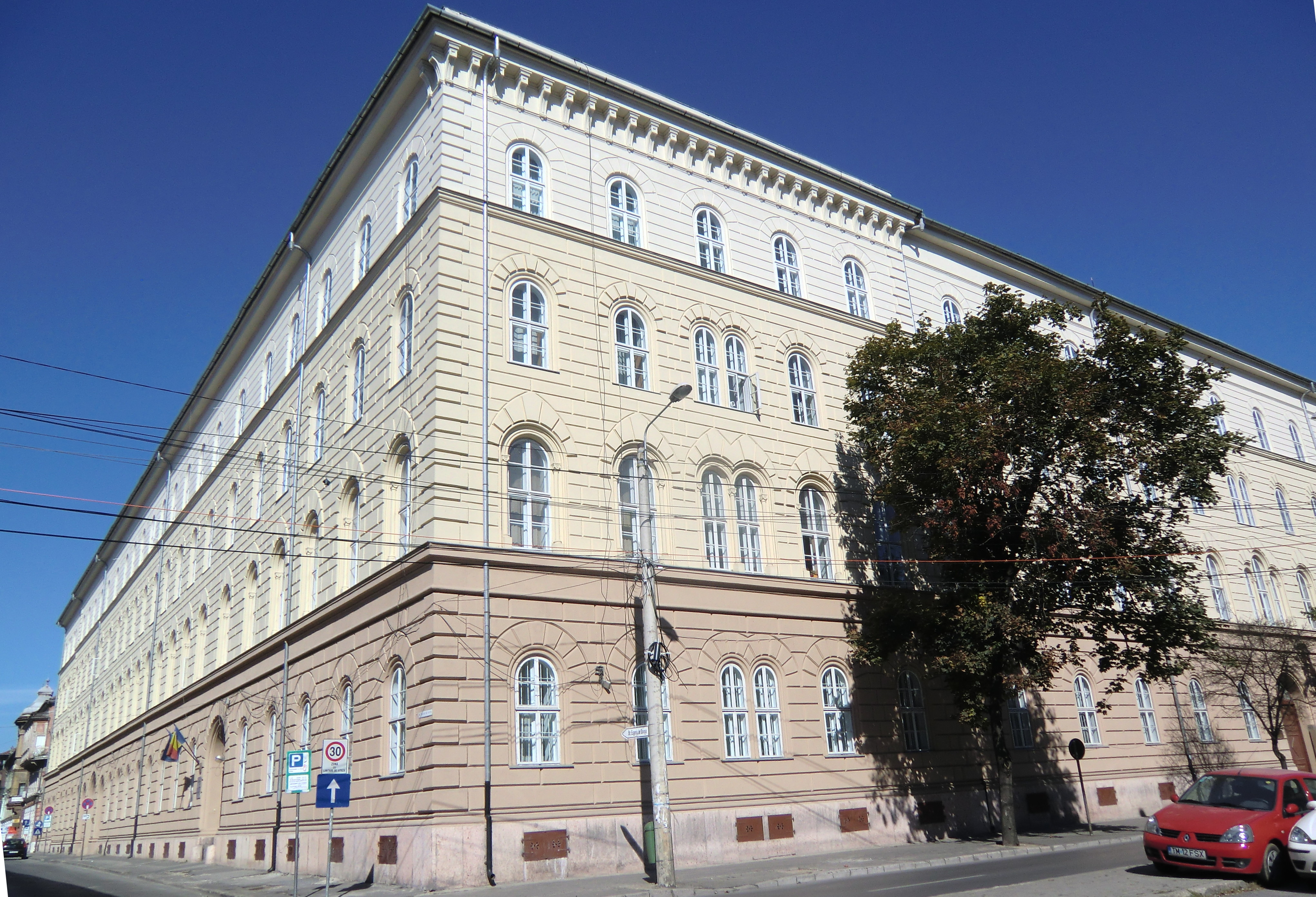
Gerichtshof

### Bildung
Timișoara ist eine Universitätsstadt mit den Schwerpunktfächern Physik, Medizin, Mechanik, Elektrotechnik und Jura. Die Universitäten in Timișoara werden von rund 8000 Studenten besucht. (Stand 1997)
Staatliche Universitäten:
- West-Universität Temeswar, gegr. 1962, 11 Fakultäten
- Landwirtschaftliche und Veterinärmedizinische Universität des Banat, 1990 aus der Polytechnischen Universität ausgegliedert, 7 Fakultäten
- Medizinische und Pharmazeutische Universität Victor Babeș, gegr. 1945
- Polytechnische Universität Timișoara, gegr. 1920, zehn Fakultäten

Privatuniversitäten:
- Universität Dimitrie Cantemir Timișoara[145]
- Universität Mihai Eminescu
- Universität Ioan Slavici
- Universität Tibiscus, gegr. 1991, 8 Fakultäten

Von 1925 bis 1944 existierte im Gebäude der heutigen Medizinischen Universität die deutschsprachige Hochschule Banatia.

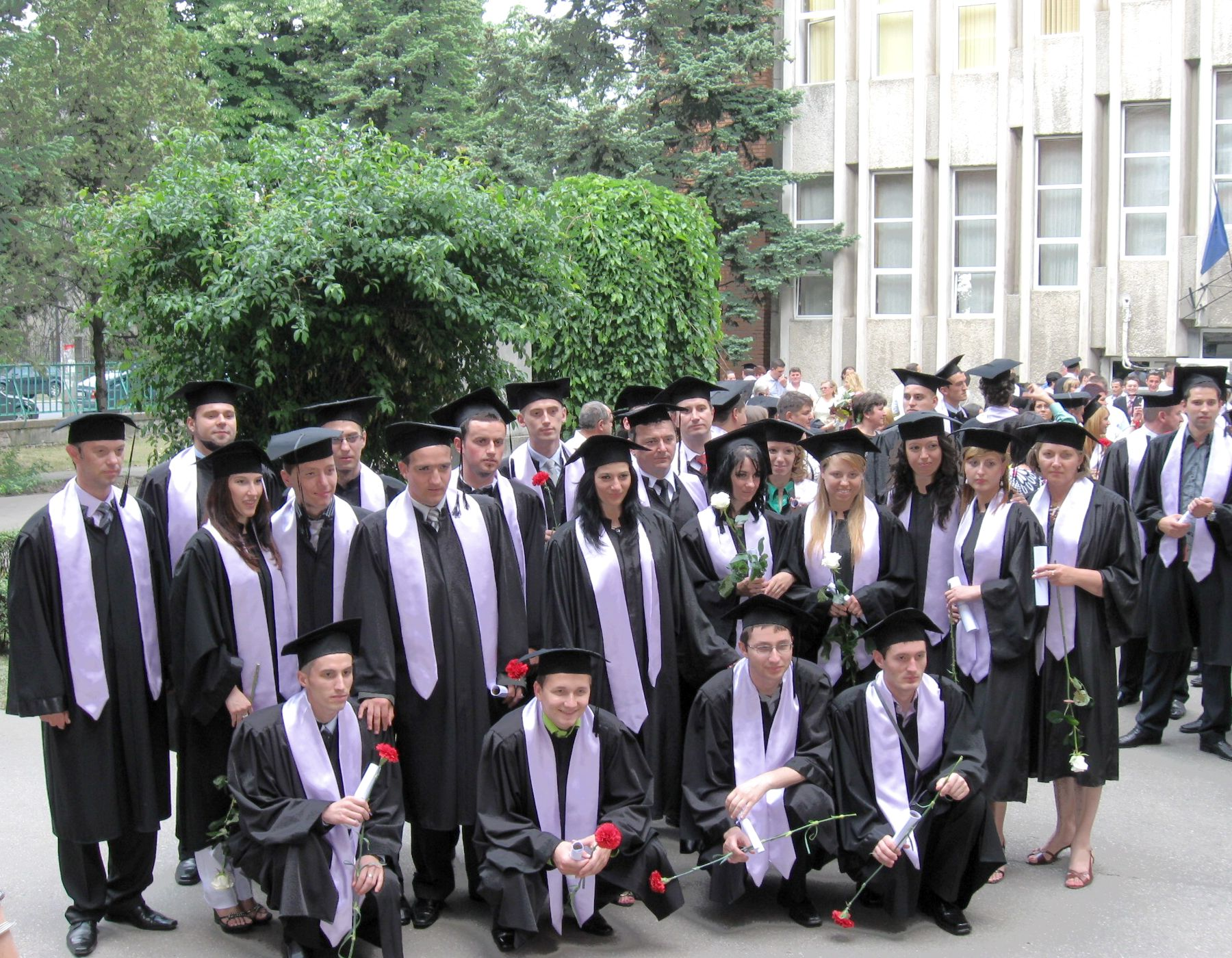
Absolventen der Facultatea de Mecanică din Timișoara, 2009
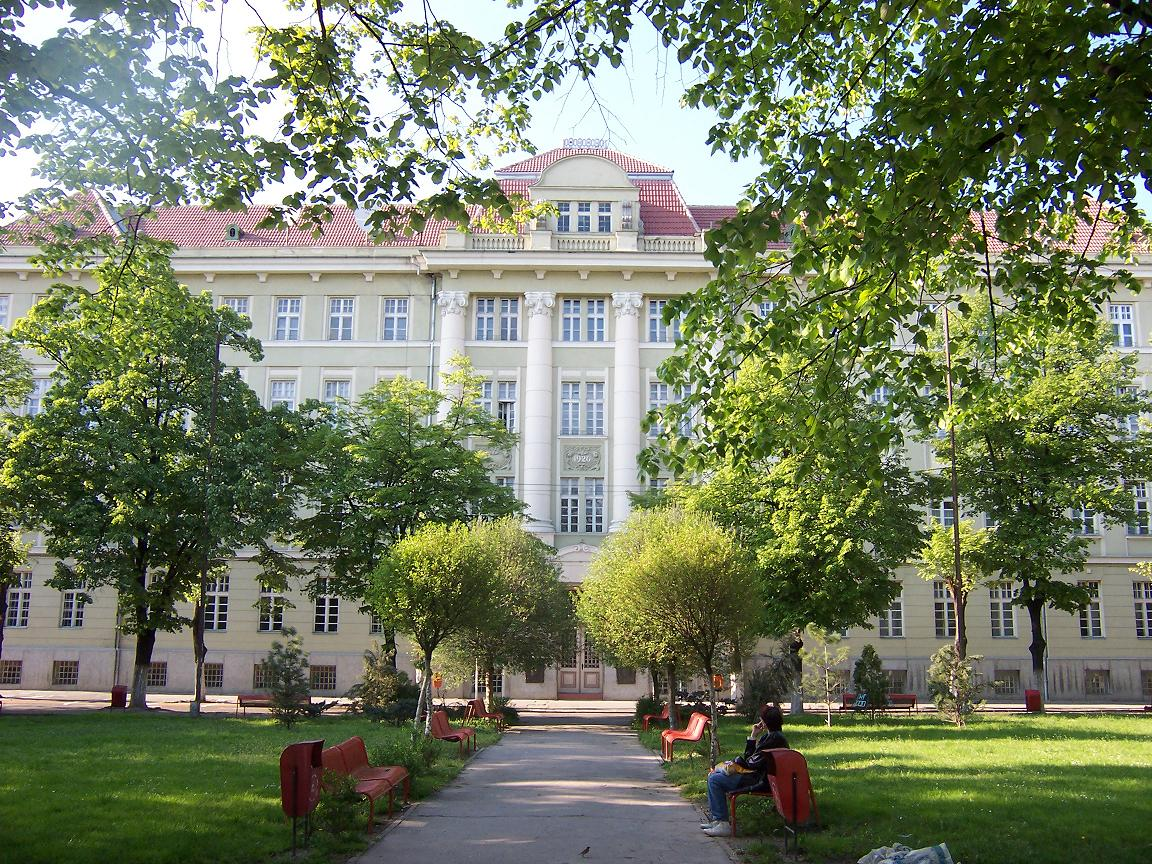
Medizinische und Pharmazeutische Universität Victor Babeș, 2007
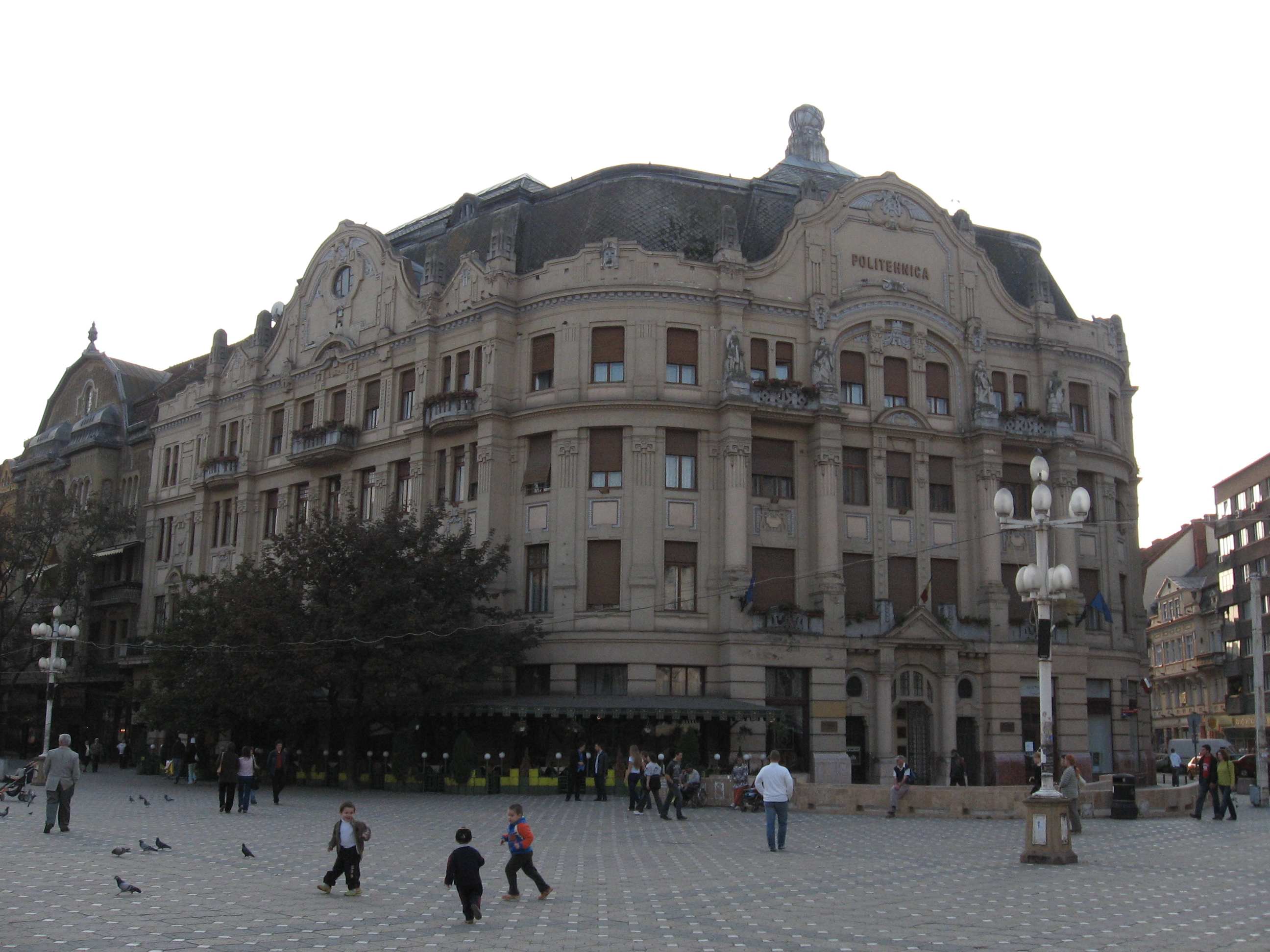
Palais Lloyd, Sitz des Rektorats der Polytechnischen Universität
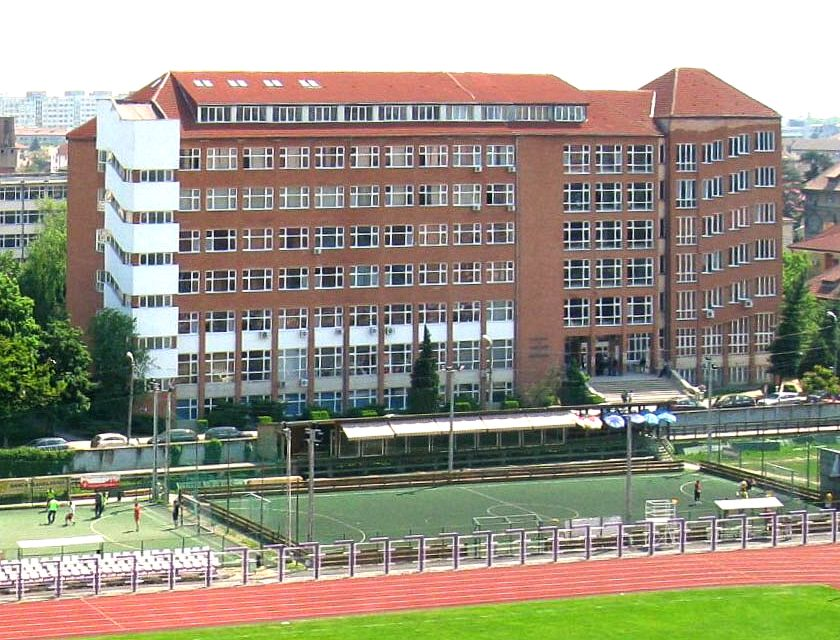
Fakultät für Bauwesen und Architektur der Polytechnischen Universität
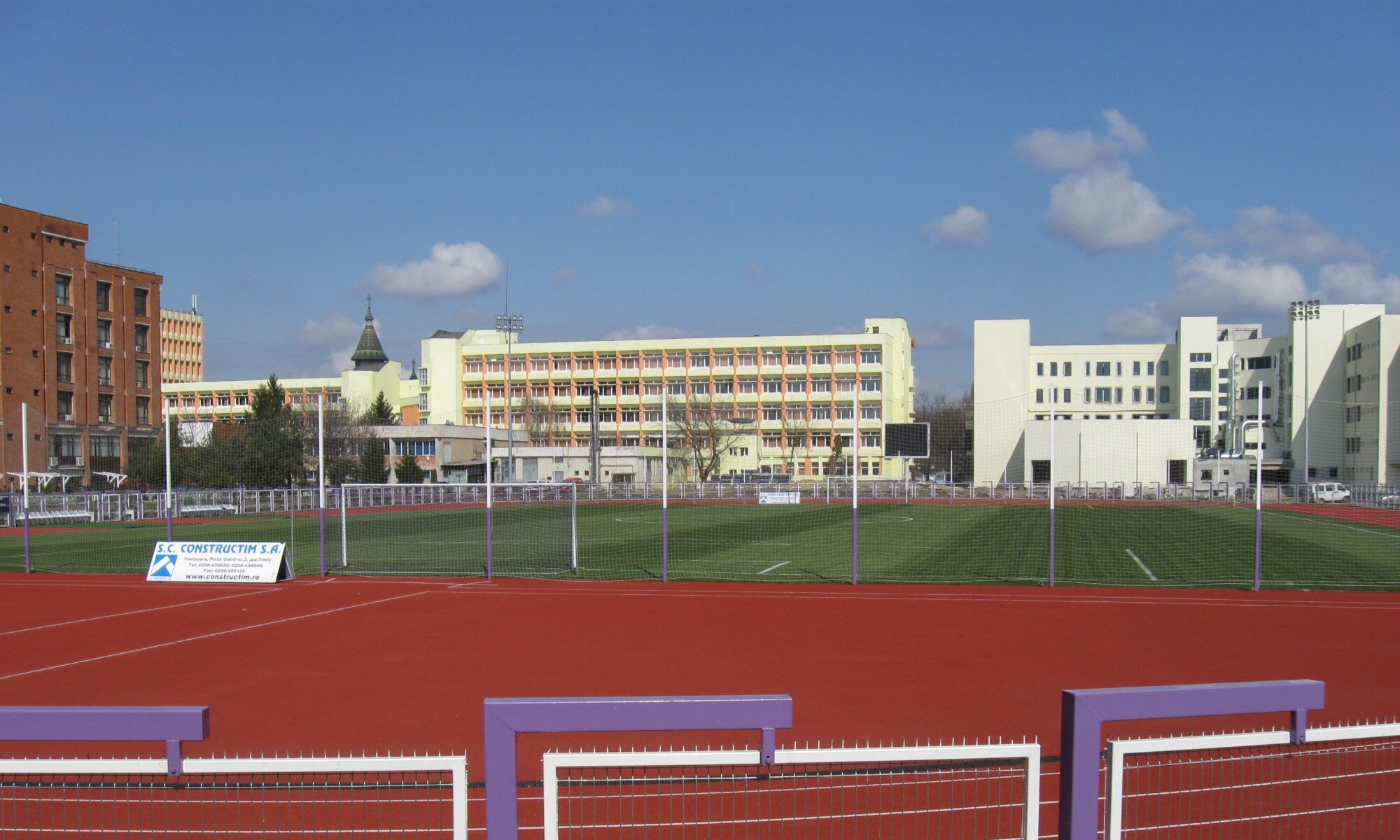
Stadion No. 1 der Fakultät für Maschinenbau
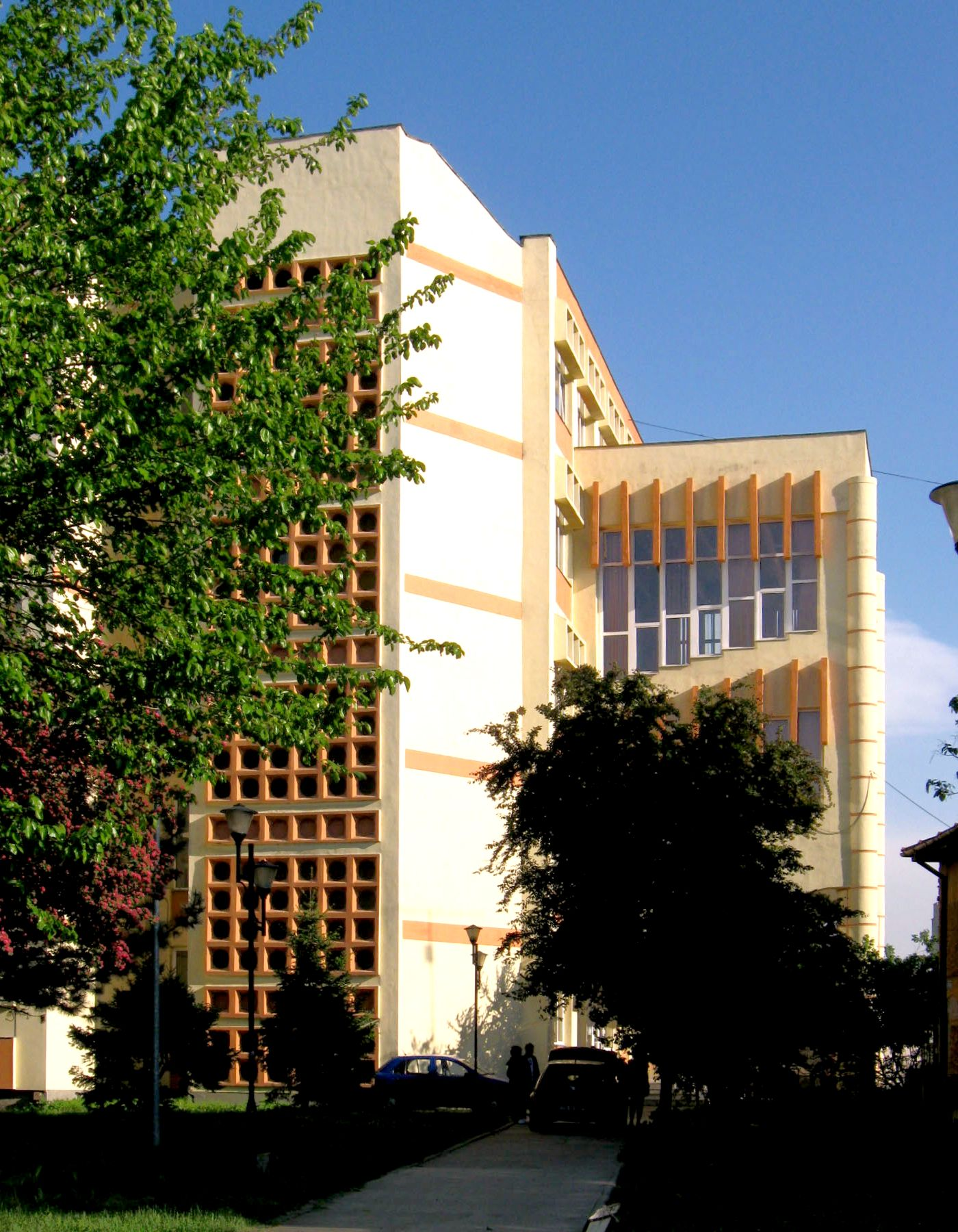
Chemische Fakultät
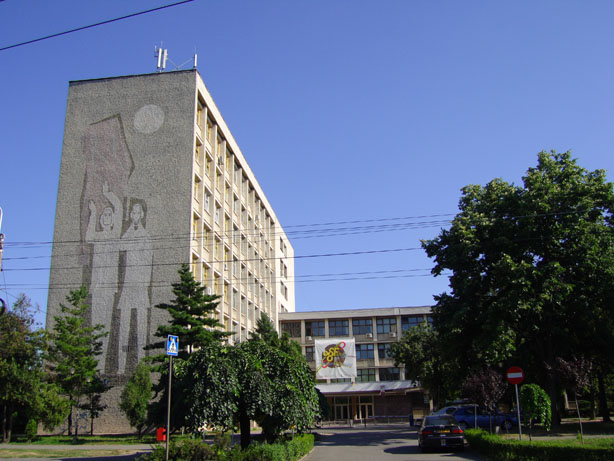
West-Universität
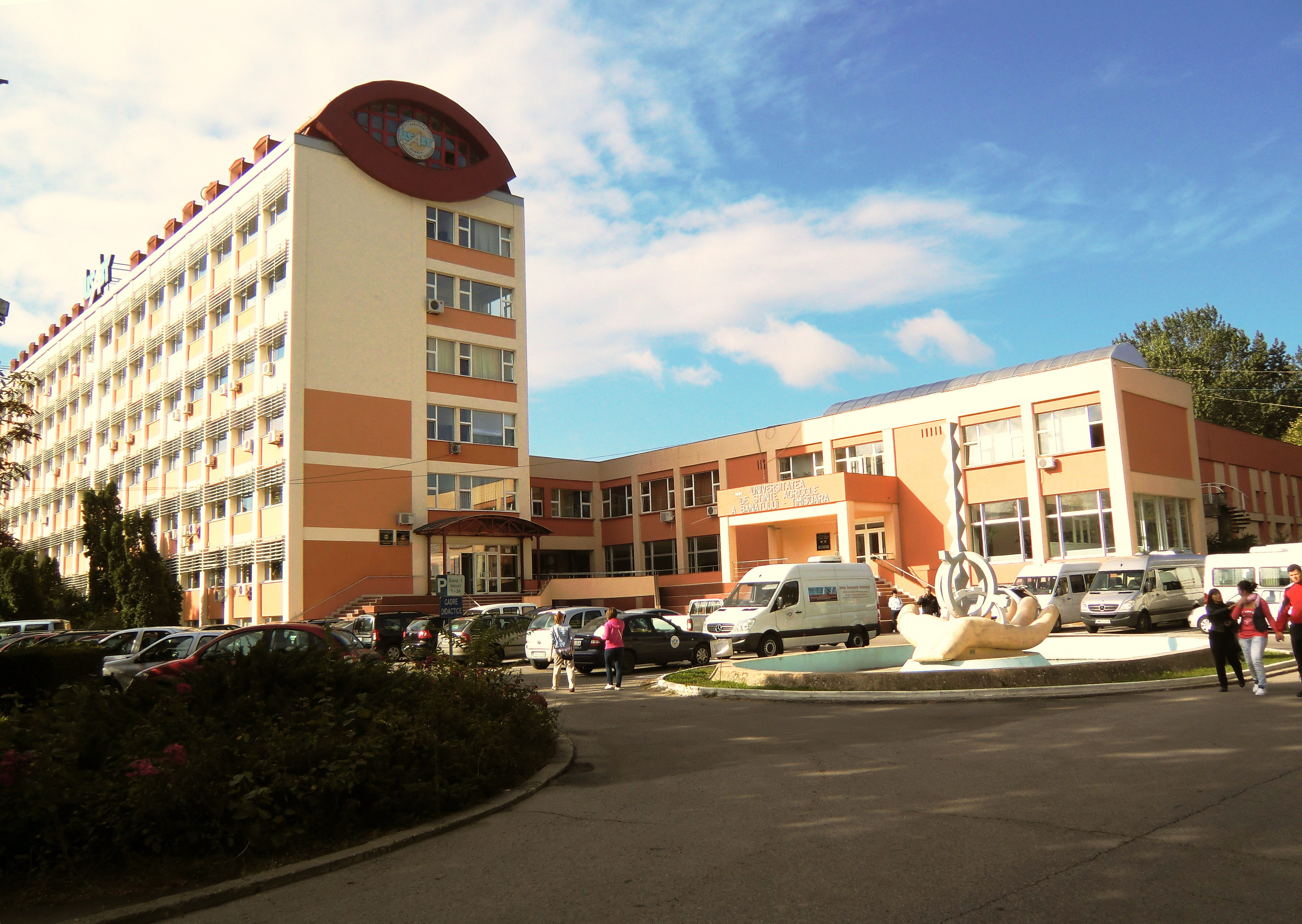
Landwirtschaftliche und Veterinärmedizinische Universität des Banats

#### Schulen
Es gibt unter anderem ein deutsches Gymnasium, das Nikolaus-Lenau-Lyzeum, diverse weitere deutsche Schulen und Kindergärten, sowie das Deutsche Kulturzentrum.
| - Colegiul Bănățean - Colegiul Național Constantin Diaconovici Loga - Colegiul Tehnic de Vest - Colegiul Tehnic Emanuil Ungureanu - Colegiul Tehnic Ion Mincu - Colegiul Tehnic Henri Coandă - Liceul Teoretic Nikolaus Lenau - Liceul Grigore Moisil din Timișoara - Liceul de Muzică Ion Vidu - Liceul Pedagogic Carmen Sylva - Liceul Teoretic Bartók Béla | - Liceul Teoretic William Shakespeare - Liceul Teoretic Jean Louis Calderon - Liceul Ioan Slavici - Liceul Teoretic Vlad Țepeș - Liceul Teologic Romano-Catolic Gerhardinum, das frühere Liceul Piarist din Timișoara - Liceul Teologic Baptist - Liceul de Arte Plastice - Colegiul Tehnic Electrotimiș - Liceul Waldorf - Liceul Economic F.S.Nitti |

In Timișoara bestehen drei Schulen mit Klassen I bis VIII und zehn Kindergärten mit deutscher Unterrichtssprache.

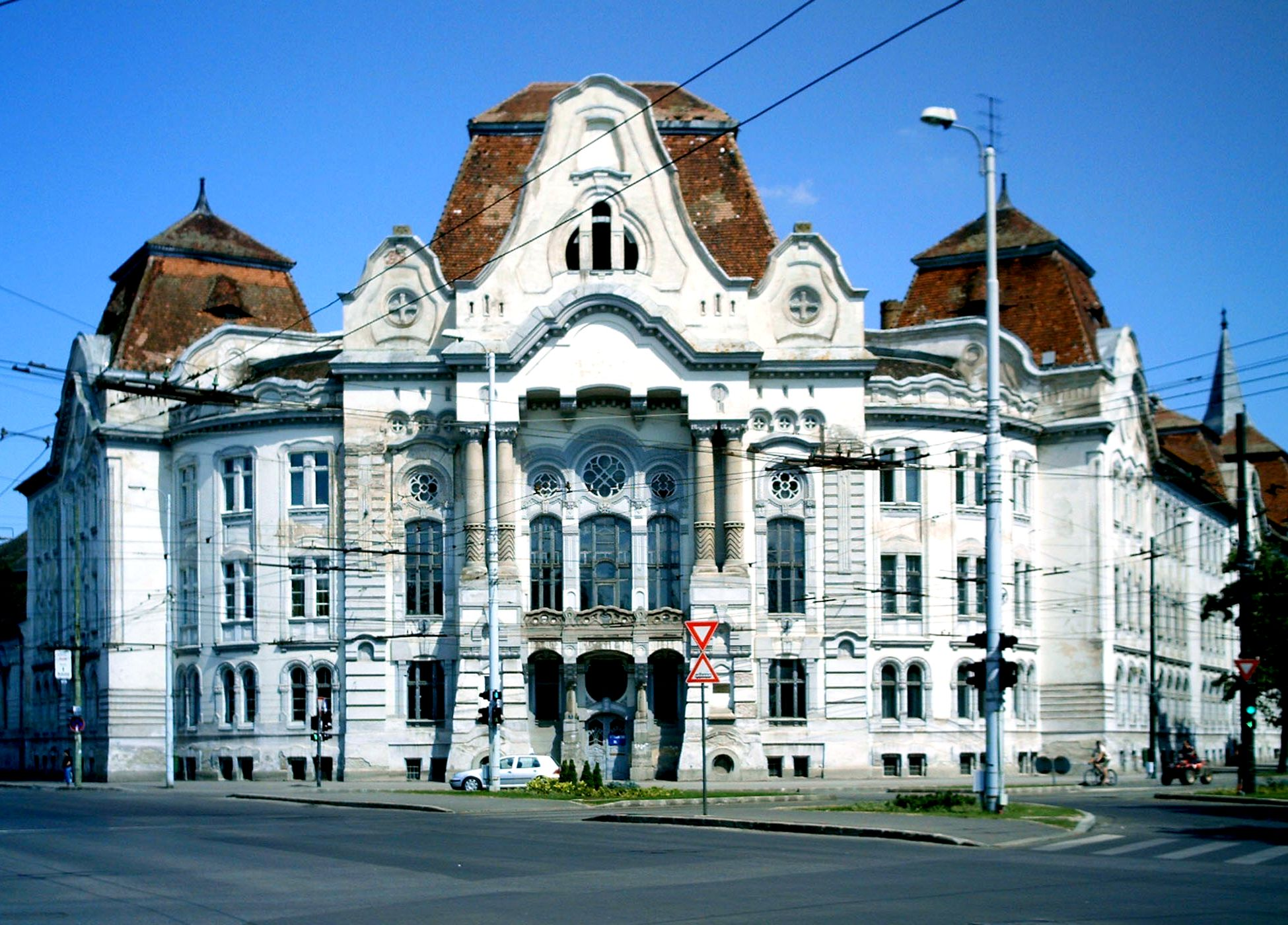
Piaristengymnasium, heute das Gerhardinum
Nikolaus Lenau Lyzeum, um 1910 (damals Realgymnasium)
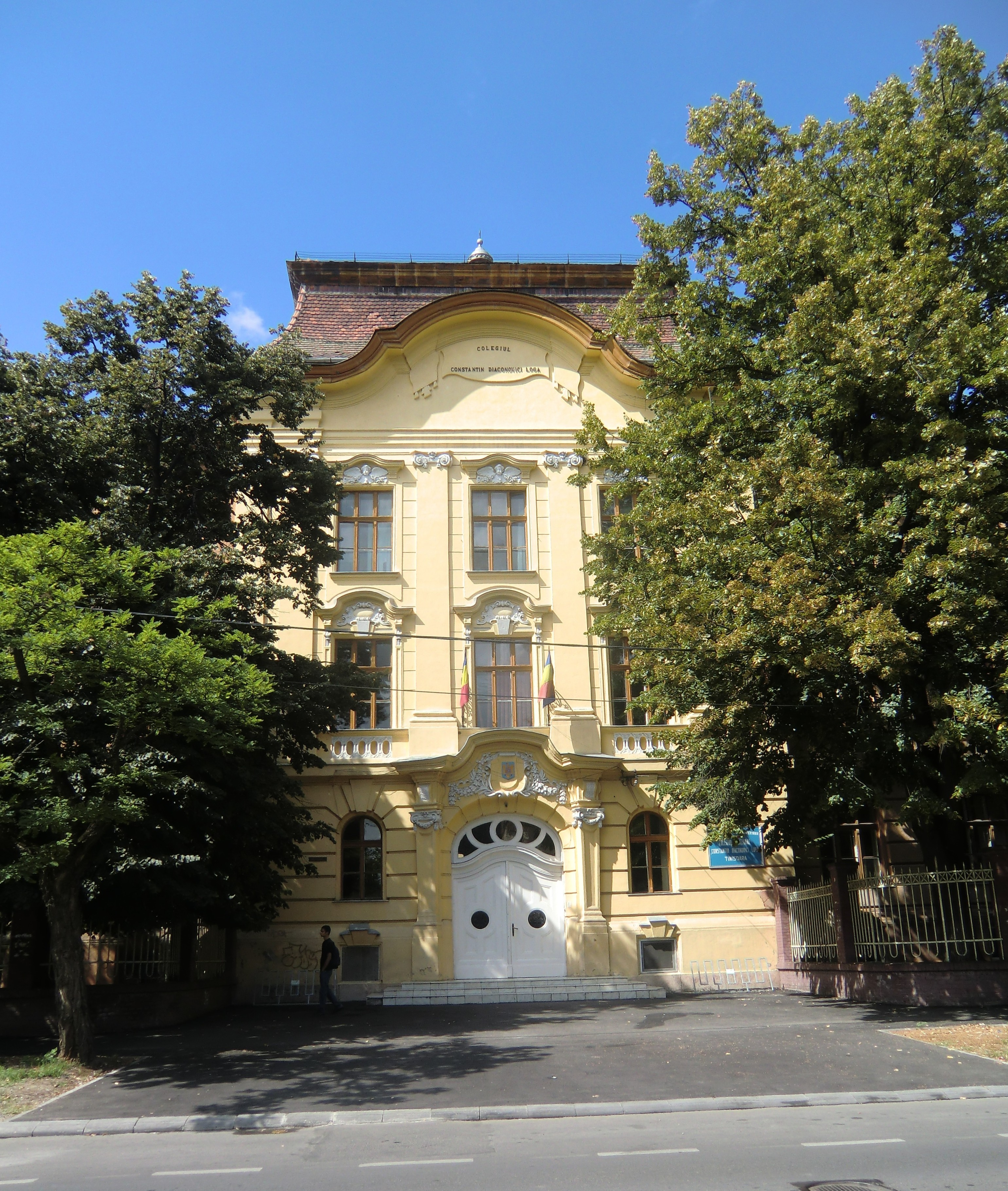
Colegiul Național Constantin Diaconovici Loga

#### Bibliotheken
Unter den zahlreichen Bibliotheken der Stadt können folgende hervorgehoben werden:

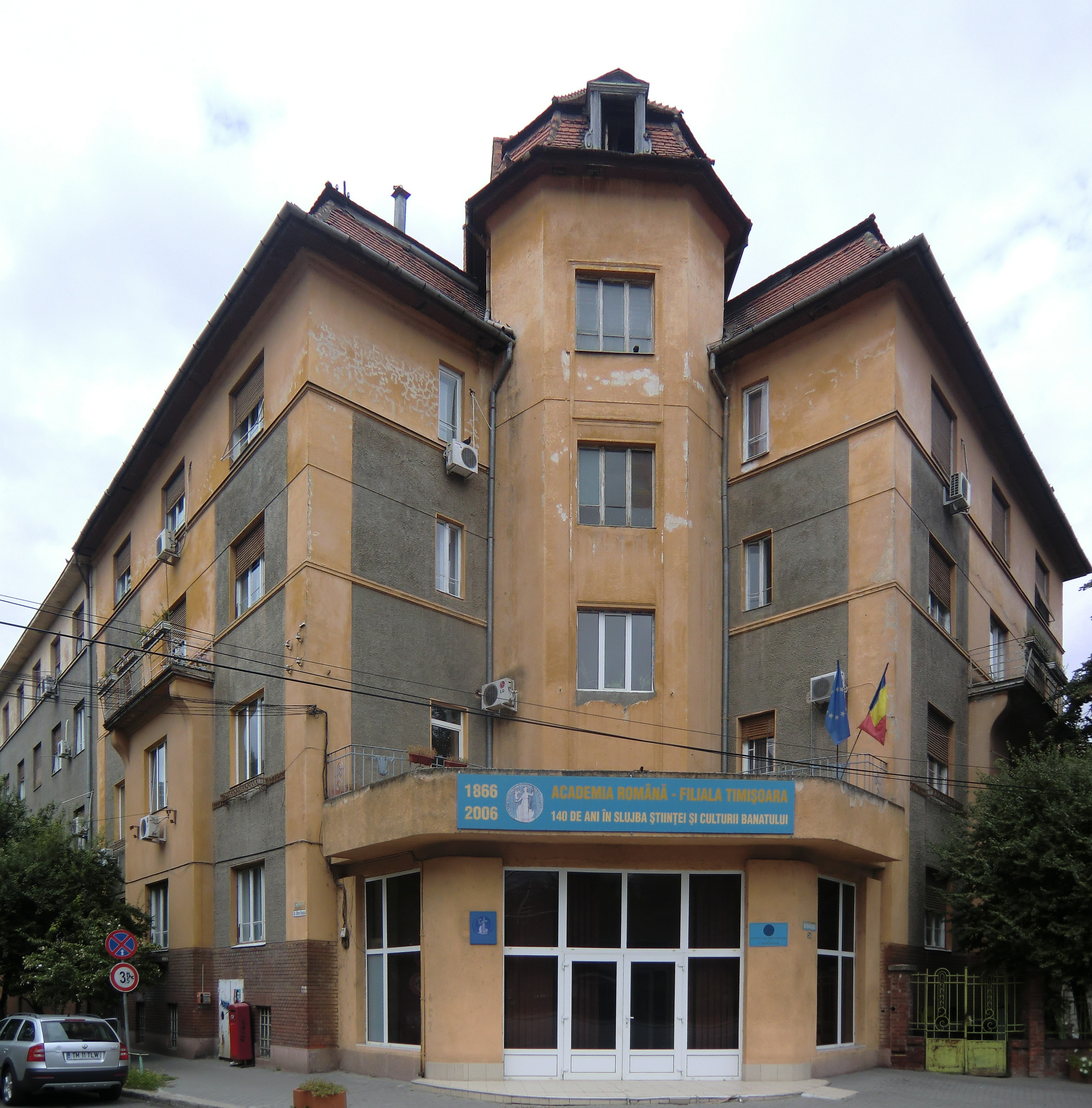
Bibliothek der rumänischen Akademie, Außenstelle Timișoara, 2010

- Biblioteca Academiei Române (deutsch:  Bibliothek der Rumänischen Akademie)[159]
- Biblioteca Centrală Universitară Eugen Todoran (deutsch: Zentrale Universitätsbibliothek Eugen Todoran)[160]
- Biblioteca Austria Timișoara (deutsch: Österreich-Bibliothek Temeswar)
- Biblioteca Centrală a Universității Politehnica Timișoara (deutsch: Zentralbibliothek der Polytechnischen Universität Temeswar)[161]
- Biblioteca Centrului Cultural German din Timișoara (deutsch: Bibliothek des deutschen Kulturzentrums Temeswar)[162]
- Biblioteca Forumului German din Timișoara (deutsch: Bibliothek des deutschen Forums in Temeswar)[163]
- Biblioteca Uniunii Sârbilor din România (deutsch: Bibliothek der serbischen Union in Rumänien)[164]
- Biblioteca Județeana Timiș (deutsch: Kreisbibliothek Timiș)[165]
- Biblioteca Universității de Farmacie și Medicină Timișoara Victor Babeș (deutsch: Bibliothek der Medizinischen und Pharmazeutischen Universität Victor Babeș Temeswar)[166]
- Biblioteca Universității de Științe Agricole și Medicină Veterinară a Banatului (deutsch: Bibliothek der Landwirtschaftlichen und Veterinärmedizinischen Universität des Banat)[167]
- Biblioteca Britanică Timișoara (deutsch: Britische Bibliothek Temeswar)[168]

### Gesundheitswesen
Erste zuverlässige Quellen über die medizinische Versorgung in Temeswar gibt es erst seit dem Jahr 1718, als das Banat eine Kron- und Kammerdomäne der Habsburgermonarchie mit der Hauptstadt Temeswar war. 1737 wurde das erste Krankenhaus der Stadt von dem Orden der Barmherzigen Brüder eingerichtet.
In gesundheitlicher und seuchenhygienischer Hinsicht kann das Banat im 18. und 19. Jahrhundert als problematische Region eingestuft werden. Wegen einer fehlenden Krankenversicherung waren stationäre und ambulante Therapien ein Kostenrisiko und wurden somit nur selten in Anspruch genommen. Vielmehr hielten sich volksheilkundliche Prozeduren, durchmischt mit religiös-rituellen und abergläubischen Vorstellungen, bis ins 20. Jahrhundert.
Unmittelbar nach dem Zweiten Weltkrieg (1945) wurde per Dekret des Königs von Rumänien Michael I. die Medizinfakultät ins Leben gerufen. Heute ist die Medizinische und Pharmazeutische Universität Victor Babeș eine begehrte Medizinuniversität für Studierende im In- und Ausland.
Nach 1990 stieg die Anzahl der Ärzte, die sich in Timișoara niederließen stetig. Den Ärzten bot sich die Möglichkeit, Kontakte mit dem Westen zu knüpfen und so die neuesten Erkenntnisse der Medizin einzuführen. Vielen Temeswarer Ärzten gelang es, durch persönliche Kontakte zu namhaften westlichen Institutionen ihre Kliniken mit hochwertiger medizinischer Apparatur auszustatten. Dadurch stieg die Qualität der medizinischen Behandlung erheblich. Es wurden die neuesten Erkenntnisse der Medizin eingeführt.
Nach 1990 entstanden wieder private Arztpraxen und Kliniken in Timișoara. 1999 wurde die Krankenkasse eingeführt. Im Juli 2003 hatten 433 Ärzte in Timișoara Verträge mit der Krankenkasse abgeschlossen. Seit 2011 sind die städtischen Krankenhäuser, die dem Stadtrat Timișoara (rumänisch: Consiliul Local al Municipiului Timișoara) unterstellt sind, dem Munizipalklinikum für Notfallmedizin Timișoara (Spitalul Clinic Municipal de Urgență Timișoaral) angegliedert, während die Kreiskrankenhäuser, die dem Kreisrat Timiș (rumänisch: Consiliul Județean Timiș) angehören, von dem Kreisklinikum für Notfallmedizin Timișoara (Spitalul Clinic Județean de Urgență Timișoara) koordiniert werden.
Krankenhäuser (Auswahl)
- Militärkrankenhaus für Unfallchirurgie Dr. Victor Popescu (rumänisch: Spitalul Militar de Urgență Dr. Victor Popescu, volkstümlich Militärspital)
- Universitätsklinik für Onkologie und Dermato-Venerologie (rumänisch: Clinica Universitară de Oncologie și Dermato-Venerice, volkstümlich Bürgerspital)
- Universitätsklinik für Gynäkologie und Geburtshilfe Dr. Dumitru Popescu (rumänisch: Spitalul Clinic de Obstetrică și Ginecologie Dr. Dumitru Popescu)
- Universitätsklinik für Gynäkologie und Geburtshilfe Bega (rumänisch: Clinica Universitară de Obstetrică și Ginecologie Bega, volkstümlich: Begaspital)
- Klinik für Augenheilkunde (rumänisch: Clinica de Oftalmologie, volkstümlich: Barmherzigenspital)
- Kinderklinik Louis Țurcanu (rumänisch: Spitalul Clinic de Copii Louis Țurcanu)
- Krankenhaus für Infektionskrankheiten und Pneumologie Dr. Victor Babeș (rumänisch: Spitalul Clinic de Boli Infecțioase si Pneumofiziologie Dr. Victor Babeș)
- Institut für Hygiene und öffentliche Gesundheit Dr. Victor Babeș (rumänisch: Institutul de Igienă si Sănătate Publică Dr. Victor Babeș)
- Chirurgische Klinik der Regionaldirektion für Transportwesen (rumänisch: Sptitalul Clinic CFR)
- Munizipalklinikum für Notfallmedizin Timișoara (rumänisch: Spitalul Clinic Municipal de Urgență Timișoaral)
- Kreisklinikum für Notfallmedizin Timișoara (rumänisch: Spitalul Clinic Județean de Urgență Timișoara)
- Universitätsklinikum Neue Kliniken (rumänisch: Clinicile Noi)
- Klinik für Herz-Kreislauferkrankungen ASCAR (rumänisch: Clinica de Cardiologie vasculară ASCAR)
- Hospiz der Göttlichen Barmherzigkeit (rumänisch: Hospice “Casa Milostivirii Divine”)
- Unfallkrankenhaus Casa Austria (rumänisch: Spitalul Clinic Județean de Urgență Casa Austria)

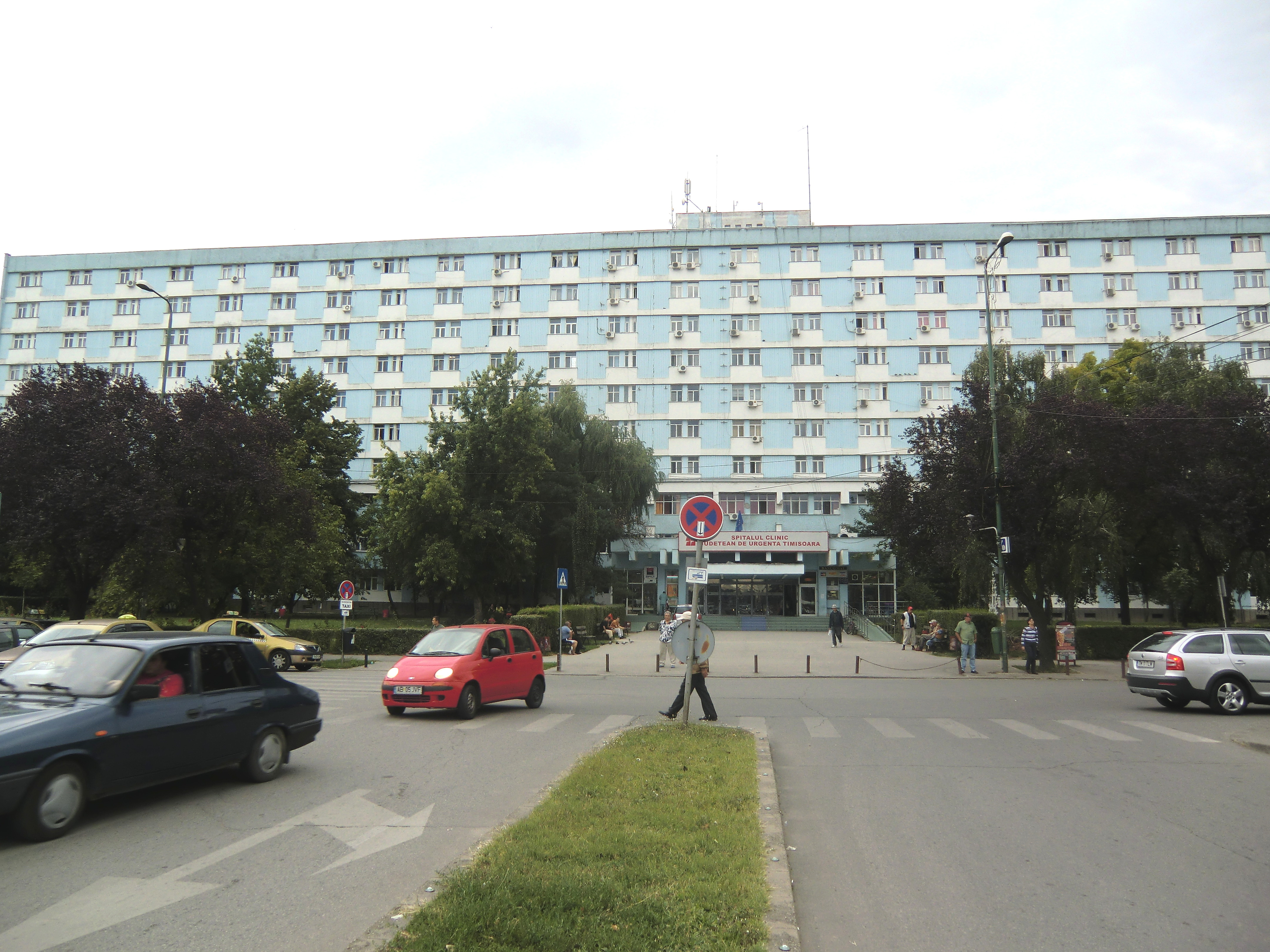
Kreiskrankenhaus
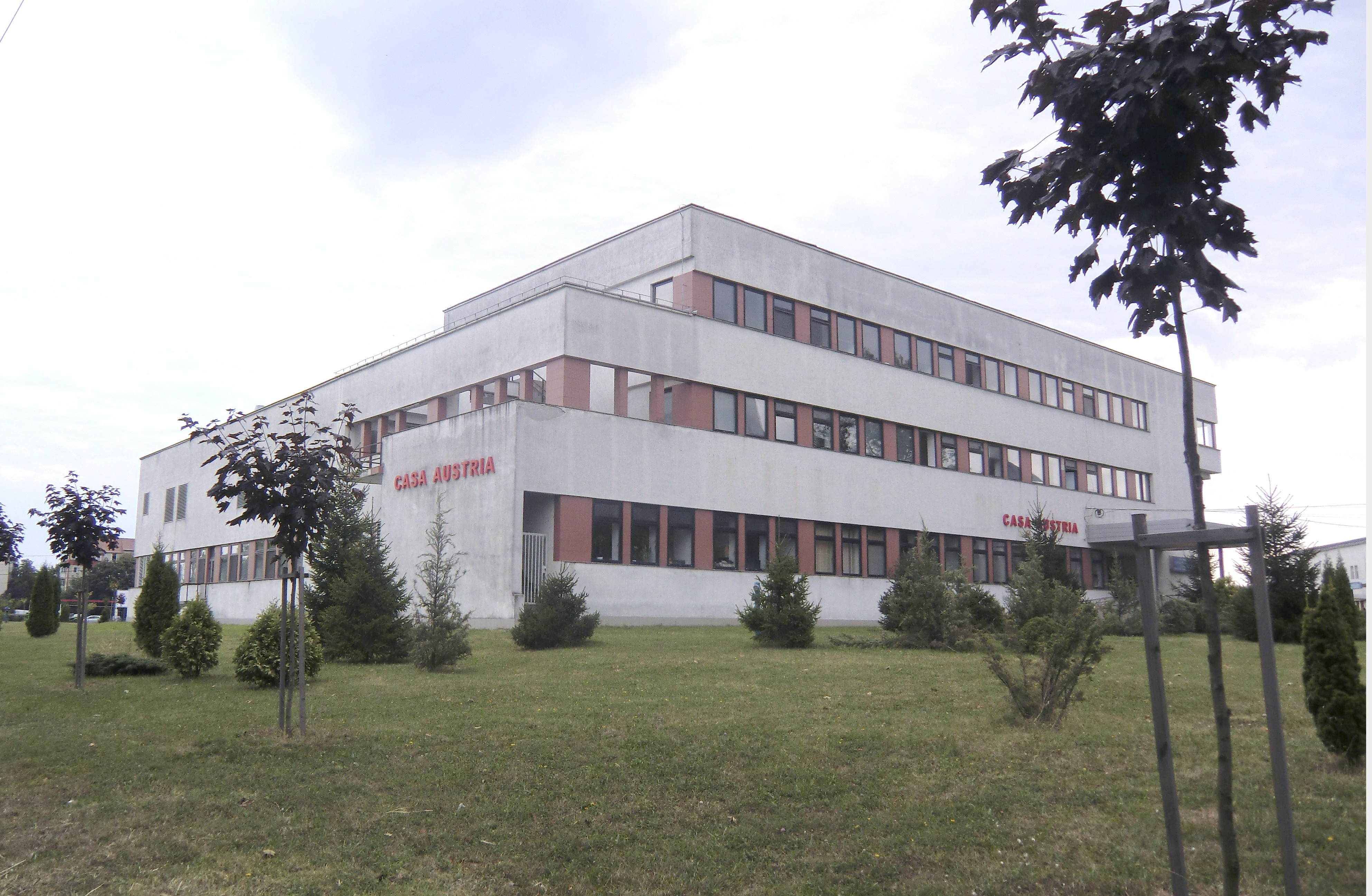
Unfallklinik Casa Austria
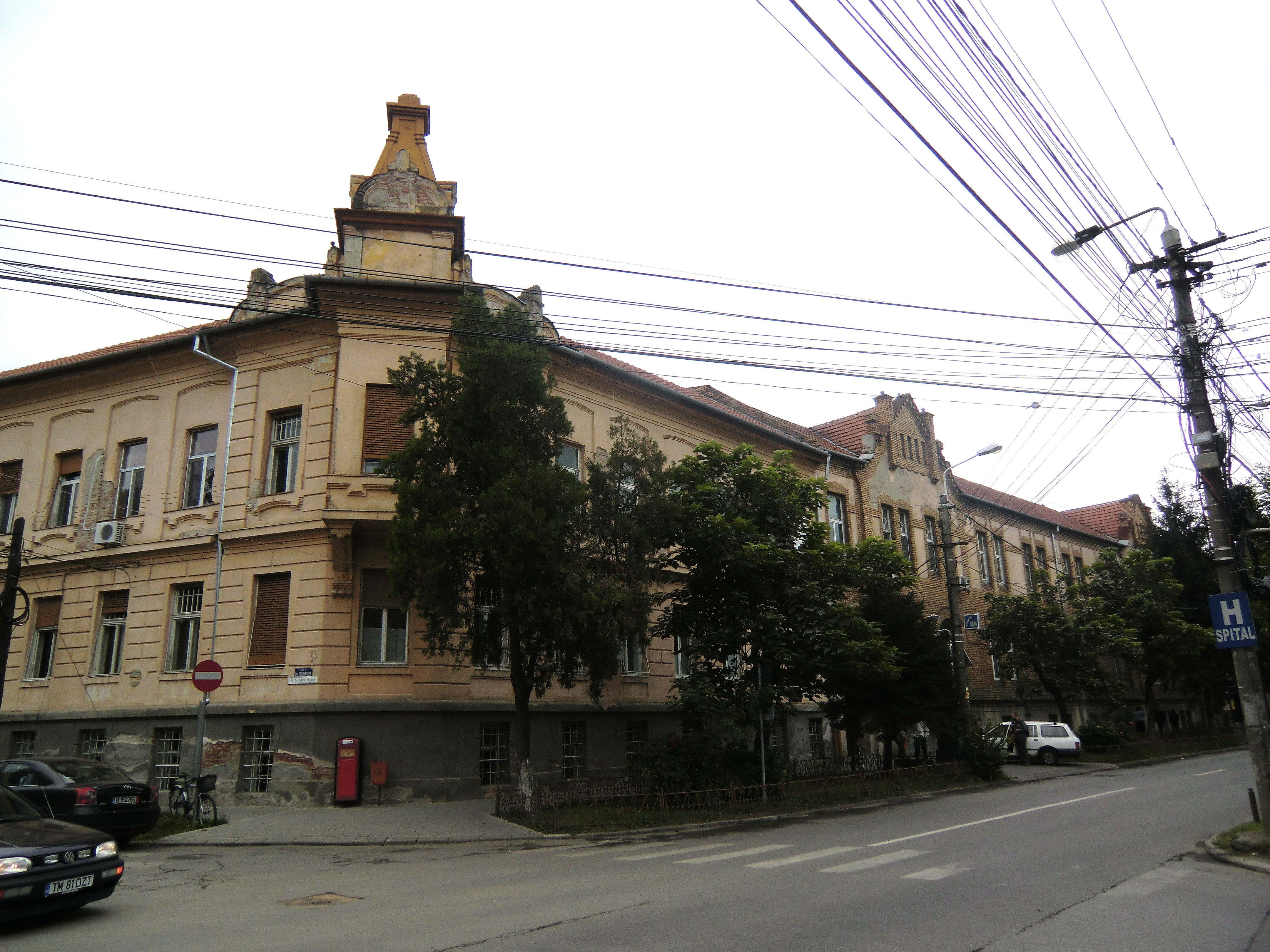
Klinik für Frauenheilkunde und Gynäkologie Bega
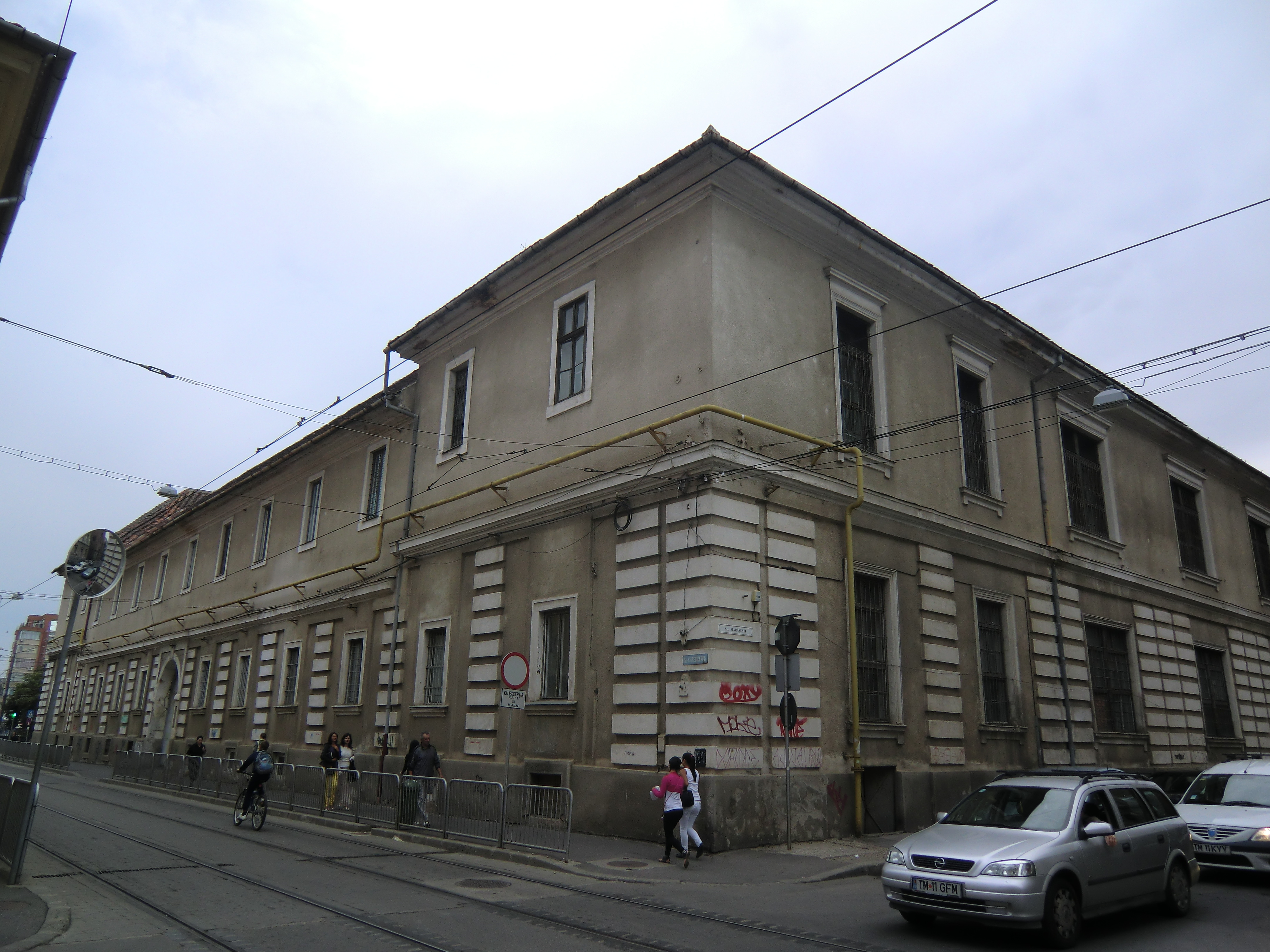
Universitätsklinik für Onkologie und Dermato-Venerologie

## Persönlichkeiten
Bedeutende Persönlichkeiten, die in Timișoara geboren wurden oder gewirkt haben, sind in der Liste von Söhnen und Töchtern der Stadt Timișoara oder in der Liste der Ehrenbürger der Stadt Timișoara zu finden.
Die Bürgermeister Timișoaras können der Liste der Bürgermeister von Timișoara entnommen werden.